# Список персонажей романа «Три мушкетёра»

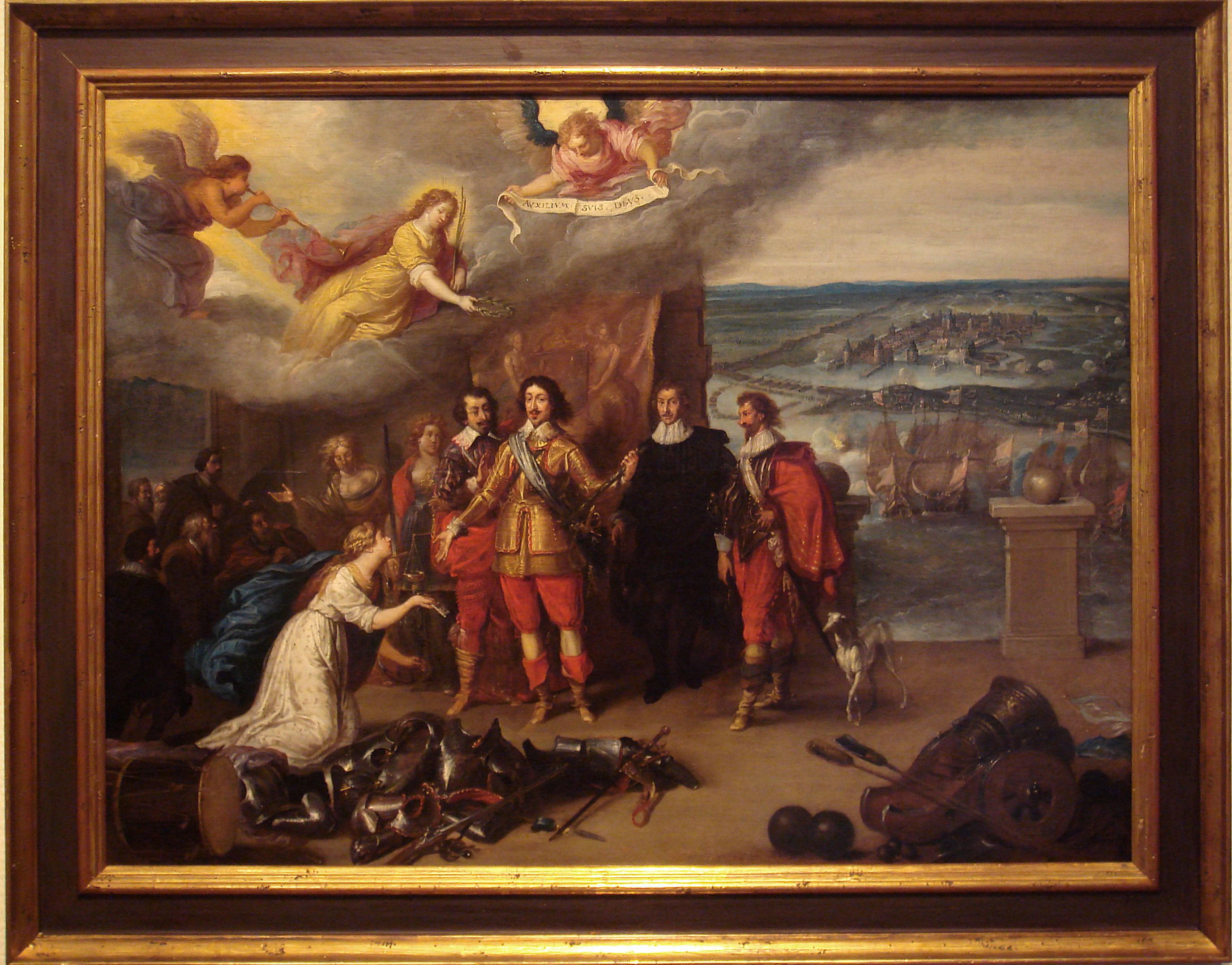
Ла-Рошель сдаётся Людовику XIII. Картина неизвестного художника XVII века

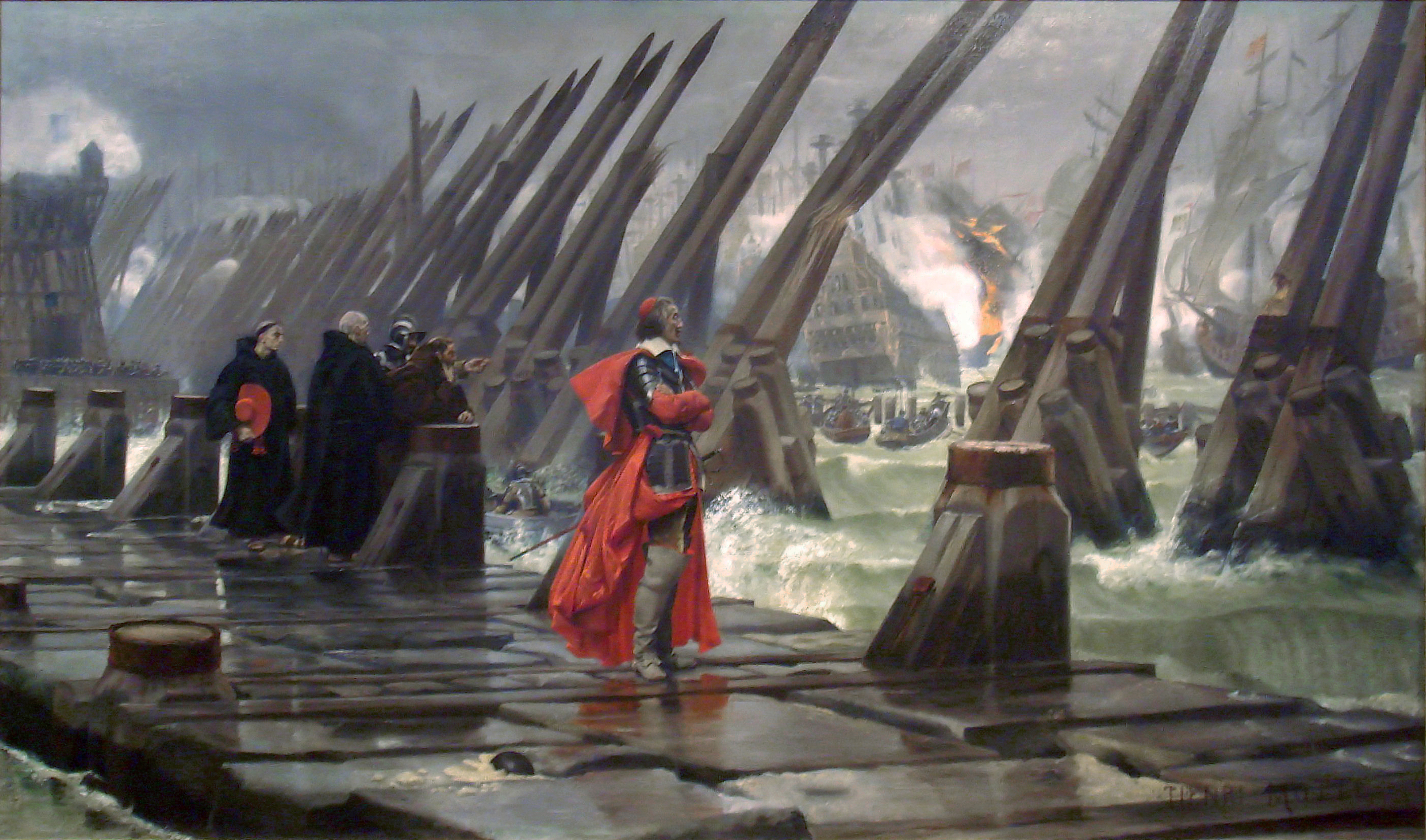
Кардинал Ришельё во время осады Ла-Рошели. Картина Анри Мотте, XIX век

Список персонажей романа «Три мушкетёра» состоит из имен действующих (слева) и упомянутых (справа) персонажей. Действующие персонажи могут быть как вымышленными, так и реальными историческими лицами. Безымянные люди указаны, только если они влияют на сюжет. Если персонаж упомянут в одной главе, а появляется на сцене несколькими главами позже, то его имя указано в той главе, где он упомянут впервые, но в числе действующих лиц.

## Предисловие
| - Действующие лица: - автор, «мы» — Александр Дюма-отец (и, видимо, его соавтор Огюст Маке) - д’Артаньян - Людовик XIII - Анна Австрийская - кардинал Ришельё - г-н де Тревиль - Атос (граф де Ла Фер). Персонаж вымышлен Дюма с использованием имени реального исторического лица — Армана де Силлег д’Атос д’Отевьель. - Портос. Персонаж вымышлен Дюма с использованием имени реального исторического лица — Исаака де Порто. - Арамис. Персонаж придуман Дюма частично на основе реального исторического лица — Анри д’Арамица. | - Упомянутые лица: - Людовик XIV - Пьер Руж (фр. Pierre Rouge) — амстердамский издатель, историческое лицо - кардинал Мазарини - г-н Анкетиль — Луи-Пьер Анкетиль, историк - Полен Парис — друг Дюма, ученый |

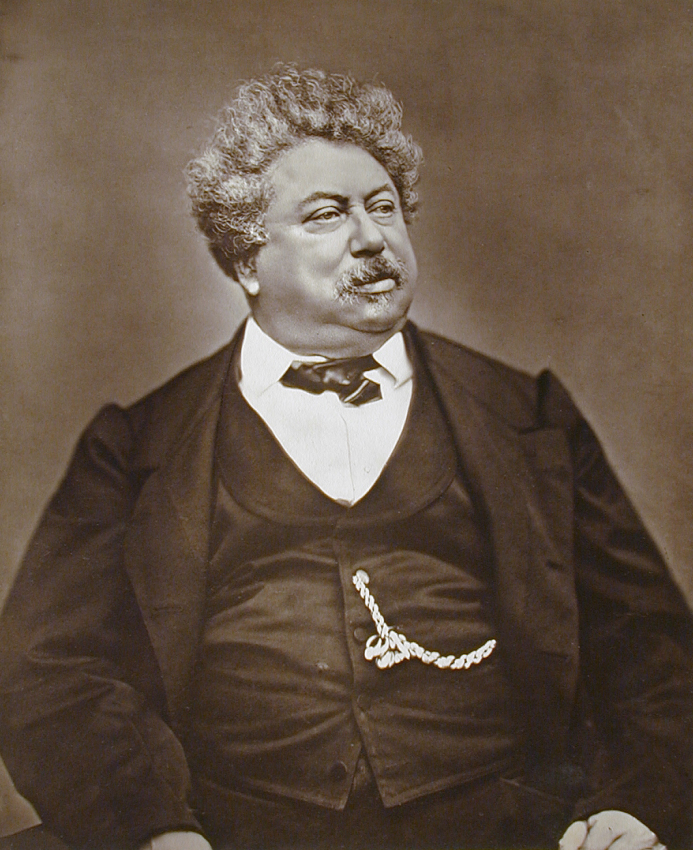
Дюма
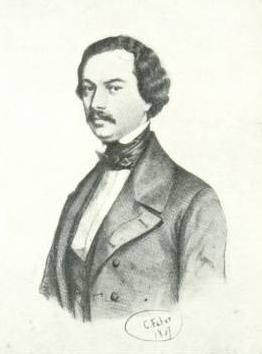
Маке
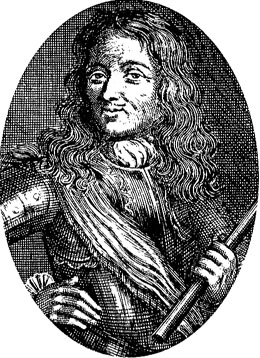
д'Артаньян - гравированный портрет из издания мемуаров
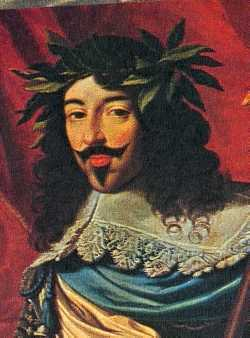
Людовик XIII
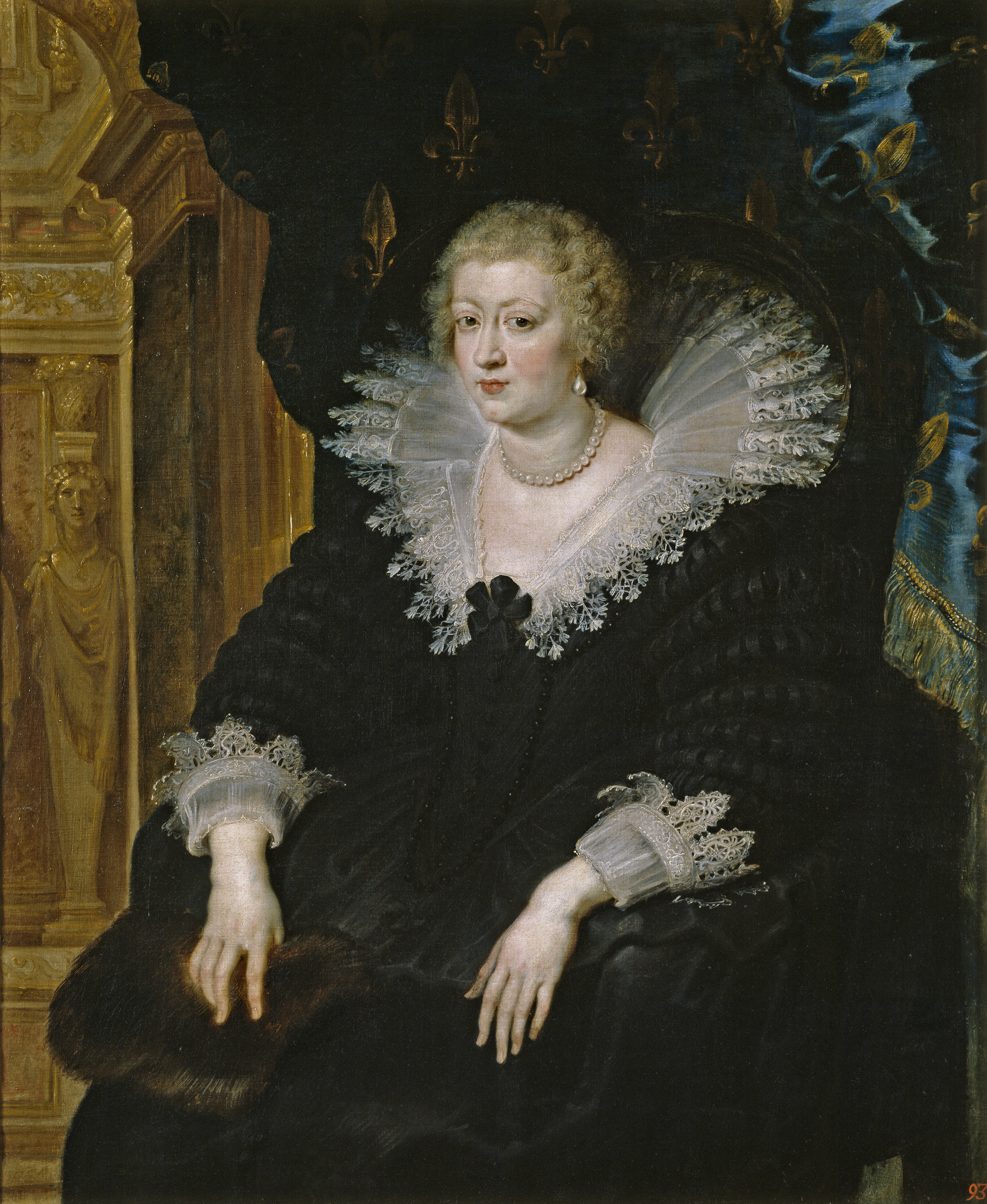
Анна Австрийская
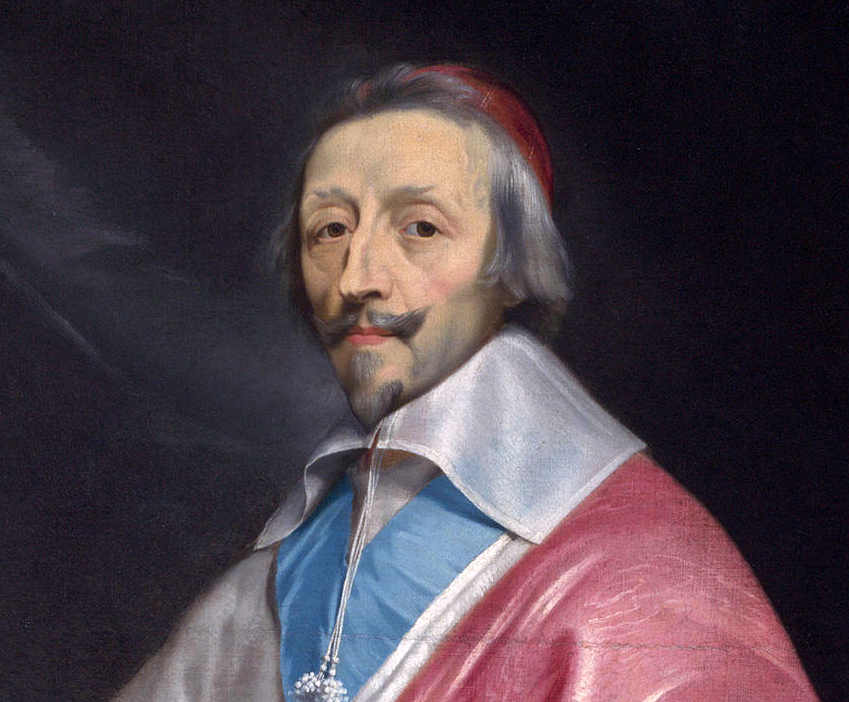
Ришельё
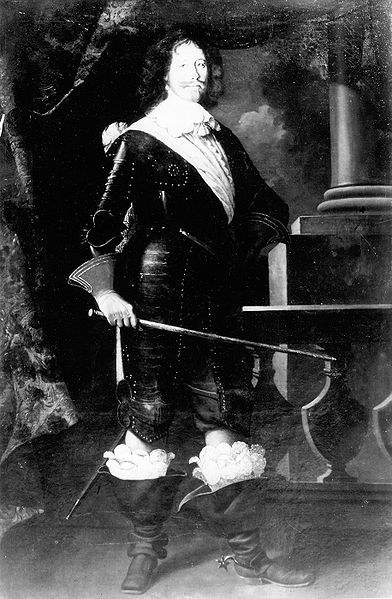
Тревиль
Людовик XIV
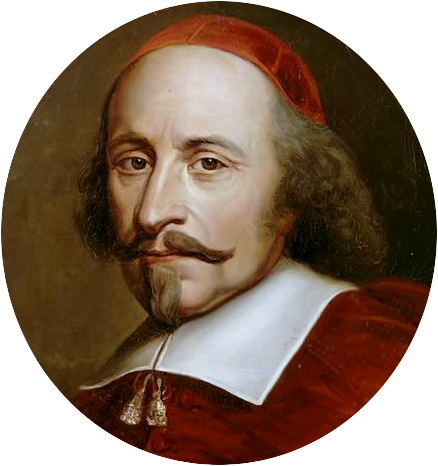
Мазарини
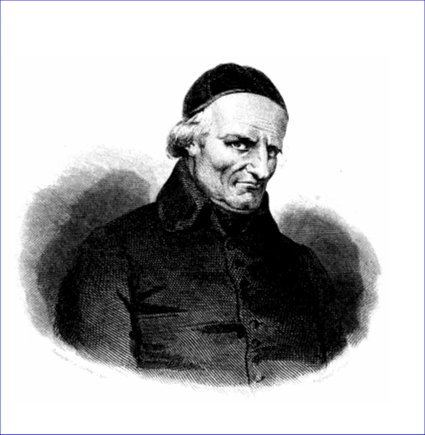
Анкетиль
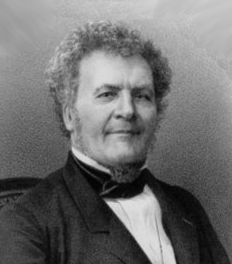
Парис

## Часть первая

### I. Три дара г-на д’Артаньяна-отца
| - Действующие лица: - д’Артаньян-отец — если принять общепринятую версию идентификации «д’Артаньяна», то отцом персонажа является Бертран де Бац, сын мещанина Пьера де Баца, приобретший знаменитую фамилию после женитьбы. - мать д’Артаньяна — при условии, озвученном выше, это — Франсуаза де Монтескью д’Артаньян (de Montesquiou d’Artagnan), происходившая из обедневшей ветви знатной семьи графов де Монтескью, потомков древних графов Фезансак. Была найдена запись, что сам Людовик XIII пожелал, чтобы наш герой — гвардии Шарль де Бац носил имя «д’Артаньян» в память об услугах, оказанных королю его дедом со стороны матери, что уравняло Бац-Кастельморов, которые во всех отношениях стоят несравнимо ниже Монтескью, с Монтескью-Фезансаками. - Рошфор — историческое лицо - хозяин гостиницы «Вольный мельник» в Менге - Леди Винтер, миледи (Анна де Бейль, леди Кларик, Шарлотта Баксон, баронесса Шеффилд, графиня де Ла Фер) — вымышленный персонаж. Её прототипом считается графиня Люси Карлайл, брошенная любовница Бэкингема, из ревности ставшая агентом Ришельё. «Леди Винтер» как персонаж введена еще Куртилем. Драматическую историю находки у дамы на плече клейма Дюма взял из «Мемуаров Рошфора». - Вильерс, Джордж, 1-й герцог Бекингем | - Упомянутые лица: - «автор „Романа о Розе“» — имеется в виду автор 2-й части поэмы Жан де Мен - Генрих IV - Отец Жозеф |

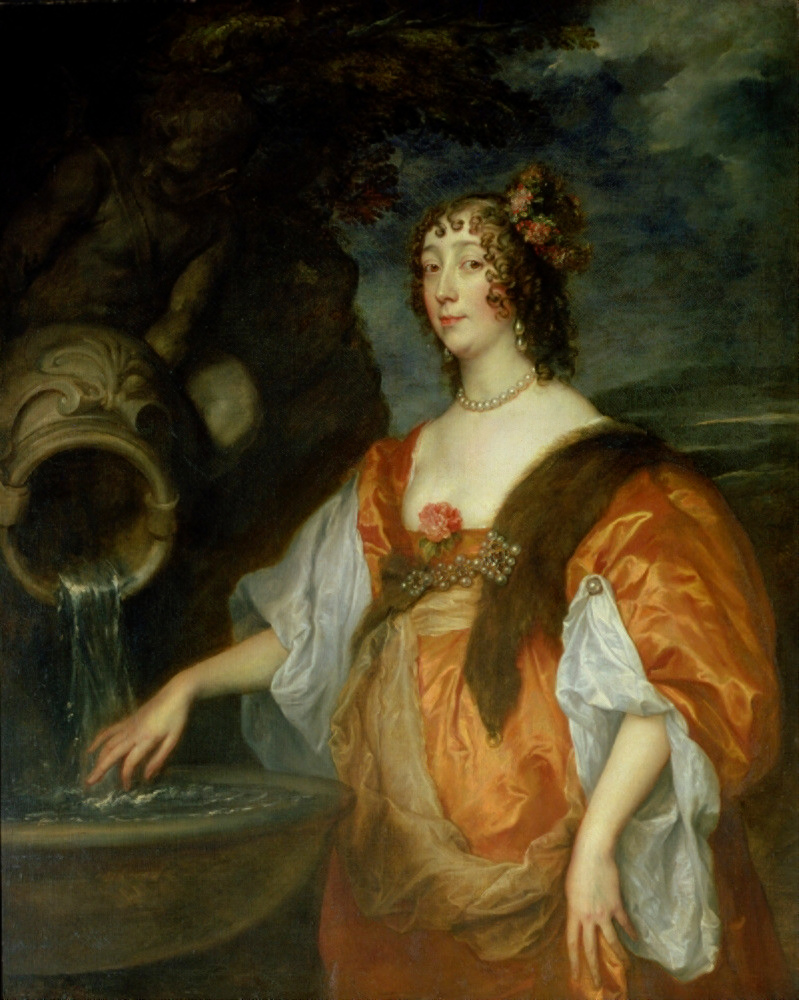
Люси Карлайл
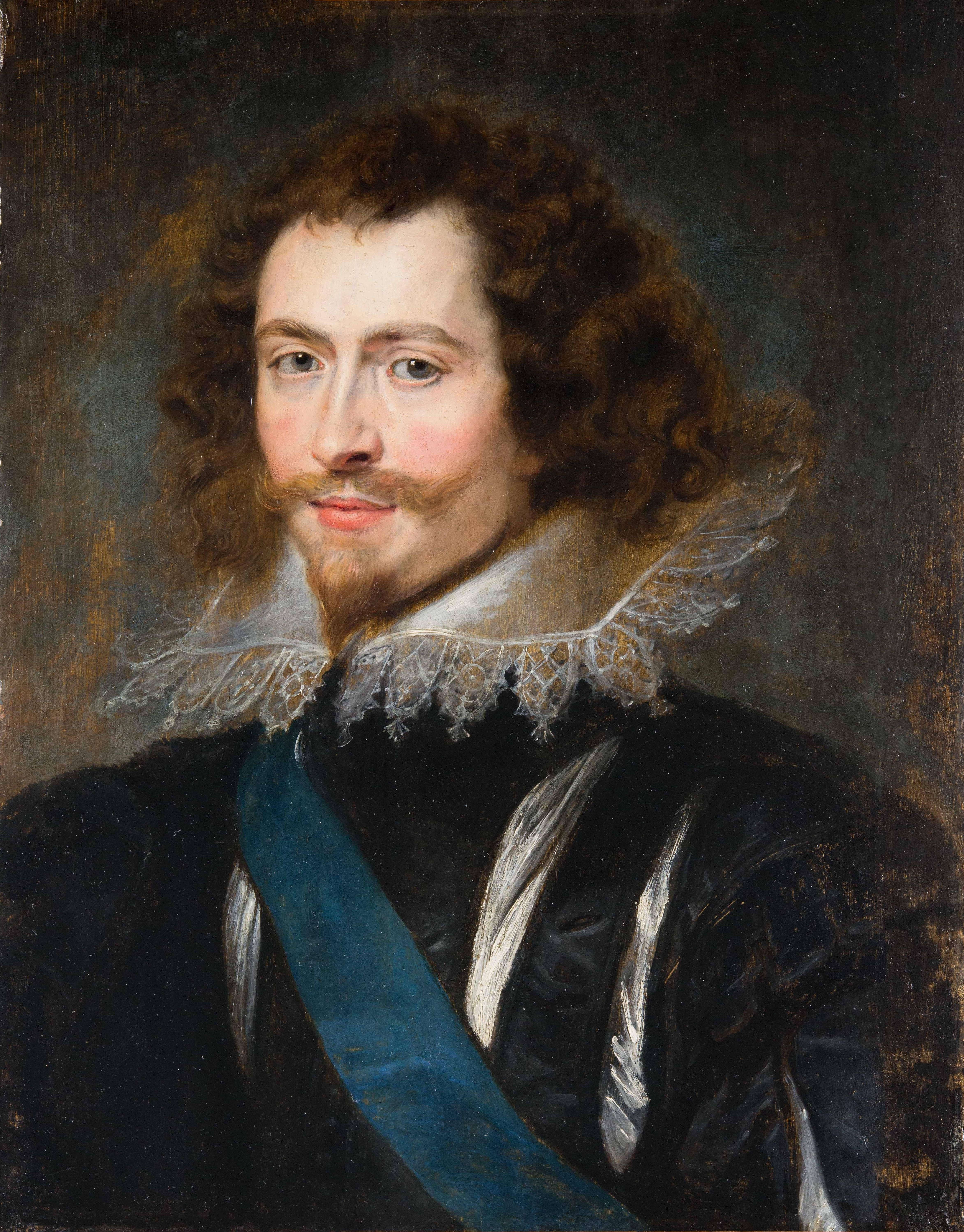
Бэкингем
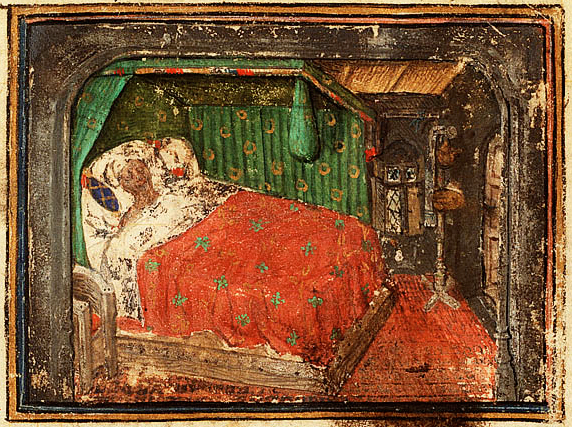
Жан де Мен спит (миниатюра из рукописи XV века)
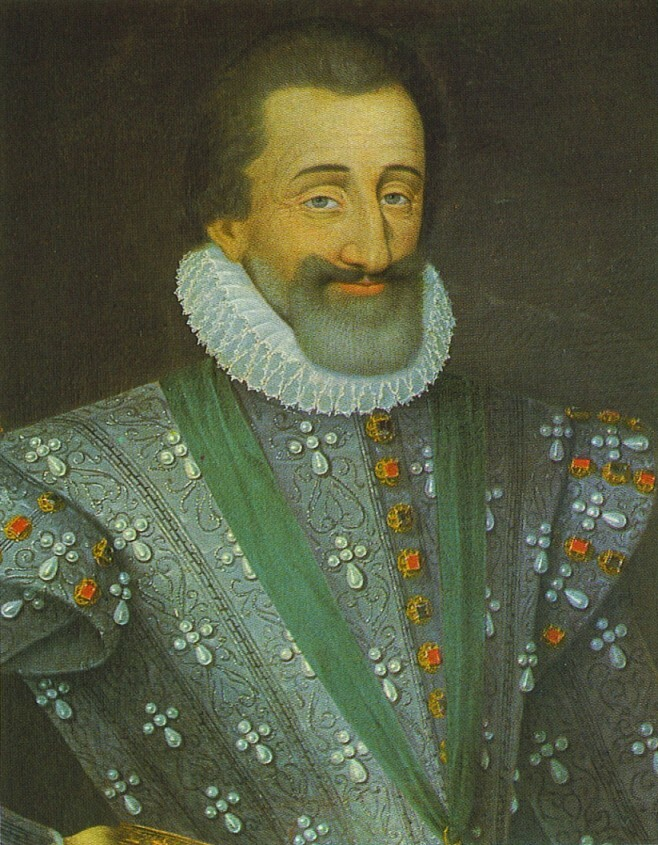
Генрих IV
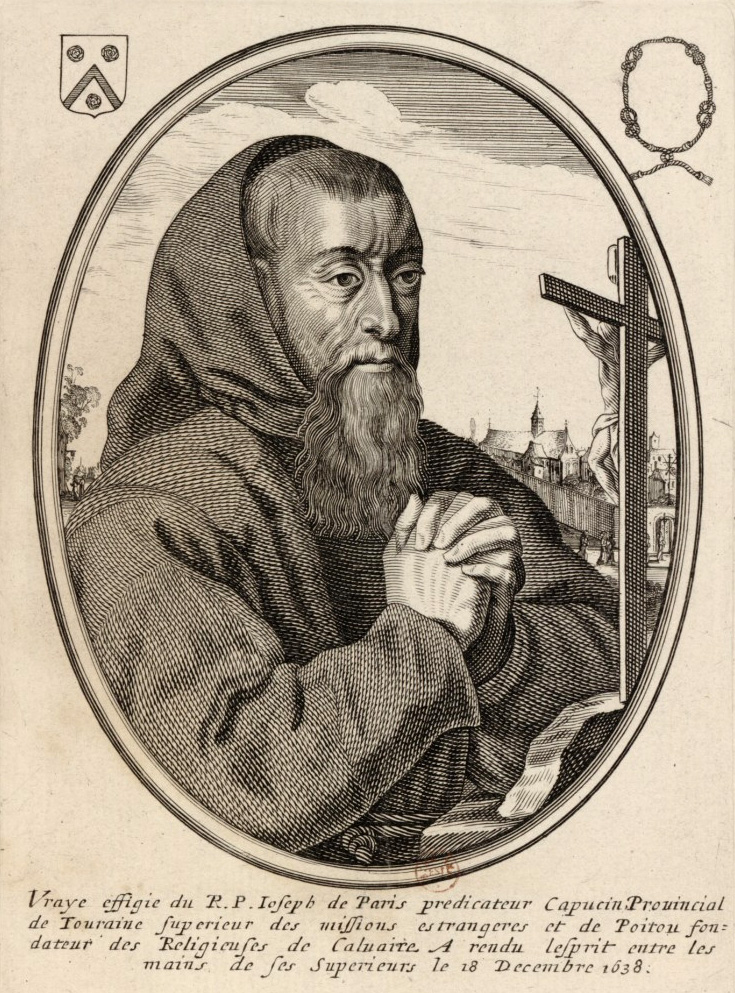
Отец Жозеф

### II. Приемная г-на де Тревиля
| - герцог Орлеанский — Гастон Орлеанский, младший брат Людовика XIII и во время действия романа его наследник. | - Отец г-на де Тревиля — Жан дю Пейре (Jean du Peyrer). Его женою была Мари д’Арамиц. - убийцы по политическим мотивам: - Бем, наемник богемского происхождения, которого в 1572 году герцог Гиз нанял для убийства Гаспара де Колиньи - Моревер (Maurevers) — Шарль де Лувэ, сир Моревер (fr:Charles de Louviers, sieur Maurevers) — один из самых опасных banditti на службе короля Карла IX. Возможно, именно он застрелил из аркебузы Гаспара Колиньи. - Польтро де Мере — протестантский дворянин, убивший герцога Гиза. - Витри — Николя де л’Оспиталь, маркиз, затем герцог де Витри. По приказу Людовика XIII и его фаворита герцога де Люиня убил Кончино Кончини. - Генрих III - Людовик XI - «человек, бывший участником большого числа этих побед и некоторых поражений», автор мемуаров — ? - Бассомпьер - «песенки о его возлюбленной, г-же д’Эгильон, и о его племяннице, г-же де Комбалэ». Тут имеется хронологическое наложение и смешение личностей. В 1620—1630-е годы существовало 3 герцогини д’Эгильон: - В 1625 году (прибытие д’Артаньяна в Париж) герцогом Эгильонским был Карл II Гонзага, герцог Неверский (ум. 1631), а герцогиней была его жена Мария Гонзага, чем Дюма совершенно пренебрегает, именуя их исключительно «Неверскими» (см. ниже). - В 1634 году, после того, как Неверы унаследовали и завоевали Мантую, титул герцога Эгильонского получил от короля Антуан л’Эж (fr:Antoine de L'Age). Его женой была Маргарита-Филиппа де Камбо (fr:Marguerite-Philippe du Cambout) — кузина кардинала Ришельё. На следующий год герцог умер, и кардинал выдал её замуж второй раз без сохранения за ней титула. О её любовной связи с кузеном не упоминается. - В 1638 году Ришельё приобрел вакантный титул герцога Эгильонского для своей племянницы г-жи де Комбалэ — Мари-Мадлен де Виньеро (fr:Marie-Madeleine de Vignerot d'Aiguillon), с 1622 года вдовы маркиза де Комбалэ — Cambalet. Эта племянница была самой большой любовью в жизни кардинала, брата своей матери, и фактически оставалась его сожительницей до самой смерти. Титул герцога позже унаследовал её племянник. Таким образом, в цитируемой фразе имеется в виду одна и та же женщина. - господин Шале — Анри де Тайлеран-Перигор, граф де Шале — фаворит Людовика XIII. Был обвинен в заговоре против Ришельё и казнен в 1626 году, незадолго до начала романа. - Госпожа Камилла де Буа-Траси (Bois-Tracy), кузина и одновременно невестка госпожи де Шеврез — возлюбленная Арамиса. Женщина с таким именем — вымышлена. Однако существует кузина и невестка г-жи де Шеврез по имени принцесса Анна де Роган-Гемене (fr:Anne de Rohan-Guéméné), также носившая титул «дамы де Траси» в числе прочих. - Господин де Лег (Laignes) — маркиз Жоффрой де Лег (Geoffroy de Laigues; 1614—1674), многолетний любовник герцогини де Шеврез, участницы заговора Шале. Капитан гвардии герцога Орлеанского. В момент действия романа был слишком молод. - Нарцисс — персонаж древнегреческой мифологии, символ самовлюбленности |

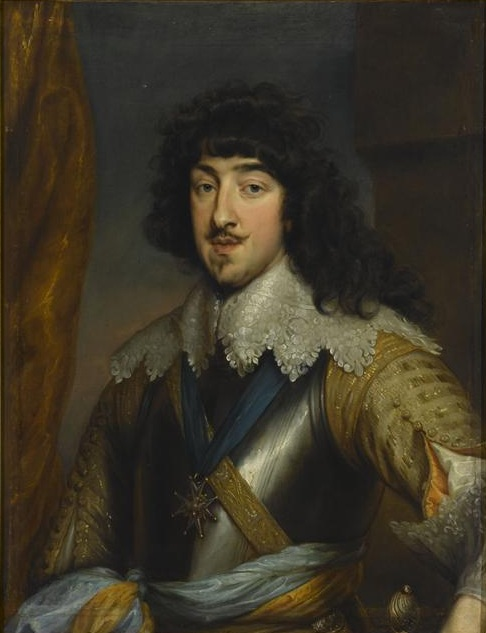
Гастон Орлеанский
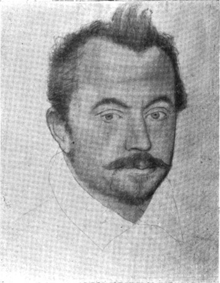
Польтро де Меру
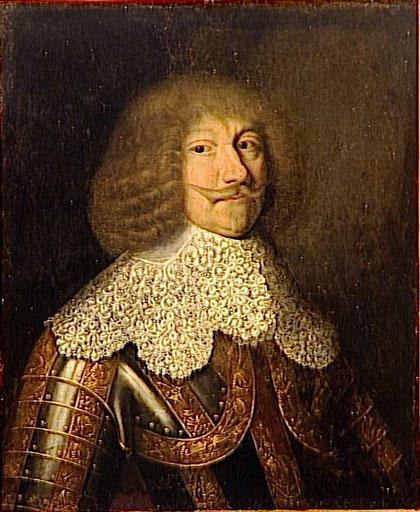
Витри
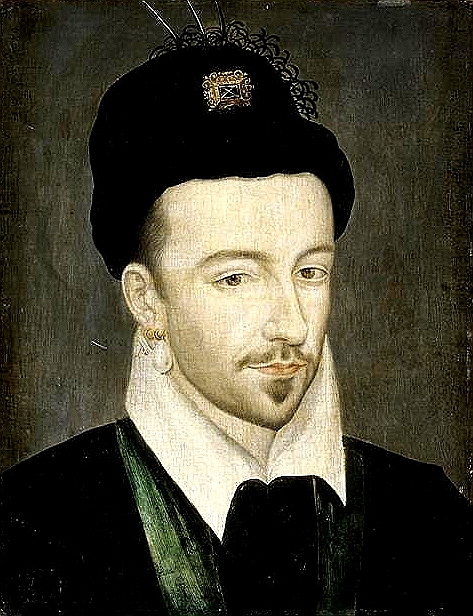
Генрих III
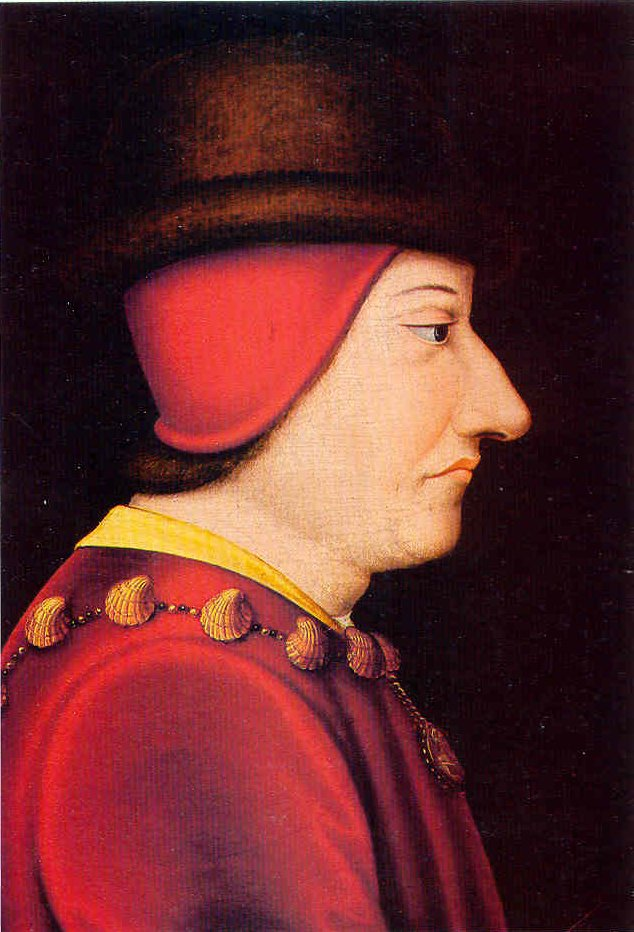
Людовик XI
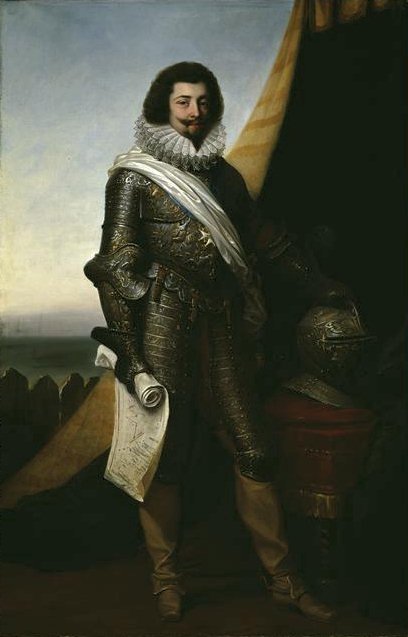
Бассомпьер (вымышленный портрет XIX века)
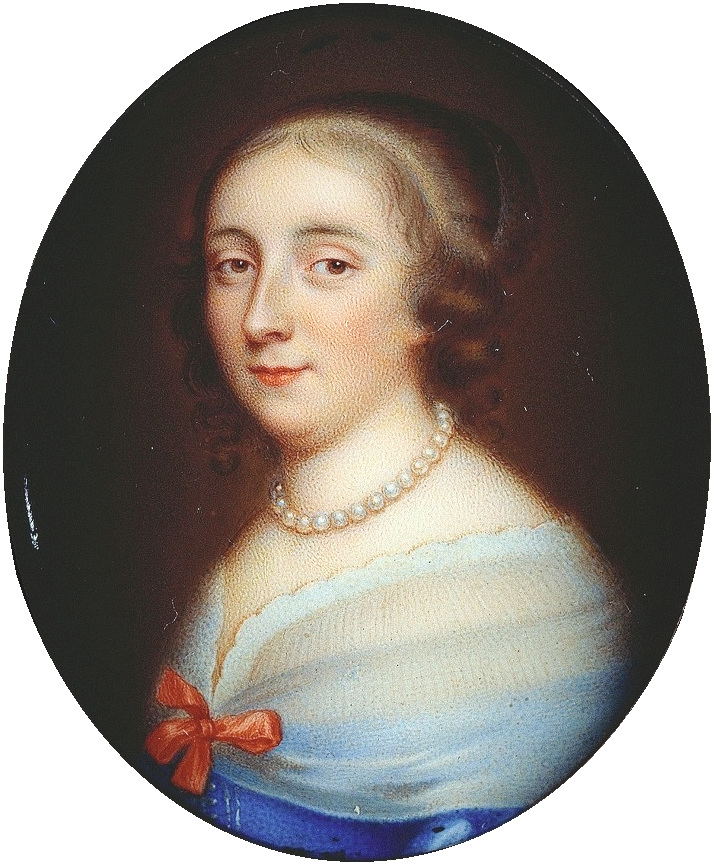
Маргарита-Филиппа де Камбо
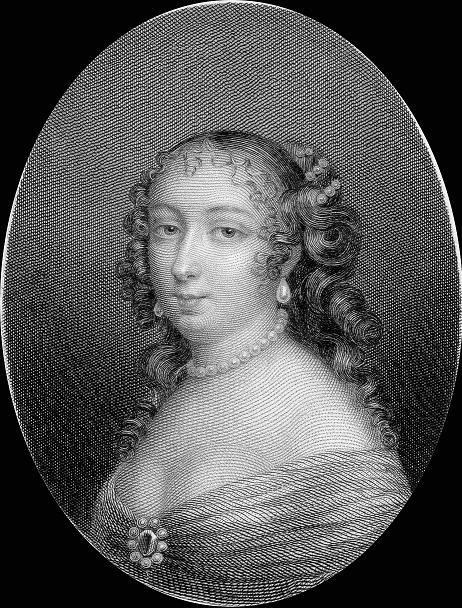
Мари-Мадлен де Виньеро
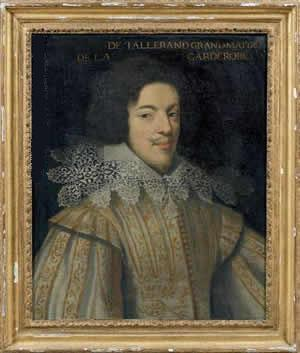
Шале

### III. Аудиенция
| - новых нет | - Помпей Великий — древнеримский полководец - Франциск I - начальник Королевской академии (l’Académie royale) — ? |

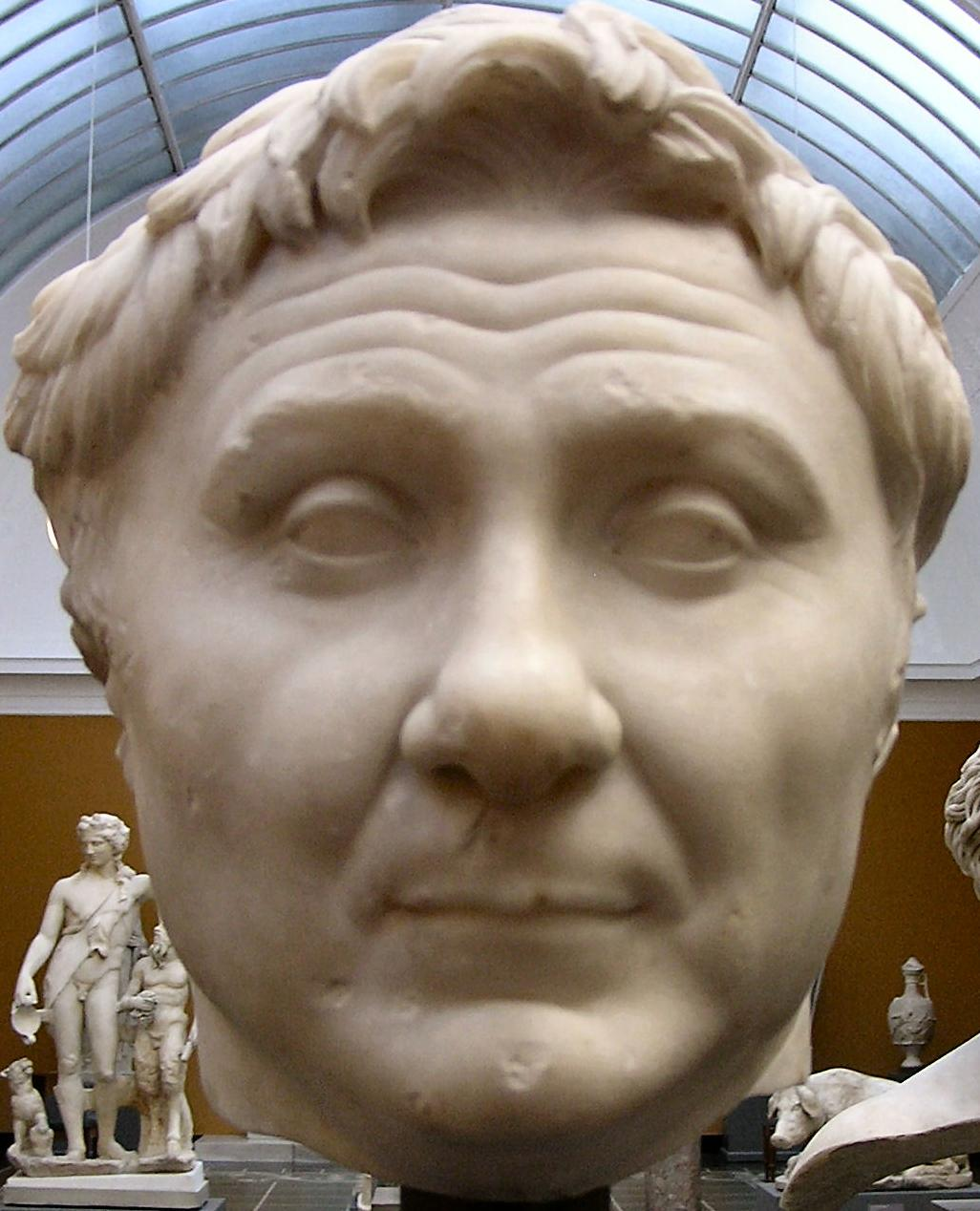
Помпей
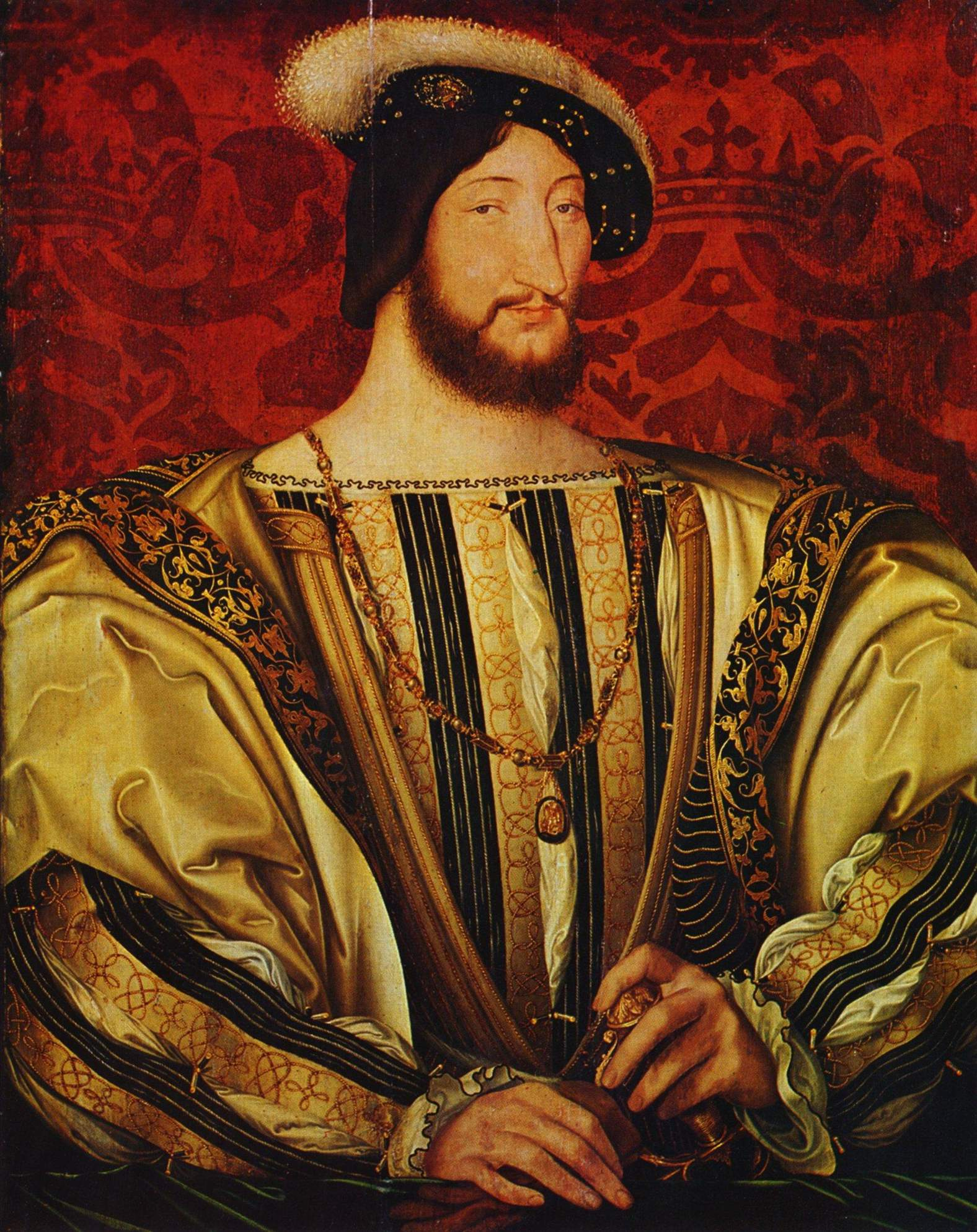
Франциск I

### IV. Плечо Атоса, перевязь Портоса и платок Арамиса
| - Монтаран (Montaran) — королевский гвардеец, поспоривший с Арамисом из-за платка | - Герцог д’Эгильон — скорей всего, Антуан л’Эж (fr:Antoine de L'Age), который однако был герцогом только в 1634-35. Вероятно, произошло хронологическое смещение (см. выше раздел о любовницах кардинала). - Господин де Буа-Траси — вымышленный аристократ. Если верна версия об истоках образа его жены (см. выше), то его прототип — Луи VIII де Роган-Гемене |

### V. Королевские мушкетёры и гвардейцы г-на кардинала
| - Гвардейцы кардинала: - Де Жюссак (Jussac) — если судить по датам — реальная личность, шевалье Франсуа де Жюссак д’Амблевиль, сеньор Сен-Прёй (François de Jussac d’Ambleville, seigneur de St-Preuil). Родился 2 августа 1599 года. Был храбрецом, отличился в обороне Иль-де-Ре в 1627 году. Из-за многочисленных дуэлей король понизил его в звании. В 1636 году достиг значительных успехов в Артуа и Пикардии. Наводил ужас на испанцев, которые называли его «Хуанито-Железная голова» (Petit-Jean Teste de fer). При осаде Арраса первым сумел организовать его снабжение. В августе 1640 король назначил его командовать Аррасом, а кардинал пожаловал перстень со словами — «если б я не был кардиналом Ришельё, я бы хотел быть Сен-Преем» («Si je n'étais le cardinal de Richelieu je voudrais être Saint-Preuil»). Из-за актов насилия (истинных или же ложных) в конце концов был приговорен к смертной казни. Ему отрубили голову 9 ноября 1641 года. Похоронен в церкви фельянтинцев в Амьене. Предлагают в качестве прототипа и другого де Жюссака — Клода (1620—1690), который не подходит по возрасту, однако в «Мемуарах д’Артаньяна» (чей настоящий автор Гасьен де Куртиль де Сандра), дуэль с участием де Жюссака происходит в 1640 году, что делает вероятным именно эту персону. - Каюзак (Cahuzac) — Франсуа де Ротонди, господин де Каюзак (François de Rotondy, sieur de Cahuzac (ou de Cussac)). Брат Жака де Ротонди де Бикара. Летом 1629 года по приказу Людовика XIII и кардинала Ришельё эскадра под командованием Каюзака предприняла экспедицию в Вест-Индию — к берегам Сент-Китса (Сент-Кристофера) с целью оказать военную поддержку французским поселенцам против англичан. Каюзак погиб в октябре 1635 года. Ришельё упоминает об этом в одном из своих писем. - Бикара (Bicarat), гасконец — Жак Ротонди де Бикарра (Jaques Rotondis de Biscarrat), племянник маршала де Марильяка. Стал лейтенантом легкой кавалерии и погиб на поле боя в 1641 году. Дюма так понравился этот персонаж, что он вывел его сына в эпизоде романа «Виконт де Бражелон, или Десять лет спустя». - еще 2 безымянных противника Арамиса | - Цезарь — Гай Юлий Цезарь - Карл Великий - Блаженный Августин — богослов |

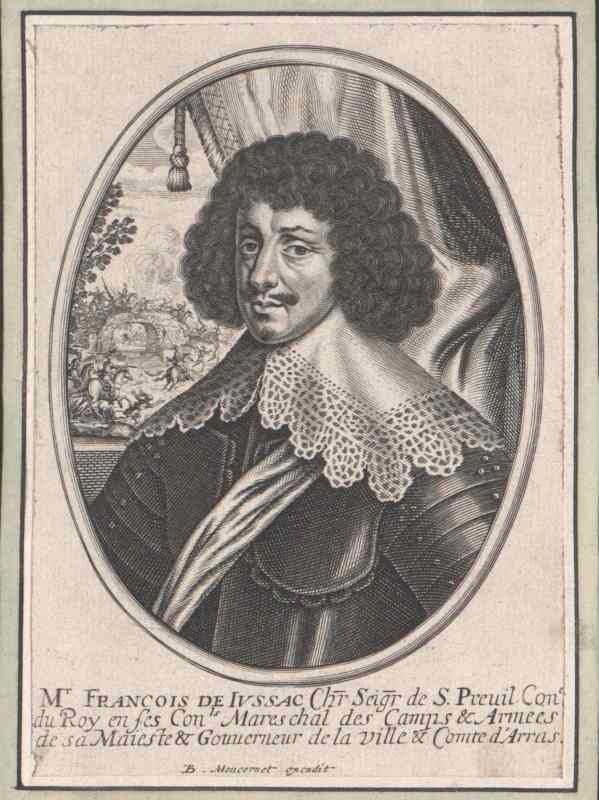
Де Жюссак
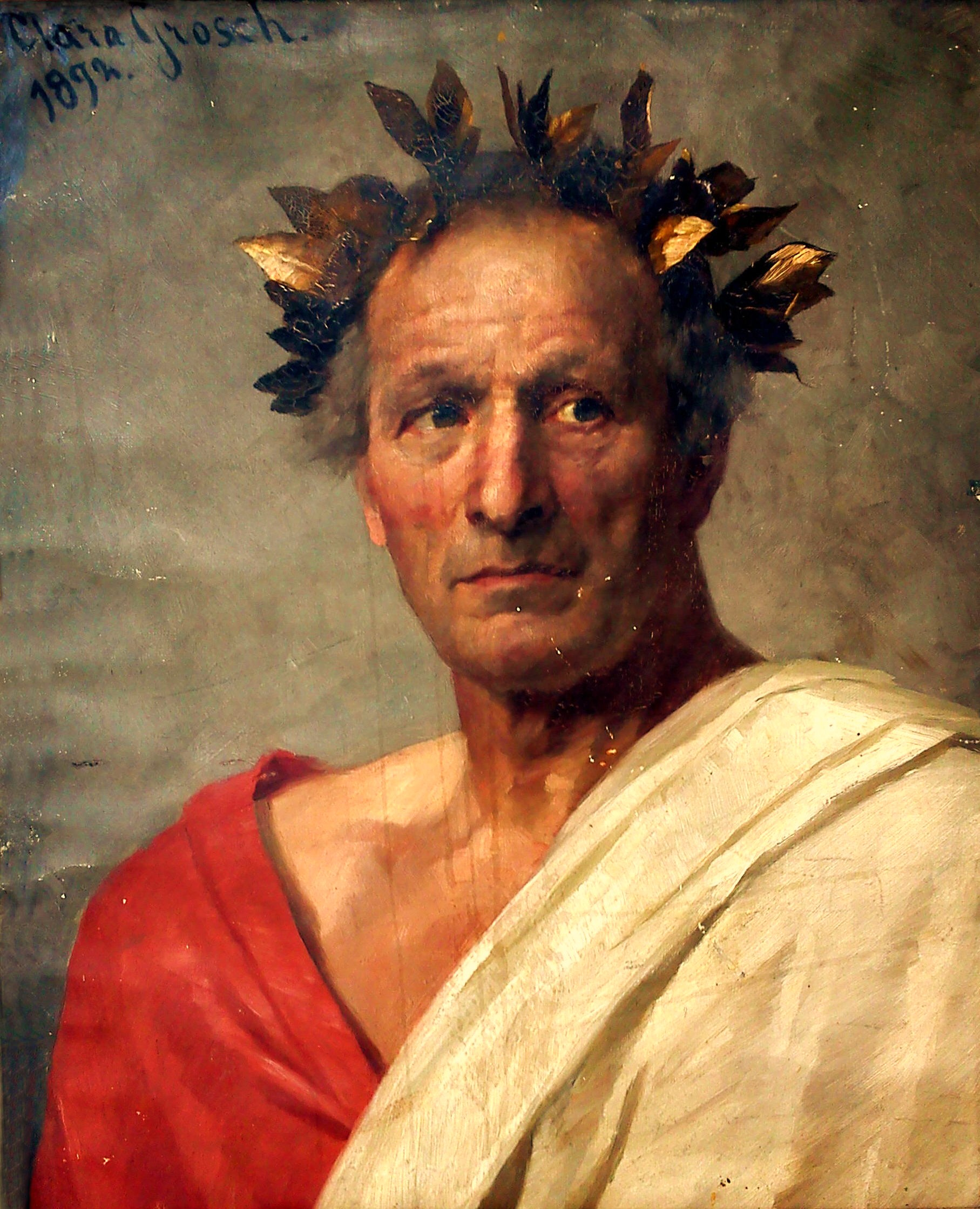
Вымышленный портрет Цезаря XIX века
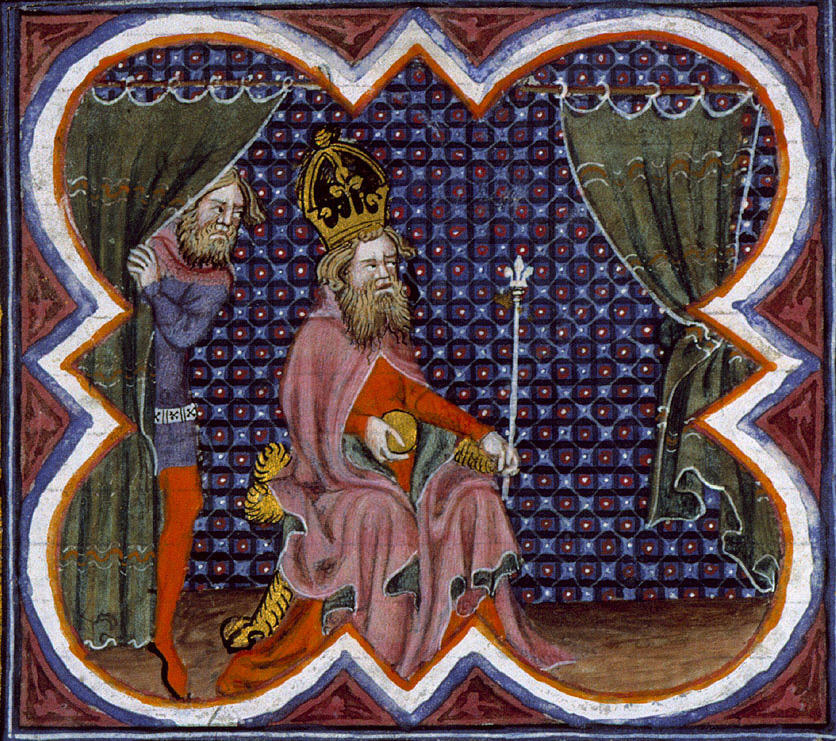
Карл Великий на миниатюре 14 века
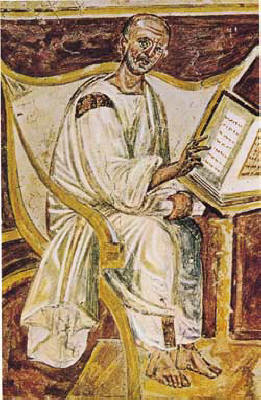
Августин, изображение 6 века

### VI. Его величество король Людовик XIII
| - Ла Вьевиль (La Vieuville) — Шарль I де ла Вьевиль. Капитан телохранителей короля, главный сокольничий, суперинтендант финансов и проч. Способствовал возвышению Ришельё — помог ему войти в Совет короля, однако потом попытался его свергнуть. К моменту начала романа при дворе его уже не могло быть — за заговор он был посажен кардиналом в замок Амбуаз, откуда бежал в Голландию. Был заочно приговорен к смертной казни. Только при Мазарини он вернулся и был возвышен королевой Анной — получил титул маркиза, затем герцога. - Бернажу (Bernajoux) — гвардеец кардинала - Господин де ла Тремуй (Tremouille) — герцог Анри де ла Тремуй — видный протестант. Незадолго до падения Ла Рошели приехал в военный лагерь короля, перешёл в католицизм и получил военное назначение. - г-н Дезэссар (Dessessart) — Франсуа (Francois de Guillon des Essarts) — командир гвардейцев короля (Régiment des Gardes françaises), шурин де Тревиля (брат его жены Анны). Погиб при взятии лотарингской Ла Мотты (La Mothe-en-Bassigny) в 1645 году. По другим версиям — его сын Александр дез Эссар, однако он не зять Тревиля, а племянник. - камердинер короля (valet de chambre). Помимо Ла Порта (см. ниже), первыми королевскими камердинерами при Людовике XIII были Жан-Батист Бонтамп (Jean Baptiste Bontemps) из знаменитой династии слуг Bontemps и Пьер де Ниер (fr:Pierre de Nyert). - Ла Шене (La Chesnaye) — Шарль Эме (Charles Esmé, sieur de La Chesnaye) — доверенный камердинер короля (premiere valet de garderobe), реальная историческая личность. Потерял свой пост и был удалён от двора в 1640 году. | - Мадемуазель де Шемро (Mademoiselle de Chemerault) — Франсуаза (Françoise de Barbezière de Chemerault, «La Belle Geuse») — агент Ришельё, предлагавшего её в качестве любовницы королю. Фрейлина Анны Австрийской, любовница де Сен-Мара, Бофора и многих других. - Сен-Симон (St.-Simon) — фаворит Людовика XIII Клод де Рувруа, герцог де Сен-Симон (fr:Claude de Rouvroy de Saint-Simon). - его святейшество — в это время папой римским был Урбан VIII |

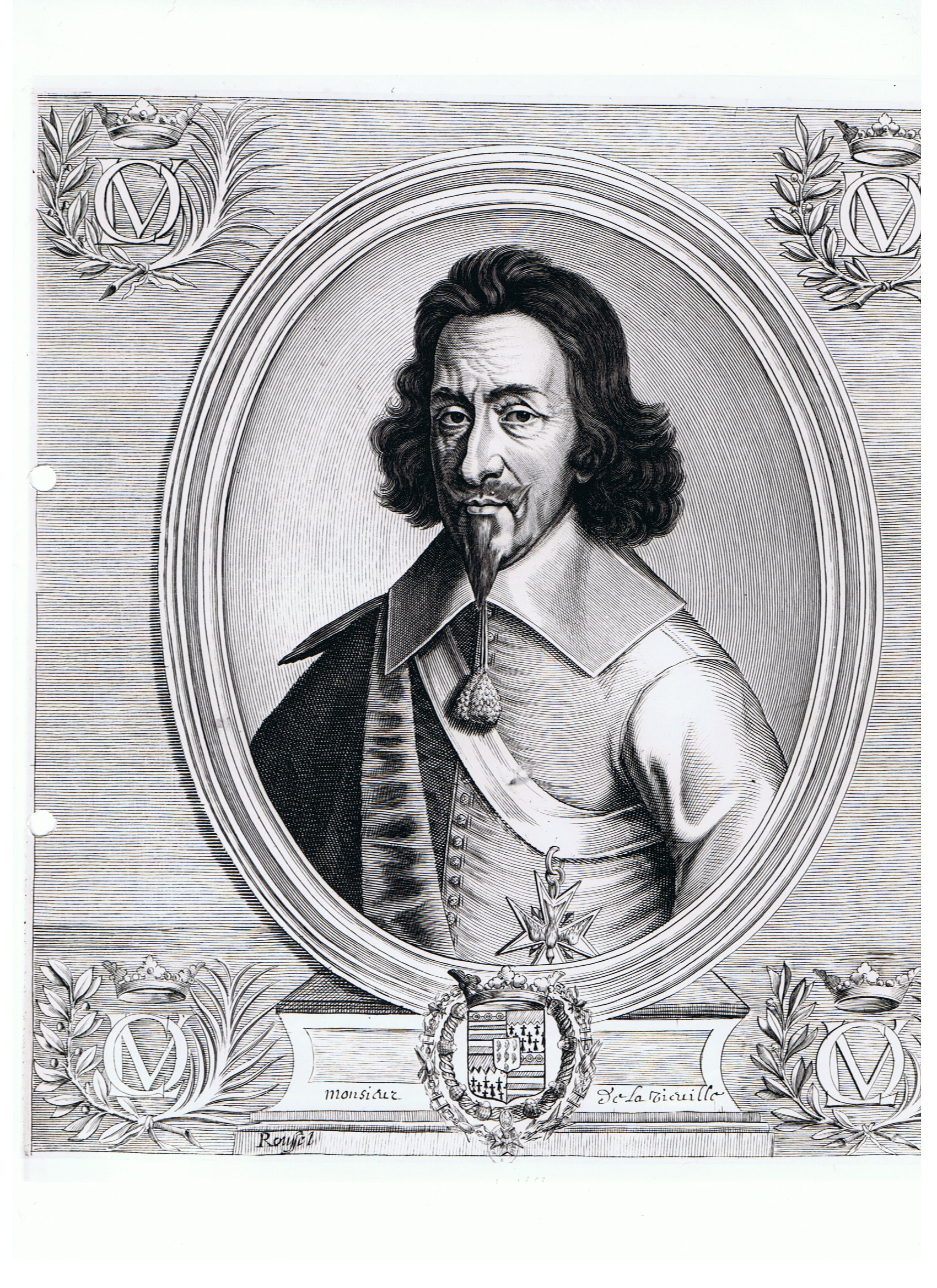
Ла Вьевиль
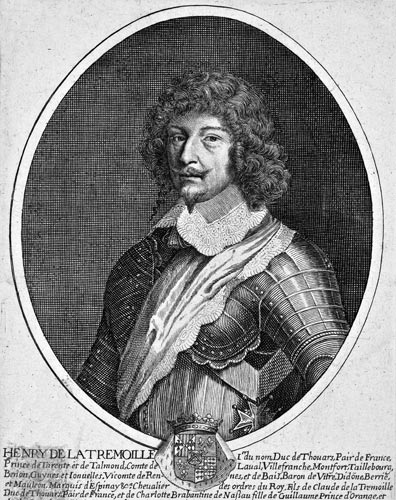
ла Тремуй
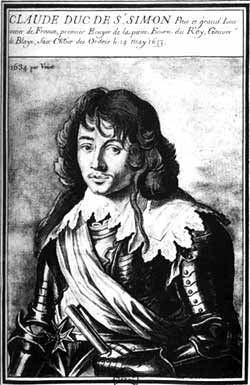
Сен-Симон
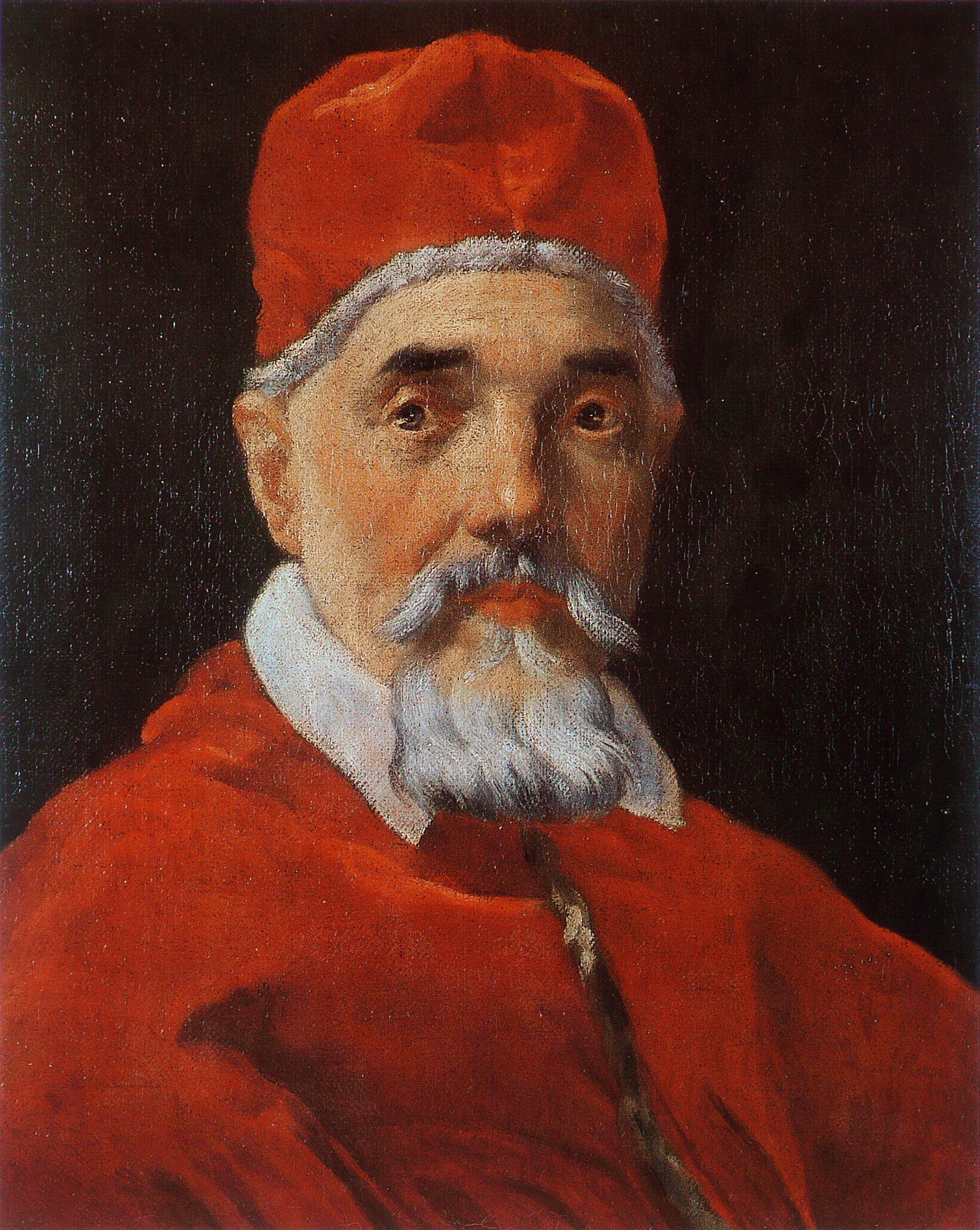
Урбан VIII

- «победа… столь же полная, как у Сэ» — речь идет о битве при Пон-де-Сэ (fr:Bataille des Ponts-de-Cé (1620)), где Людовику XIII удалось отстоять своё право на правление у матери Марии Медичи.

### VII. Мушкетёры у себя дома
| - Планше (Planchet) — пикардиец, слуга д’Артаньяна - Мушкетон (Mousqueton) — нормандец, слуга Портоса. Настоящее имя Бонифаций — то есть «делающий добро» (от лат. bonus — «хороший, добрый» и facere — «делать»). - Гримо (Grimaud) — слуга Атоса - Базен (Bazin) — берриец, слуга Арамиса - Герцогиня де Шеврез — возлюбленная Арамиса («белошвейка», Мари Мишон, «кузина», таинственная гостья в саду). Заговорщица и враг Ришельё. Была выслана им за дружбу с королевой и помощь ей в заговорах. Её первым мужем был герцог де Люинь, фаворит Людовика XIII, убийца Кончини. Король весьма ревновал его к жене. | - Ахилл — древнегреческий герой - Аякс — Аякс Великий, древнегреческий герой - Иосиф — Иосиф Прекрасный, библейский герой |

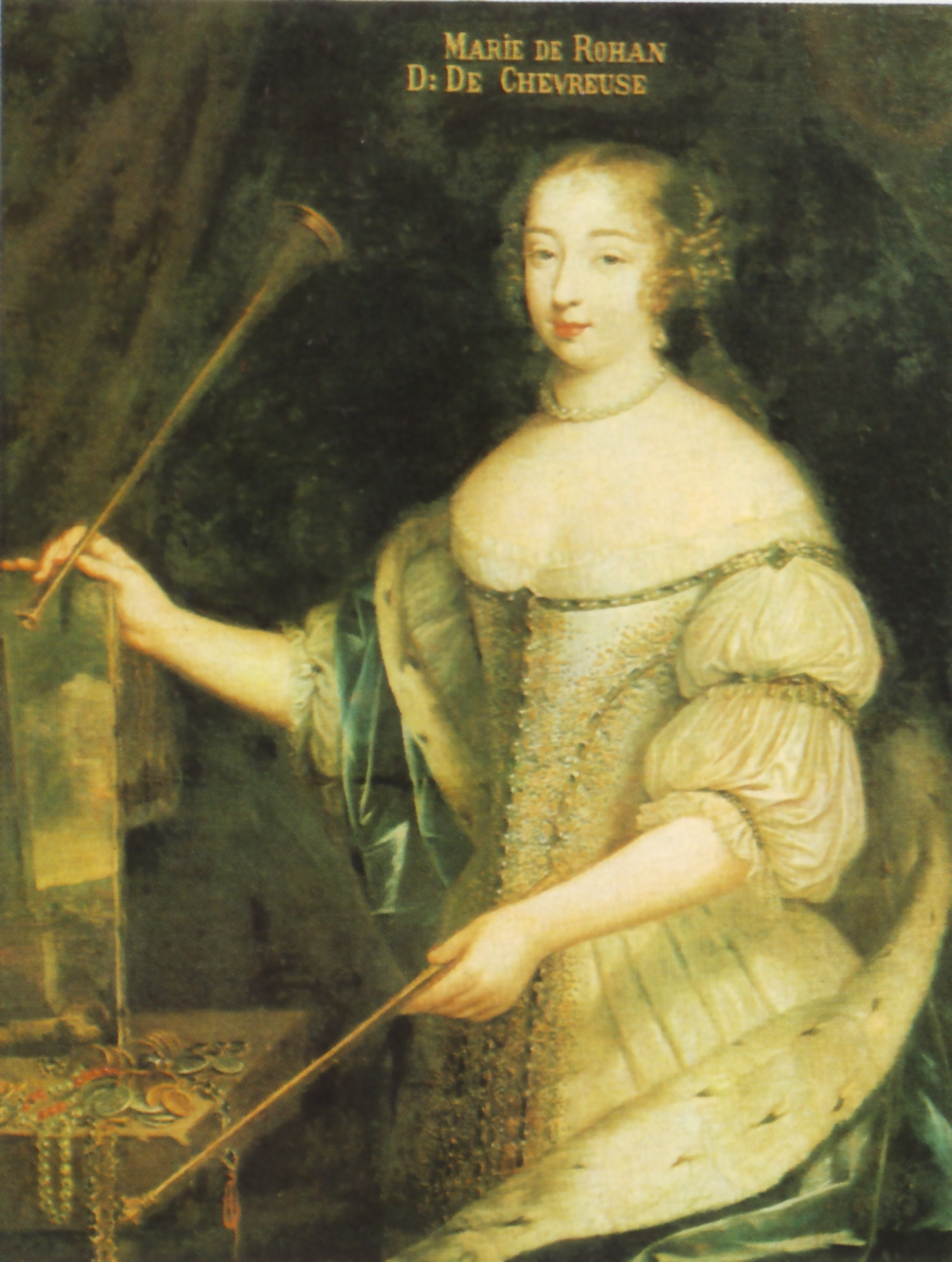
Герцогиня де Шеврез
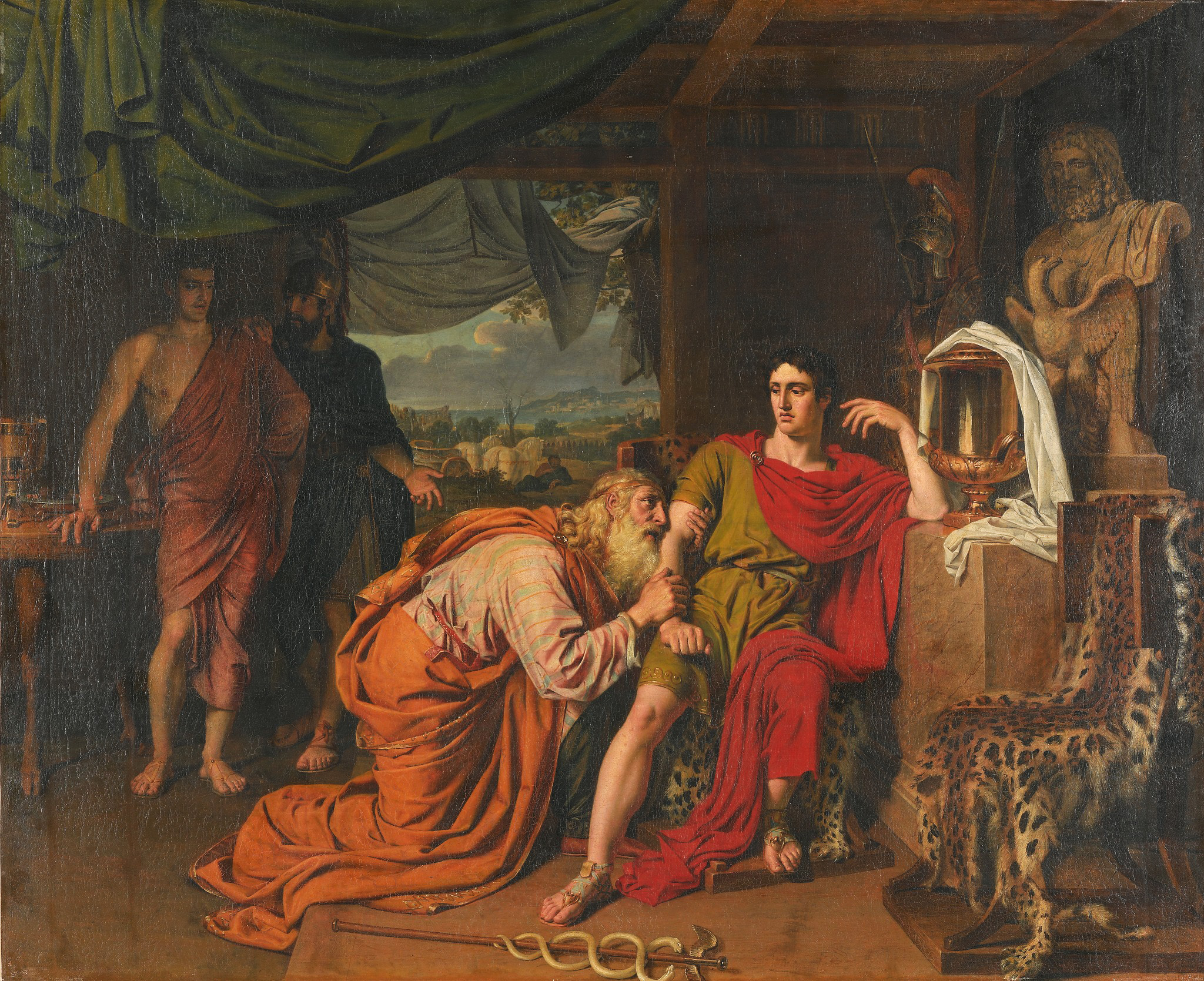
Ахилл на картине XIX века
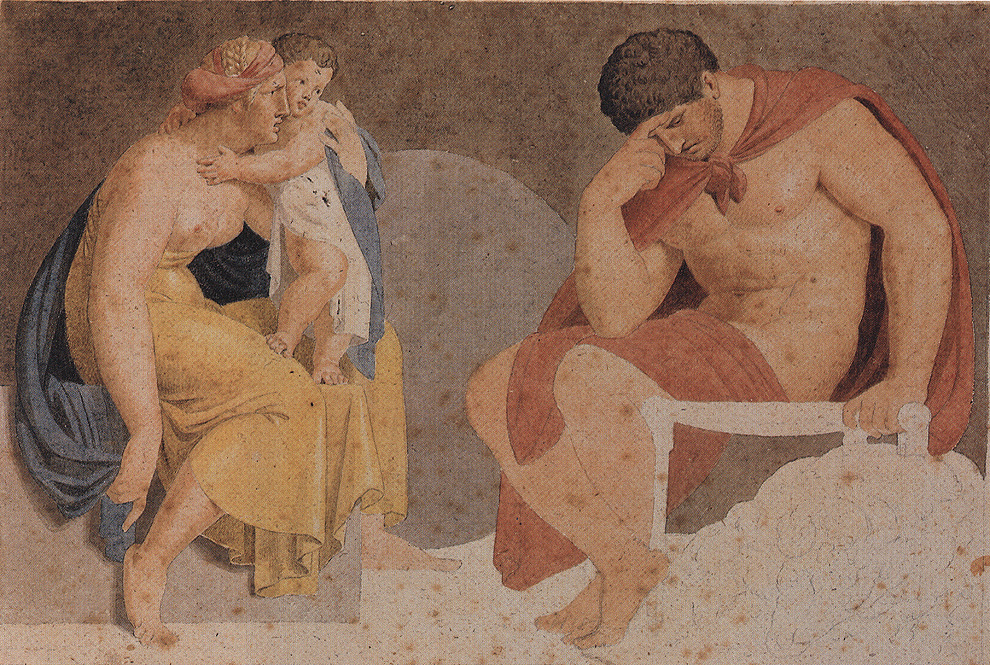
Аякс на рисунке XVIII века
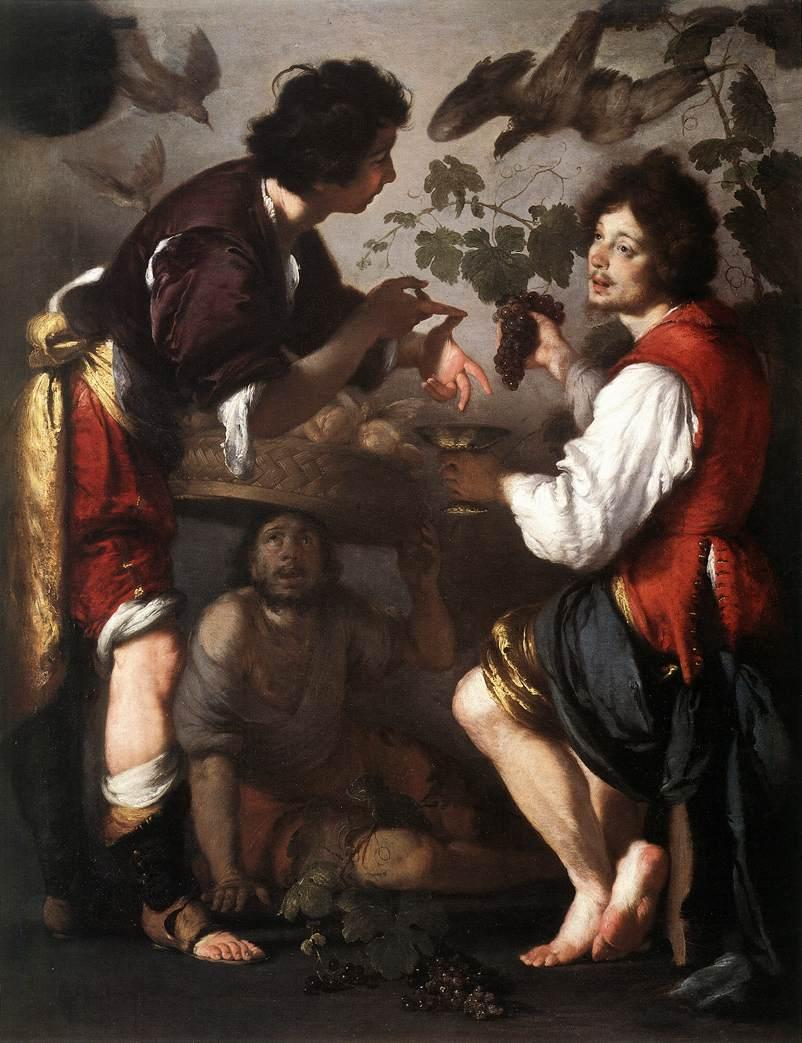
Иосиф на картине XVII века

### VIII. Придворная интрига
| - гасконский священник, у которого мушкетёры обедали - господин Жак-Мишель Бонасье (Jacques Michel Bonacieux) — галантерейщик, торговец и домовладелец. Вымышленный персонаж, хотя Куртиль в «Мемуарах д’Артаньяна» описывает конфликт героя с его квартирным хозяином и его последующий арест, а также его прекрасную жену. - госпожа Констанция Бонасье (Constance Bonacieux) — кастелянша королевы (сотрудница, ведающая хранением и выдачей одежды и белья). Вымышленный персонаж, которому придан реальный крестный отец — Ла Порт. У Куртиля — простая кабатчица. - Ла Порт (Pierre de la Porte) (1603—1680) — старший камердинер королевы. Оставил мемуары, в которых воспевал королеву и чернил кардинала. Эта точка зрения сильно повлияла на Дюма. Помогал Анне в её тайных связях. В момент действия романа уже не служил при дворе, будучи отослан после амьенских событий. В 1637 году кардинал заточил его в Бастилию, но королева, забеременев и вернув расположение мужа, вымолила в подарок его освобождение. | - Архимед - Жан Моке (fr:Jean Mocquet) — мореплаватель |

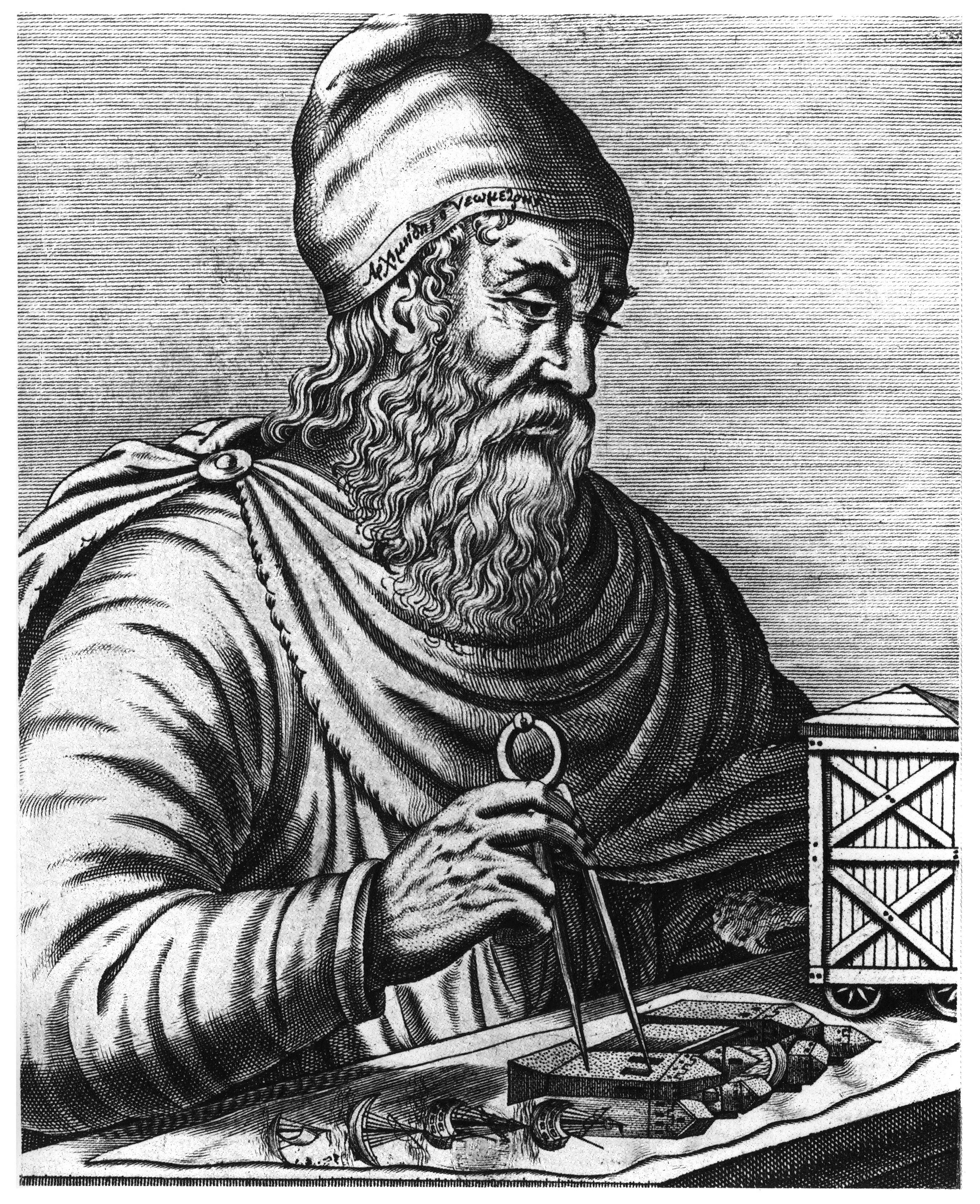
Архимед

- история с сарабандой — в мемуарах современников описана сплетня, как статс-дама королевы герцогиня де Шеврез предложила влюблённому Ришельё позабавить Анну пляской в шутовском наряде, и он был жестоко ею высмеян.

### IX. Характер д’Артаньяна вырисовывается
| - Буаренар (Boisrenard) — глава полицейских | - Самуил — еврейский пророк, наставник Саула - Саул — еврейский царь - Пютанж (Putange), первый конюший королевы (écuyer de la Reine) — Гийом де Морель, сеньор де Путанж, барон де Курси (Guillaume de Morel, Seigneur de Putanges, Baron de Curcy). Спас её репутацию в амьенском саду. Изгнан из Франции. - любовница Арамиса, «племянница богослова» — госпожа де Буа-Треси (?) или другая женщина |

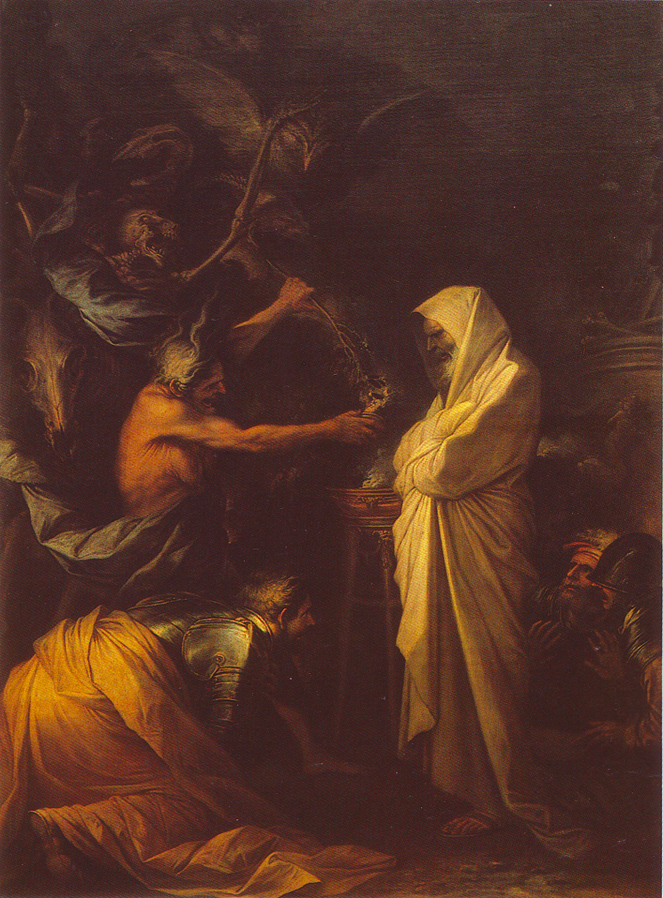
Тень Самуила является Саулу (см. Аэндорская волшебница)

- Я был в Лувре, когда он рассыпал свои жемчуга — во время одного из визитов в Париж Бэкингем нарочно нарядился в наряд, расшитый жемчугом, который был плохо укреплён, чтобы продемонстрировать французам своё богатство и пренебрежение.
- Я был одним из тех, кто задержал его в амьенском саду — во время церемоний по случаю бракосочетания английского короля Карла I и французской принцессы весной 1625 года Бэкингема застали в саду слишком бурно сжимающим королеву в объятиях[33].

### X. Мышеловка в семнадцатом веке
| - Жермен (Germain) — придворный, сторонник королевы. Швейцарец. Исторических прототипов для него не обнаружено. | - нет новых |

### XI. Интрига завязывается
| - неназванная женщина в квартире Арамиса — судя по всему, герцогиня де Шеврез | - Карл I - Самаритянка — Фотина Самаряныня, персонаж Нового Завета |

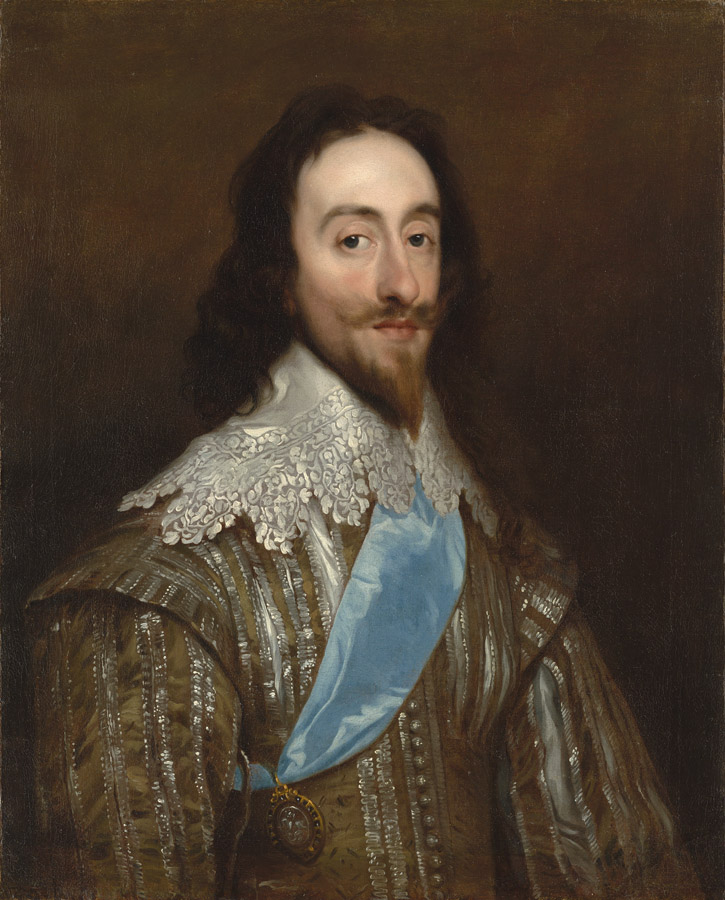
Карл I
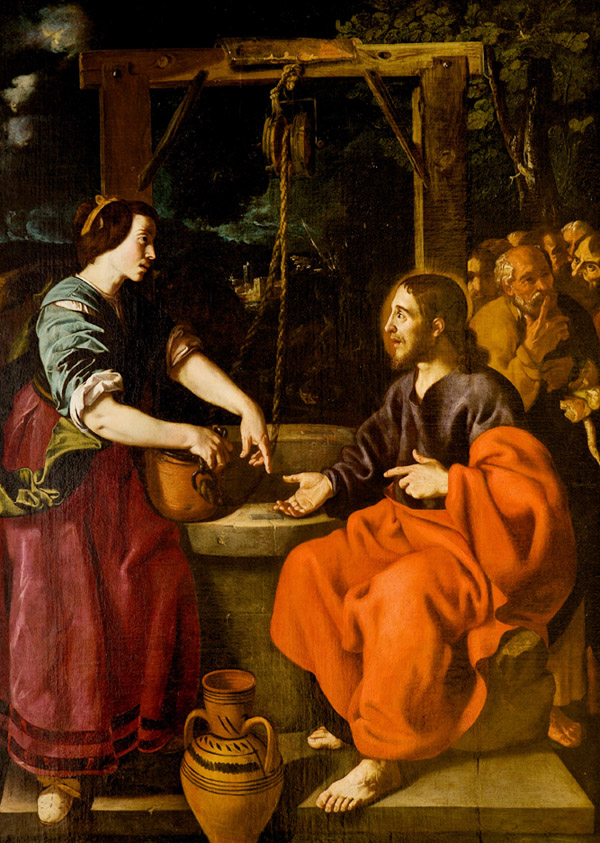
Христос и самаритянка, картина XVII века

### XII. Джордж Вилльерс, герцог Бекингэмский
| - Донья Эстефания (Donna Estafania) — испанская камеристка королевы (la première femme de chambre de la Reine) — донья Эстефания де Вильягуиран (doña Estefanía de Villaguirán). | - «Любимец двух королей» (о Бэкингеме) — помимо Карла I имеется в виду его отец Яков I, при котором Бэкингем начал свою карьеру. Имел склонность к красивым юношам, что помогло прекрасному герцогу в его возвышении. - Госпожа де Верне (Vernet; встречается вариант с опечаткой «Берне») — Антуанетта д’Альбер (Antoinette d’Albert) — придворная дама (dame d’atours) королевы. Сестра покойного герцога де Люиня (первого мужа герцогини де Шеврез), замужем за Бартелеме де Верне (Barthélemy, seigneur du Vernet), затем за Анри-Робером де ла Марк, сеньором де Буйон (Henri-Robert de la Marck, seigneur du Bouillon). Вместе с Пютанжем, своим возлюбленным, после амьенской истории была изгнана. - Голланд (Holland) — Генри Рич, 1-й граф Холланд, лорд Кенсингтон (en:Henry Rich, 1st Earl of Holland) — возлюбленный мадам де Шеврез. Был фаворитом Якова I, послан в Париж для переговоров о заключении брака между принцем Карлом (будущим Карлом I) и принцессой Генриеттой Французской. Вместе с Шеврез начал интриговать в пользу Бэкингема в глазах королевы. |

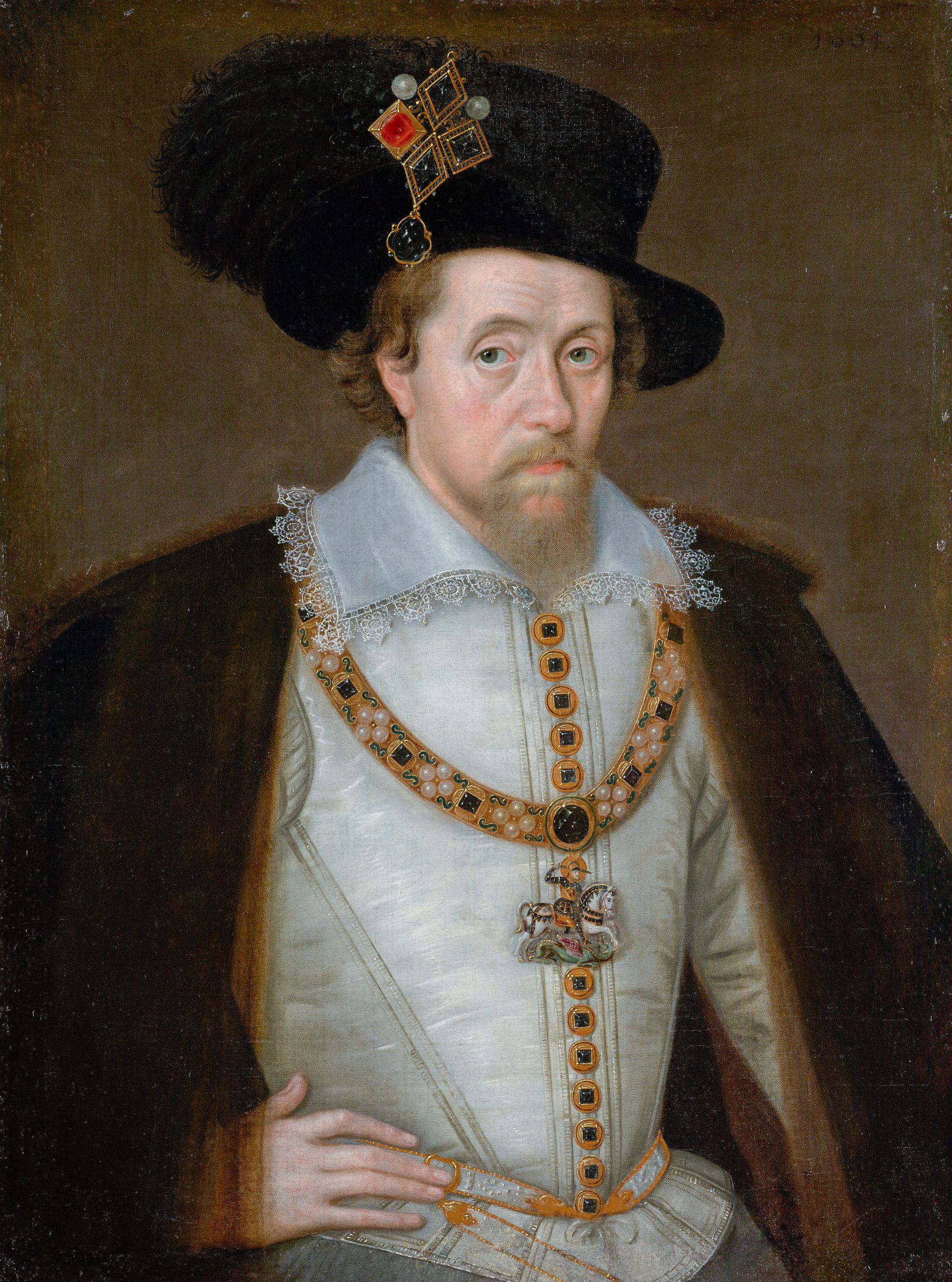
Яков I
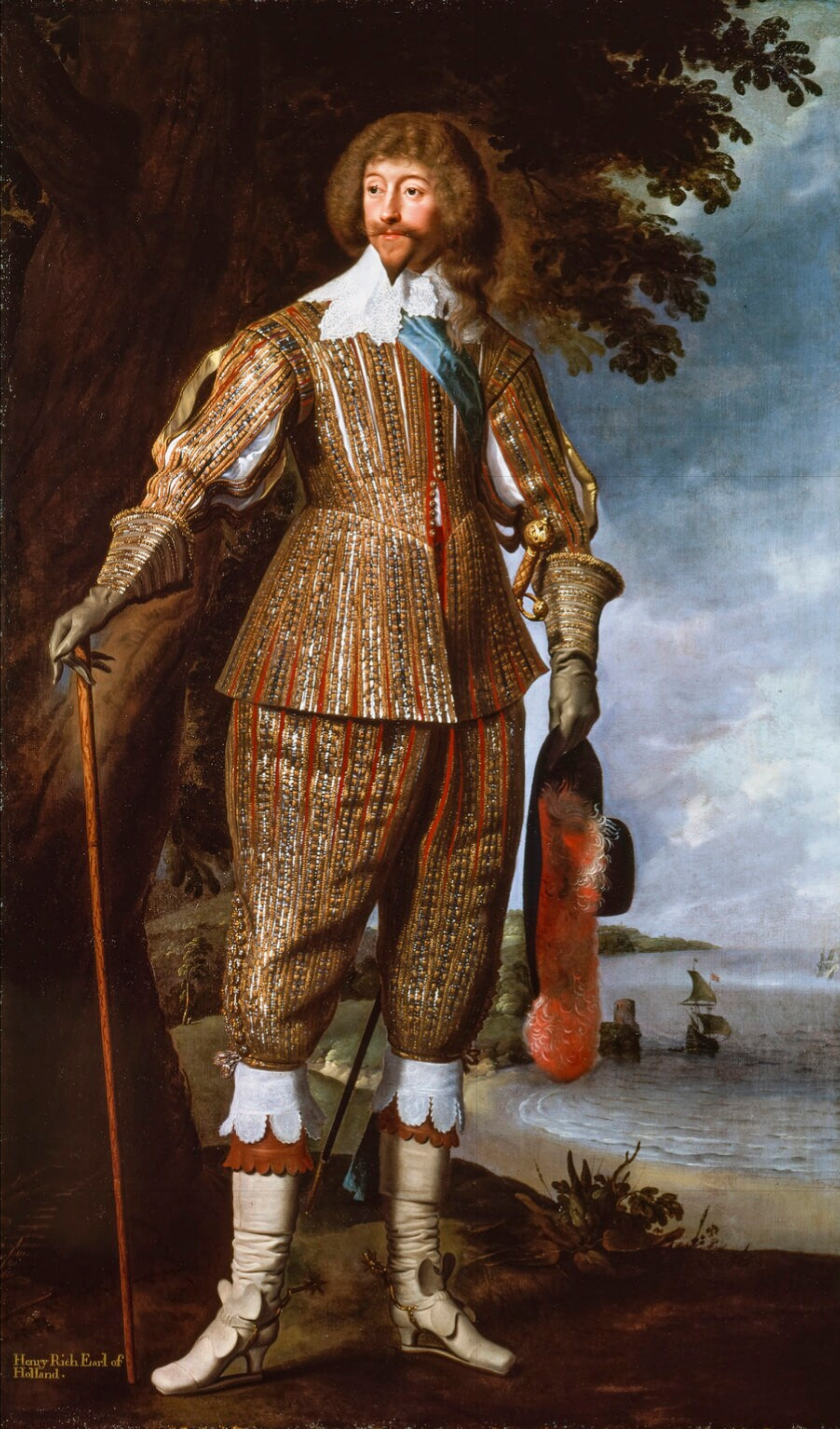
Голланд

### XIII. Господин Бонасье
| - Комиссар в Бастилии | - нет новых |

### XIV. Незнакомец из Менга
| - офицер в приемной кардинала - Канцлер Пьер Сегье - Витре (Vitray), курьер | - Герцог Неверский — Карл II Гонзага. Сын лотарингской принцессы, благодаря этому выросший во Франции. По отцу оказался наследником герцогства Мантуя и с помощью Франции отстоял право на престол. Именно он в указанный период носил титул д’Эгильона, чем Дюма пренебрегает. - Графиня де Ланнуа (Lannoy) — придворная дама королевы (dame d’honneur de la reine), шпионка кардинала. Умерла в 1626 году. Возможно — Шарлотта де Вильер-Сен Поль (Charlotte de Villiers-Saint Paul), которая носила титул графини Ланнуа в тот период как жена Кристофа де Ланнуа, сеньора де Лабуасер (Christophe de Lannoy, seigneur de Laboissière) (Charlotte de Villiers-Saint Paul). Род Ланнуа (fr:Maison de Lannoy) существует до сих пор: в 2012 году Гийом, наследный Великий Герцог Люксембурга женился на Стефани де Ланнуа. - Госпожа де Фаржи (Fargis; у Дюма в первом издании вариант «Сюржи» / Surgis) — Мадлен де Силли (Madeleine de Silly), придворная королевы, хранительница её гардероба и драгоценностей (dame d’atour). Жена французского посла в Испании в 1620-4 гг. маркиза дю Фаржи. «Она не принадлежала к высшей знати, являлась близкой подругой мадам де Комбале, любимой племянницы Ришельё, и была рекомендована ему влиятельным кардиналом де Берюлем. Два года, проведенные в Испании вместе с мужем, сформировали её негативное отношение к политическому курсу Людовика XIII, направленному на конфронтацию с Габсбургами. Вопреки ожиданиям Ришельё маркиза дю Фаржи стала сторонницей Анны Австрийской, а после „Дня одураченных“ 10 ноября 1630 г. — неудачного заговора против Ришельё — была вынуждена бежать в испанские Нидерланды вместе с королевой-матерью Марией Медичи. Там она превратилась в одного из лидеров эмиграции и завязала секретную переписку с Анной Австрийской, пытаясь убедить её в необходимости брака с Гастоном Орлеанским, братом Людовика XIII в случае смерти короля, который много и сильно болел. Королева, необходимо заметить, отказалась обсуждать с ней эту тему. Заочно приговоренная к смерти Парижским парламентом, маркиза дю Фаржи умерла в Брюсселе в 1639 г.» |

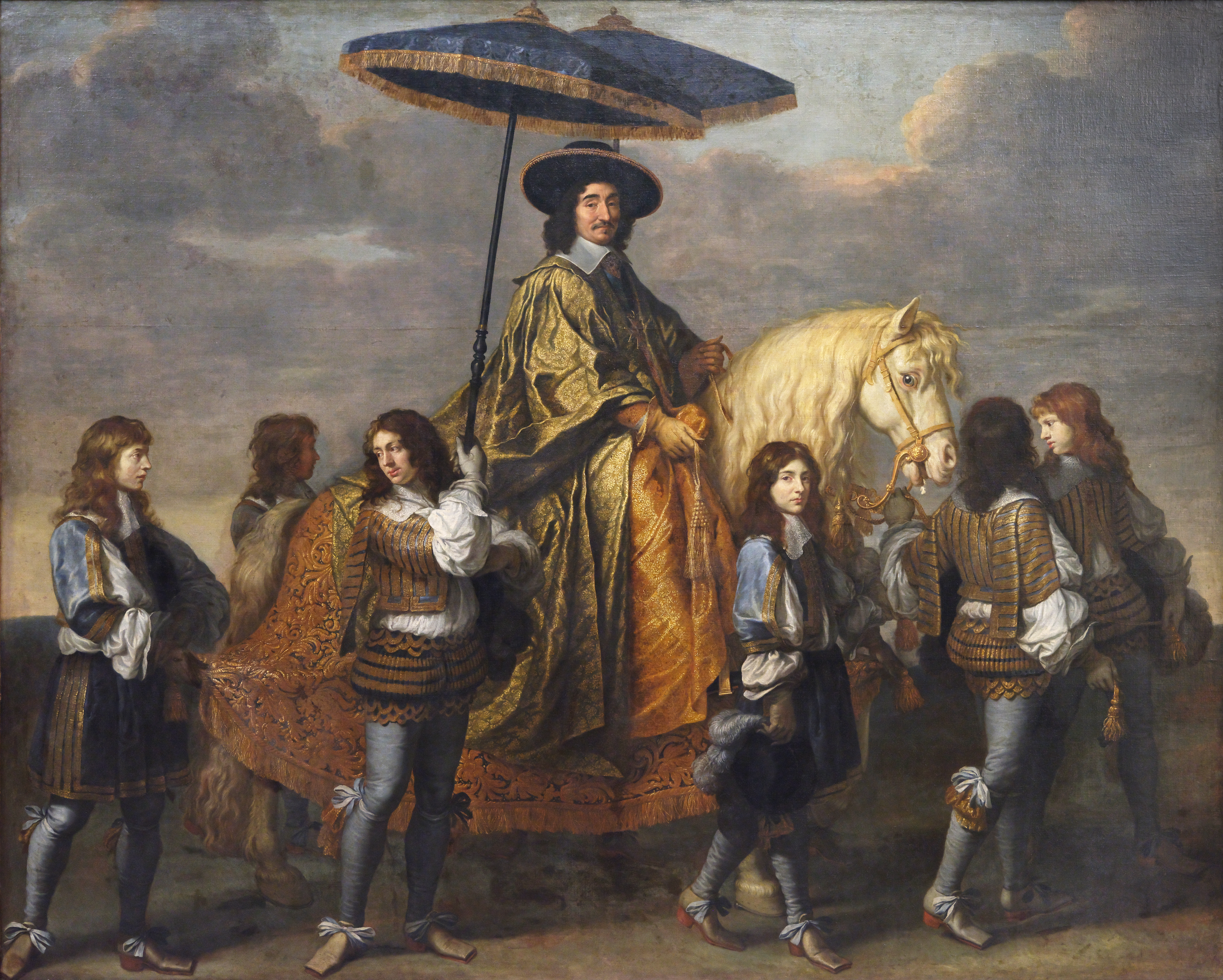
Сегье
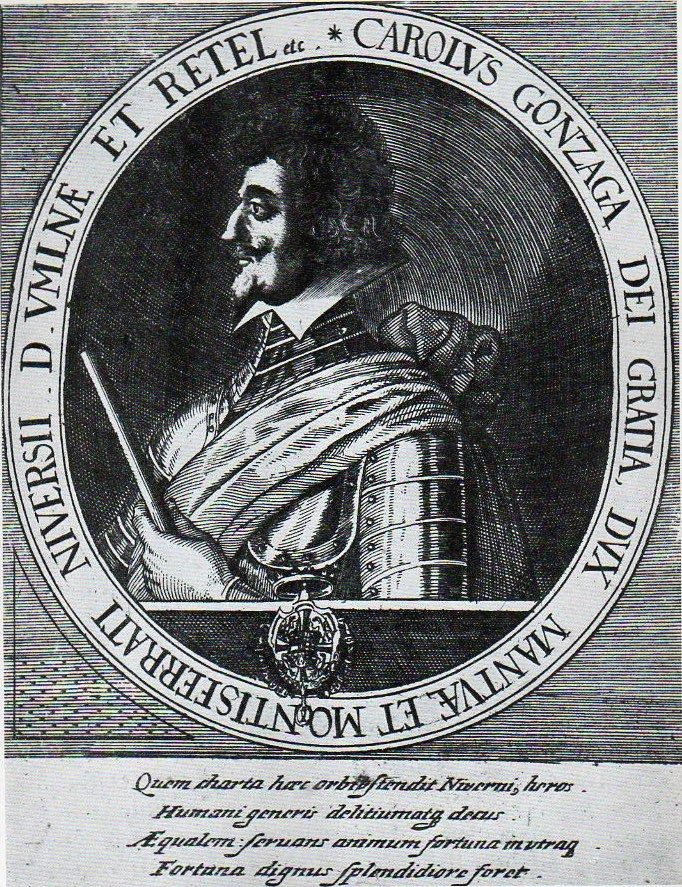
Герцог Неверский

### XV. Военные и судейские
| - нет новых | - комендант Фор-Левека (fr:For-l'Évêque) — ? - Самсон — библейский герой - Граф де Шалю (Chalus) — видимо, Жан-Луи де Бурбон-Буссе, граф де Буссе (Jean Louis de Bourbon-Busset; 1597—1667), либо его отец Сезар, скончавшийся в 1630 году. |

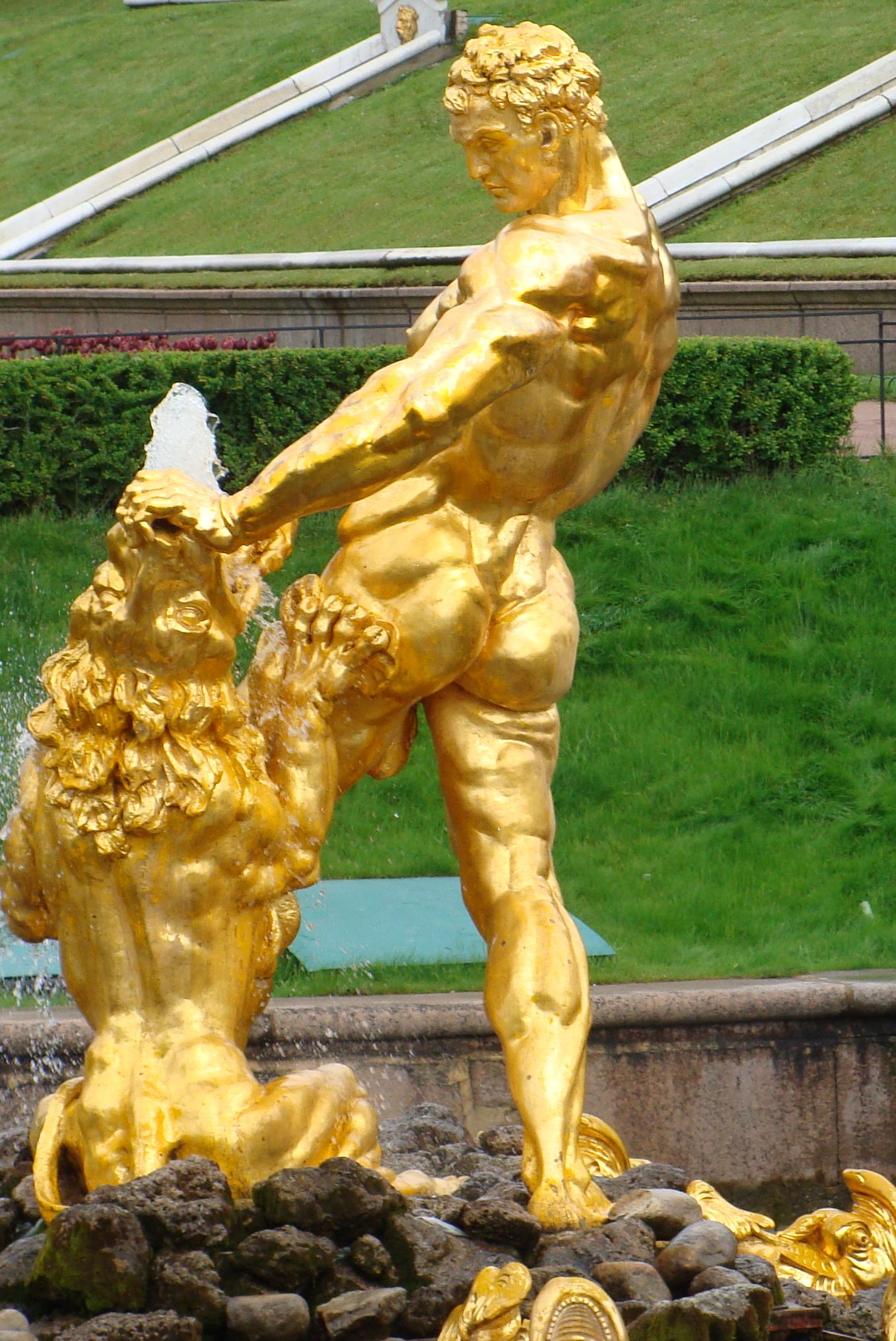
Самсон

### XVI. О том, как канцлер Сегье не мог найти колокол, чтобы ударить в него, по своему обыкновению
| - придворные дамы королевы: - госпожа де Гито (Guitaut) — очевидно, родственница Гито (см. ниже), командира стражи королевы. - госпожа де Сабле (Sablé) — Мадлен де Сувре, маркиза де Сабле (фр. Madeleine de Souvré, marquise de Sablé). Хозяйка литературного салона, писательница. - госпожа де Монбазон (Montbazon) — возможно, Дюма имеет в виду слишком юную для этого Мари де Монбазон, герцогиня Монбазон. Мачеха госпожи де Шеврез, в «20 лет спустя» — любовница Бофора. - госпожа де Гемене (Guéméne) — Анна де Роган, принцесса де Гемене (fr:Anne de Rohan-Guéméné, 1604—1685), невестка герцогини де Шеврез - капитан Гито — граф Франсуа де Комманж, граф Гито (François de Comminges, comte de Guitaut; 1581—1663), командир стражи королевы | - госпожа де Лонгвиль (Longueville) — наиболее известная госпожа де Лонгвиль (Анна Женевьева де Бурбон-Конде) родилась в 1619 году, поэтому принимать участие в событиях не могла. Но Дюма, судя по всему, имеет в виду именно её. До неё её муж герцог был женат на её кузине Луизе де Бурбон, мадмуазель Суассон (fr:Louise de Bourbon (1603-1637)) - все Конде — Генрих II Бурбон и его дети Людовик II де Бурбон (Великий Конде), Арман де Бурбон (принц Конти) и г-жа Бурбон-Конде, Анна Женевьева де Лонгвиль, а также их родня и сторонники. Активные действующие герои «Двадцать лет спустя». - жена маршала д’Анкра, то есть Кончино Кончини — Леонора Галигаи, молочная сестра королевы Марии Медичи. Именно благодаря браку с ней Кончини приблизился к королеве и практически захватил власть в государстве. Когда Людовик XIII вступил в борьбу с матерью, Кончини был убит (см. выше), а его жена арестована и брошена в тюрьму. В итоге ей отрубили голову, а тело сожгли на костре по приговору в колдовстве, которым она действительно баловалась, чтобы контролировать Марию Медичи. - королева-мать Мария Медичи — мать Людовика XIII. В действии романа не имеет никакого значения, хотя на самом деле Людовику совсем недавно удалось отобрать у неё власть. - Мишель Де Рош Ле Маль (Michael Des Roches le Masle), каноник Собора Парижской Богоматери - великий вешатель Лафем (fr:Isaac de Laffemas; 1584—1657) — магистрат, известный своей жестокостью. В советских изданиях романа ошибочно стоит сноска на его отца Бартелеми (1545—1612) — генерального контролера коммерции. - испанский король — Филипп IV, брат Анны Австрийской. Несмотря на династические браки между двумя странами (сестра Людовика была королевой Испании), между ними постоянно вспыхивали военные конфликты, например, Война за мантуанское наследство (1628—1631 годы) - австрийский король (на самом деле император Священной Римской империи) — Фердинанд II, кузен испанского короля. |

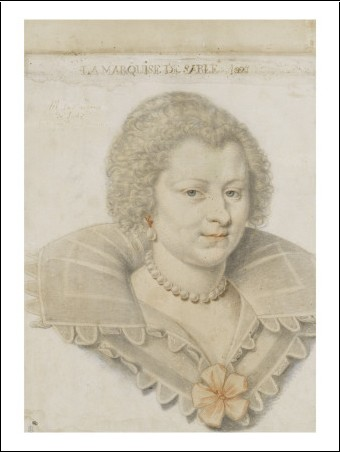
Госпожа де Сабле
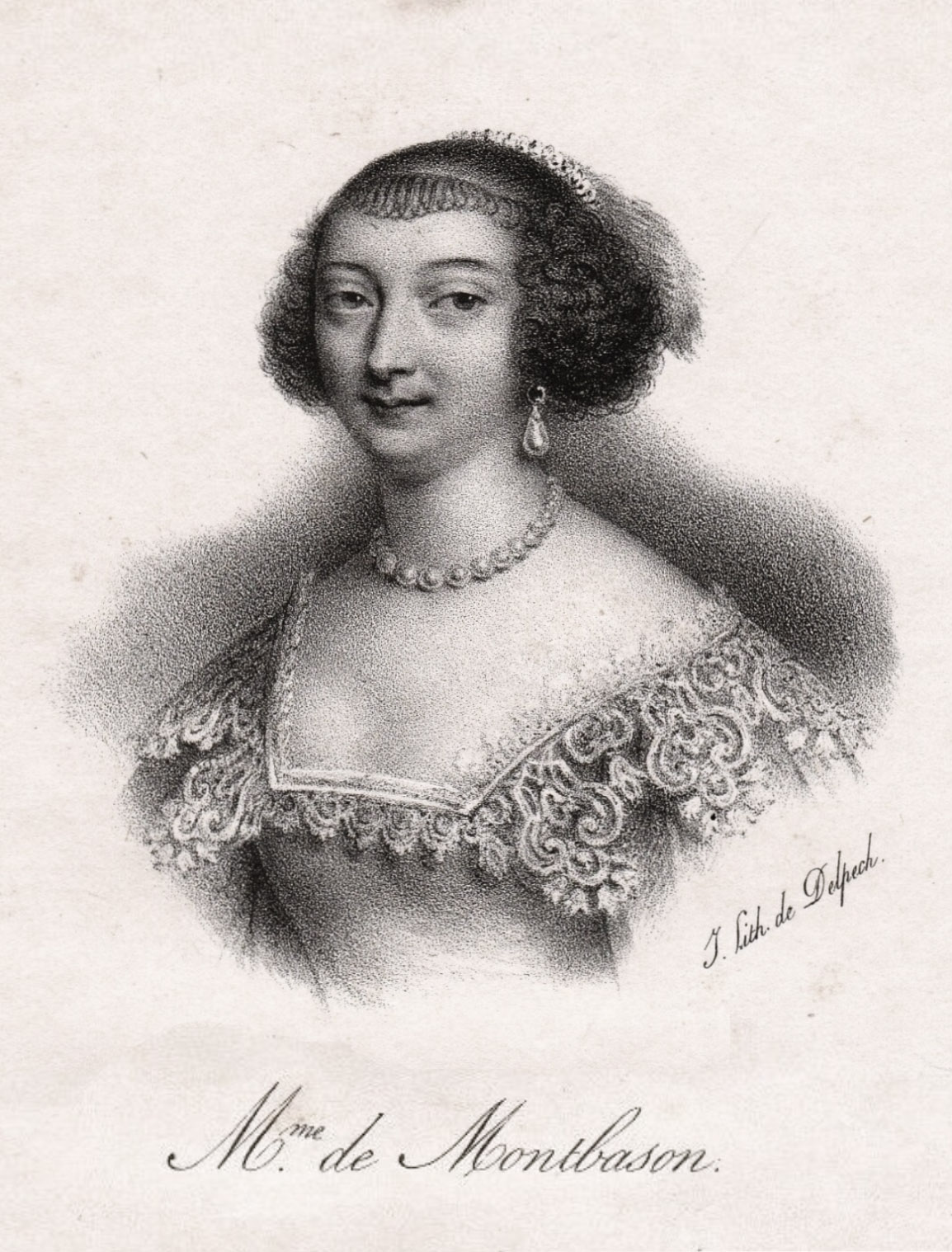
Мари де Монбазон
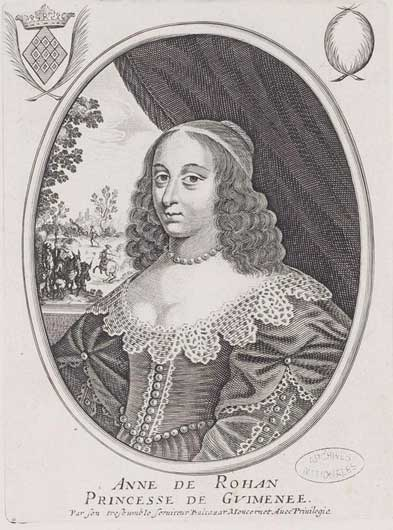
Госпожа де Гемене
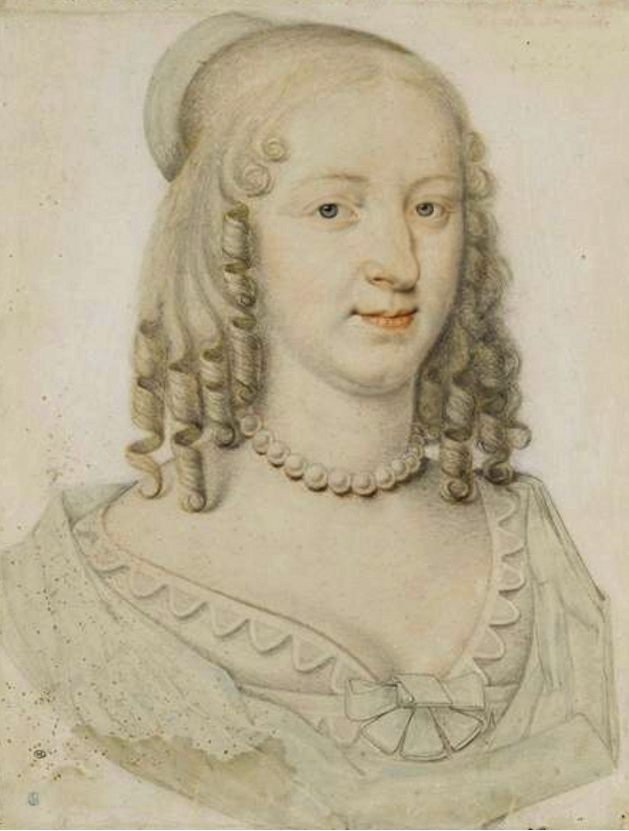
Луиза де Бурбон
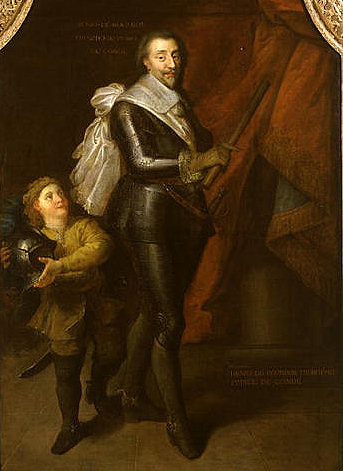
Генрих II Бурбон
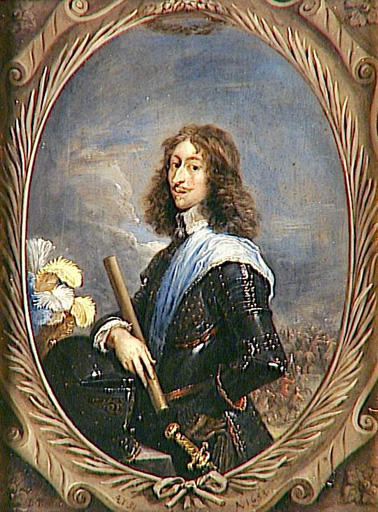
Великий Конде
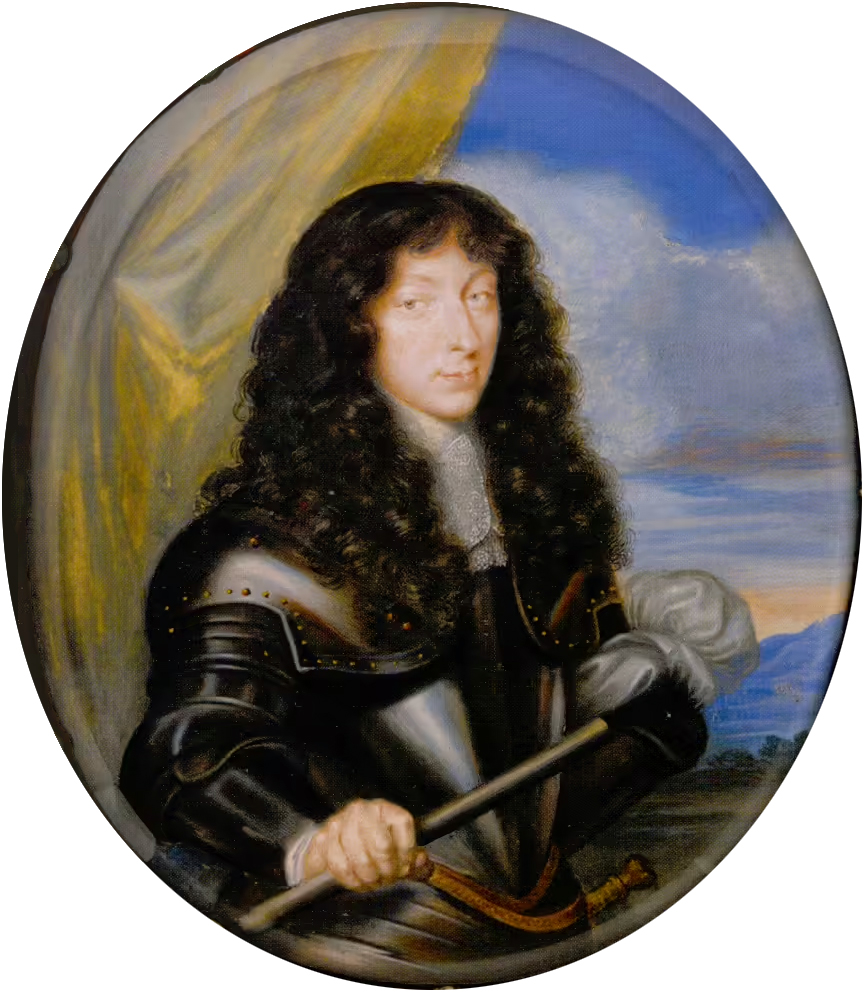
Принц Конти
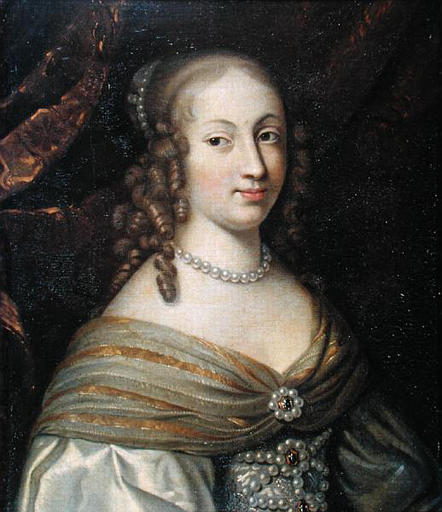
Анна Женевьева де Лонгвиль
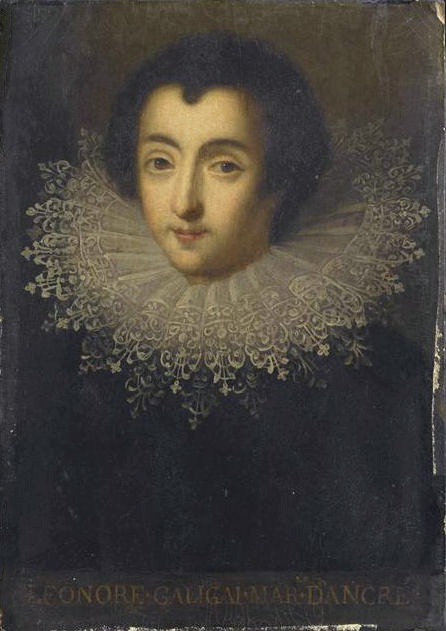
Леонора Галигаи
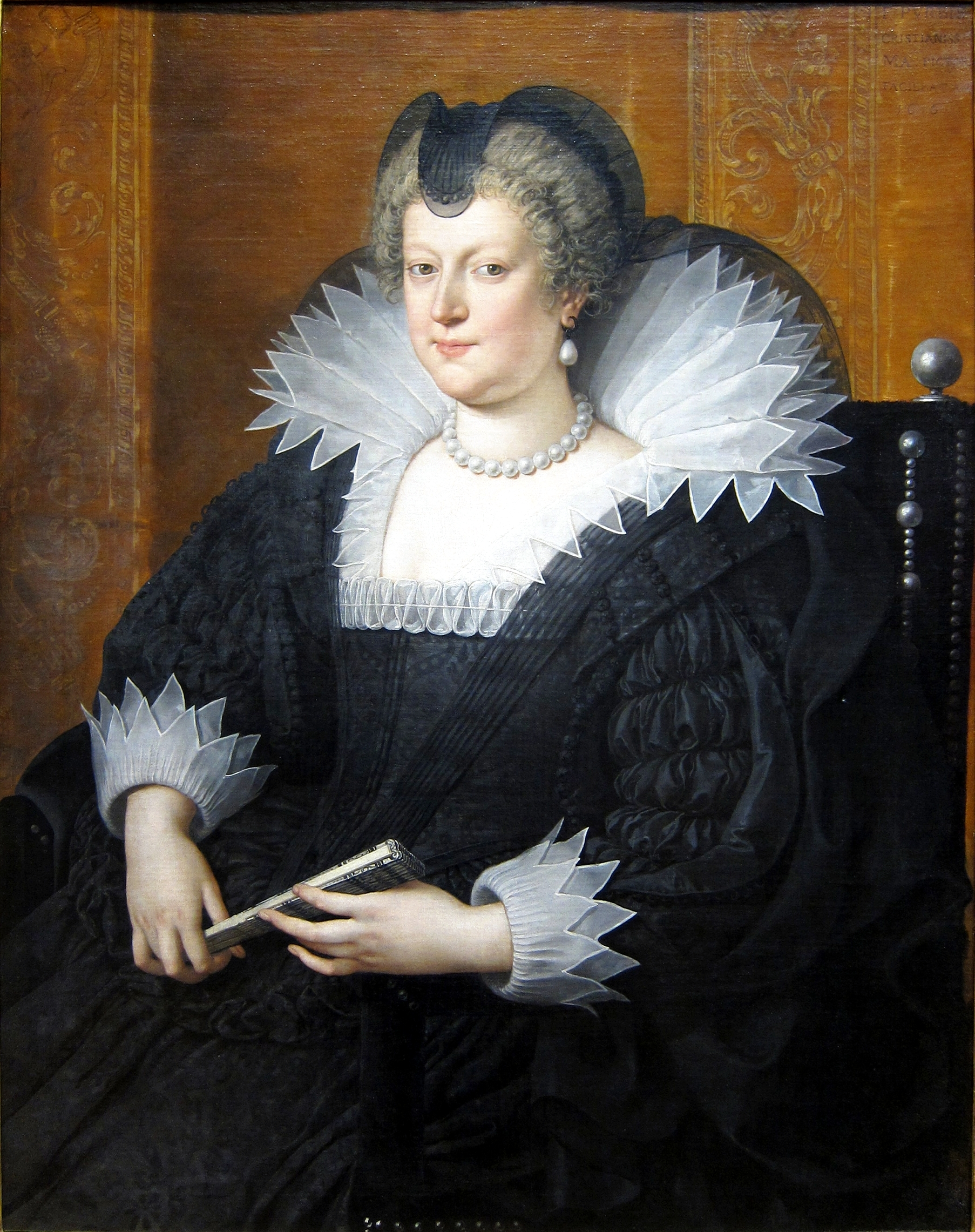
Мария Медичи
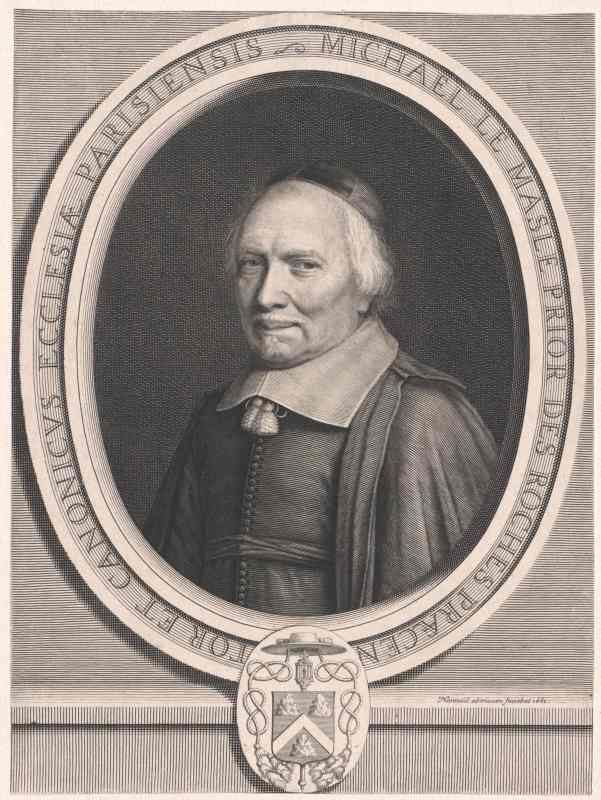
Де Рош Ле Маль
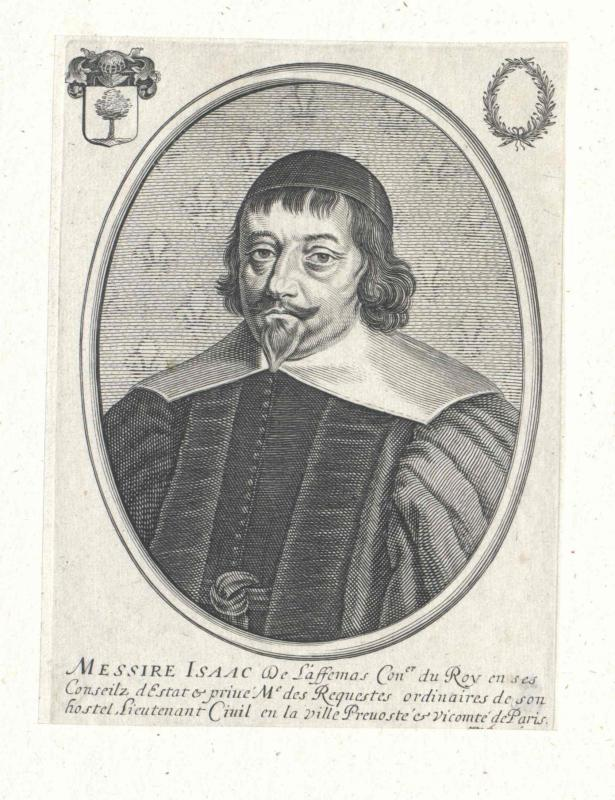
Лафем
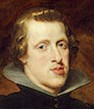
Филипп IV
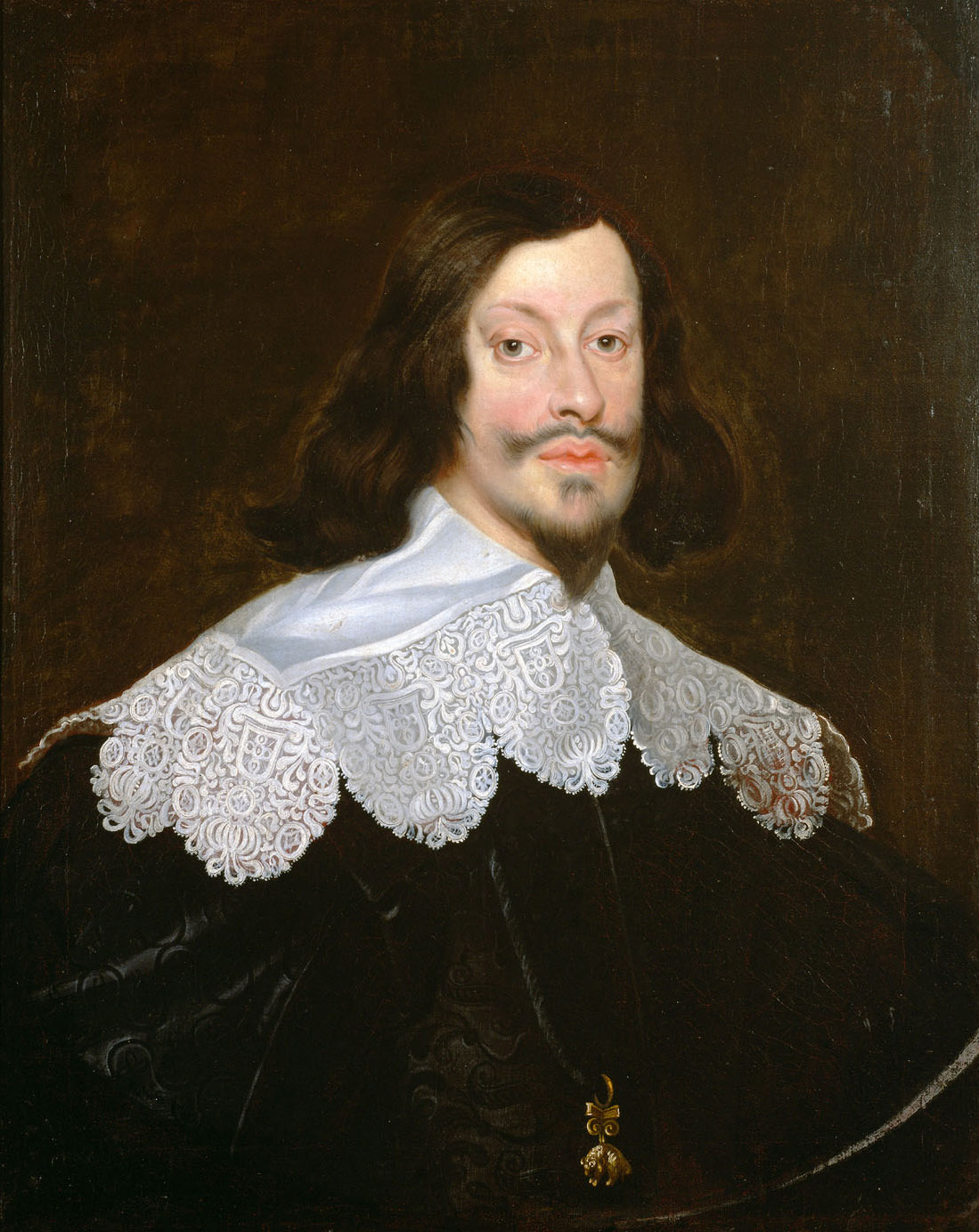
Фердинанд III

### XVII. Супруги Бонасье
| - нет новых | - Госпожа де Мотвиль — Франсуаза Берто де Мотвиль (fr:Françoise Bertaut de Motteville), мемуаристка. Её мать-испанка была личным секретарем королевы. - Царь Соломон — библейский мудрец. |

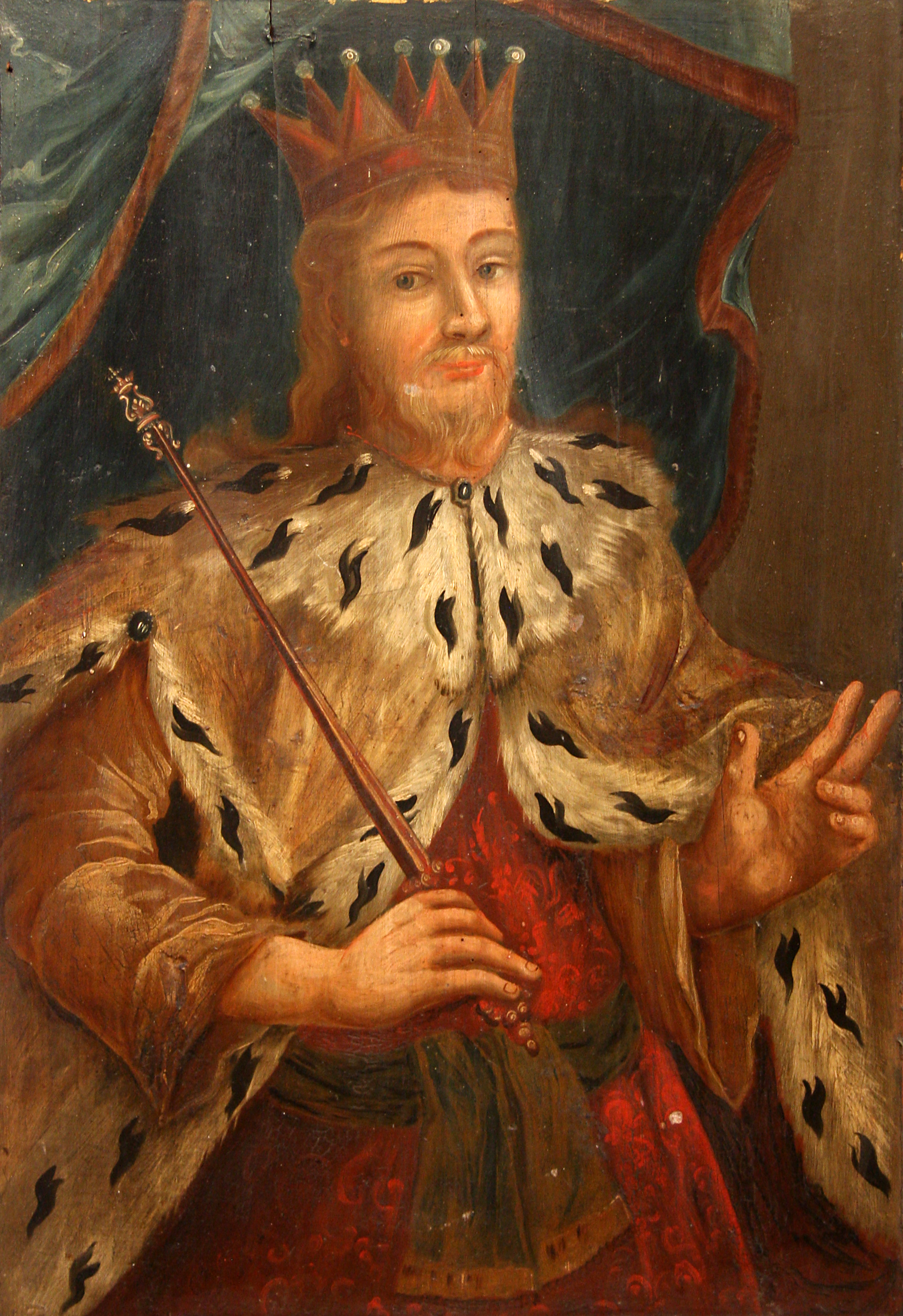
Соломон, картина XVII века

### XVIII. Любовник и муж
| - новых нет | - Дионисиево ухо — способ подслушивания, который использовал тиран Сиракуз Дионисий Старший (405—367 гг. до н. э) |

### XIX. План кампании
| - нет новых | - Иоанн Златоуст — архиепископ Константинопольский, богослов |

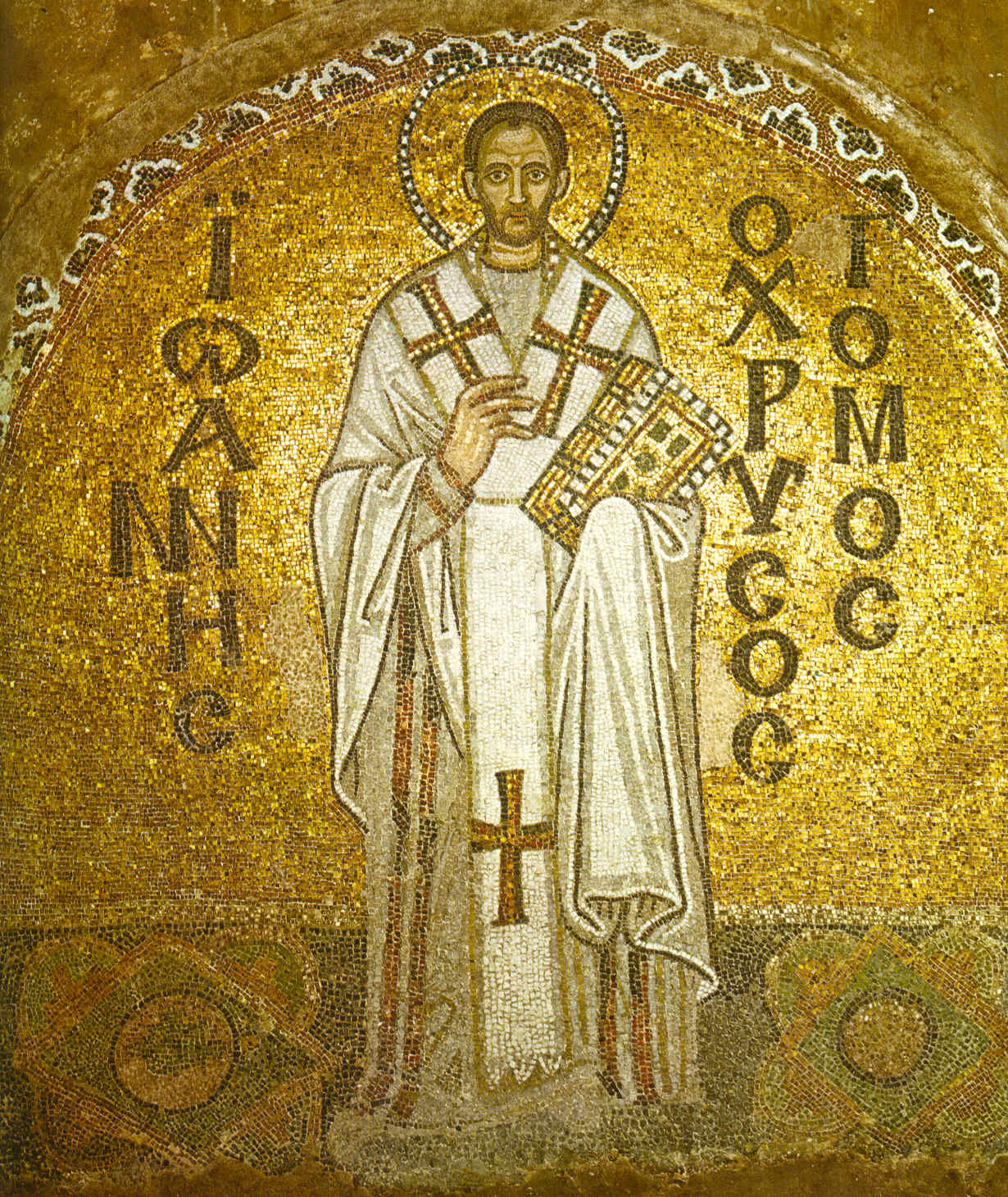
Иоанн Златоуст

### XX. Путешествие
| - дворянин — противник Портоса в гостинице в Шантильи; - трактирщик в гостинице «Золотая Лилия» в Амьене; - Граф де Вард (de Wardes) — реальная личность, Франсуа-Рене дю Бек Креспин де Гримальди, маркиз де Вард, граф де Море (1621—1688) — враг д’Артаньяна, заимствованный Дюма у Куртиля, согласно которому он приходился кузеном Рошфору. Реальный де Вард слишком мал, чтобы появиться в «Трёх мушкетёрах», поэтому Дюма «разделил» его на отца и сына, второй из которых появляется в «Виконте де Бражелоне». Де Вард упоминается, в частности, в мемуарах мадам де Мотвиль как очаровательный мужчина. В 1660 году он был назначен губернатором Эг-Морта, но несколько лет спустя выслан туда из-за придворного скандала: он вступил в заговор с мазаринеткой Олимпией Манчини, пожелавшей отомстить Людовику XIV за то, что он бросил её сестру Марию. - Любен, лакей де Варда; - капитан шхуны; - начальник порта в Кале — ? - Патрик (Patrick), доверенный камердинер герцога Бэкингема — реальное лицо Патрик О’Райли (O’Reilly). Дюма дал его фамилию ювелиру, который появляется в следующей главе, — возможно, перепутав. | - Святой Мартин — по преданию, увидев замерзающего нищего, разорвал свой плащ пополам и отдал половину бедняку. |

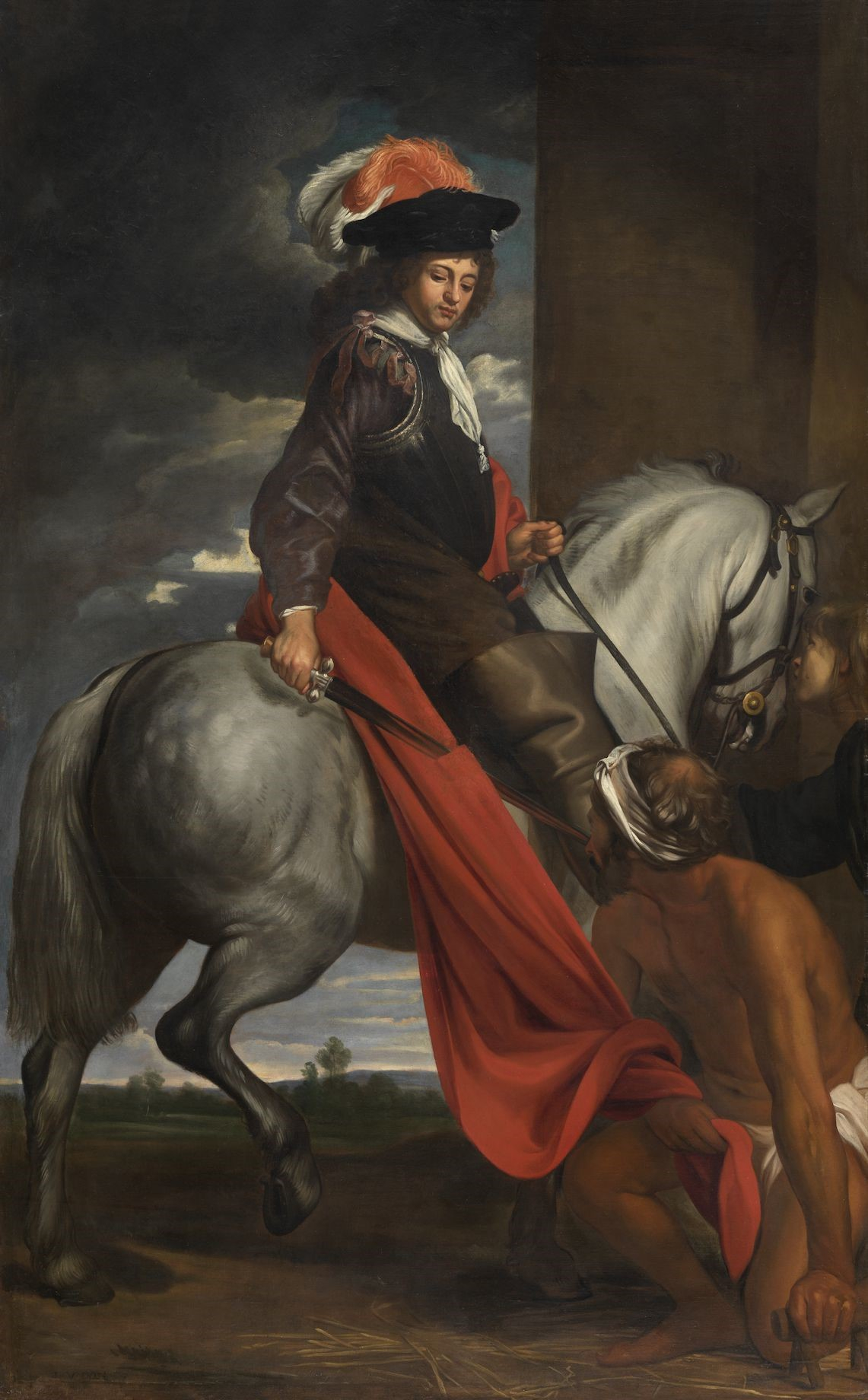
Святой Мартин на картине XVII века

### XXI. Графиня Винтер
| - Джексон, секретарь герцога — сэр Энтони Джексон (en:Sir Anthony Jackson). Был посвящён в рыцари уже после смерти герцога, во время гражданской войны, изгнанным королём Карлом II. Был взят в плен на поле боя как герольд короля и на 10 лет посажен Кромвелем в Тауэр, откуда его выпустил Карл, вернув себе корону. По матери был племянником мореплавателю Мартину Фробишеру. - ювелир герцога О’Рейли (O’Reilly) - капитан брига «Зунд» - хозяин таверны в гавани Сен-Валери - хозяин трактира «Золотой Серп» в Невшателе - хозяин трактира «Щит Франции» в Экуи | - лорд-канцлер — в тот момент Томас Ковентри, 1-й барон Ковентри (en:Thomas Coventry, 1st Baron Coventry) - начальник порта в Лондоне — ? |

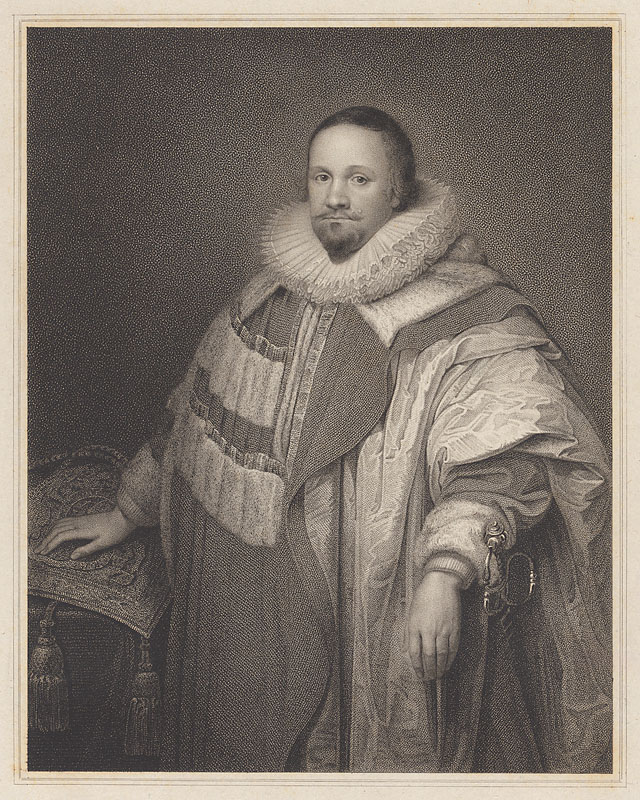
Ковентри

### XXII.Мерлезонский балет
| - городские старшины (les échevins de la ville). - г-н де Ла Кост, лейтенант королевской гвардии (Sieur de la Coste, enseigne des gardes du roi) — реальное лицо, как и последующие. Описание бала взято Дюма из хроники. - Клеман, городской секретарь (greffier de la ville Clément) - капитан гвардии Дюалье (Duhallier, capitaine des gardes) — Франсуа де л’Оспиталь. В будущем станет герцогом и маршалом Франции, женат на Шарлотте Дезэссар (fr:Charlotte des Essarts), бывшей фаворитке Генриха IV, матери двух его бастардов, вдове герцога Лотарингского (очевидно, родственнице Дэзэссара). - супруга президента Парижского парламента (Mme la première présidente) — в тот момент мадам Николя де Вердун (Mme Nicolas de Verdun) - граф де Суассон — Людовик де Бурбон, граф де Суассон, французский принц крови из рода Конде, троюродный брат Людовика XIII. Имел любопытную историю взаимоотношений с Ришельё, см. статью. - великий приор — великий магистр Мальтийского ордена, в тот момент Антуан де Поль - герцог де Лонгвиль — Генрих II де Лонгвиль - герцог д’Эльбеф — Шарль II д'Эльбёф - граф д’Аркур — Анри де Лоррен-Аркур - граф де Ла Рош-Гюйон (comte de La Roche-Guyon) — видимо, Франсуа де Силли (François de Silly, ум. 1628), сын придворной дамы королевы-матери Антуанетты де Пон (fr:Antoinette de Pons) от первого брака - г-н де Лианкур (M. de Liancourt) — видимо, сын Антуанетты де Пон от второго брака — Роже де Плесси, герцог Лианкур (fr:Roger du Plessis, duc de Liancourt). Кузен Ришельё и отличный танцор. - г-н де Барада — фаворит Людовика XIII Франсуа де Барада (fr:François de Baradas), потерявший его расположение всего за полгода, из-за чего его фамилия вошла во французскую пословицу. - граф де Крамайль (comte de Cramail) — Адриен де Монлю-Монтескье (fr:Adrien de Montluc-Montesquiou). Участвовал в заговоре против Ришельё, из-за чего на 7 лет попал в Бастилию. - кавалер де Сувре — возможно, Жак де Сувре (Jacques de Souveray; 1600—1670), брат маркиза де Сабле, чья жена упомянута выше. | - новых нет |

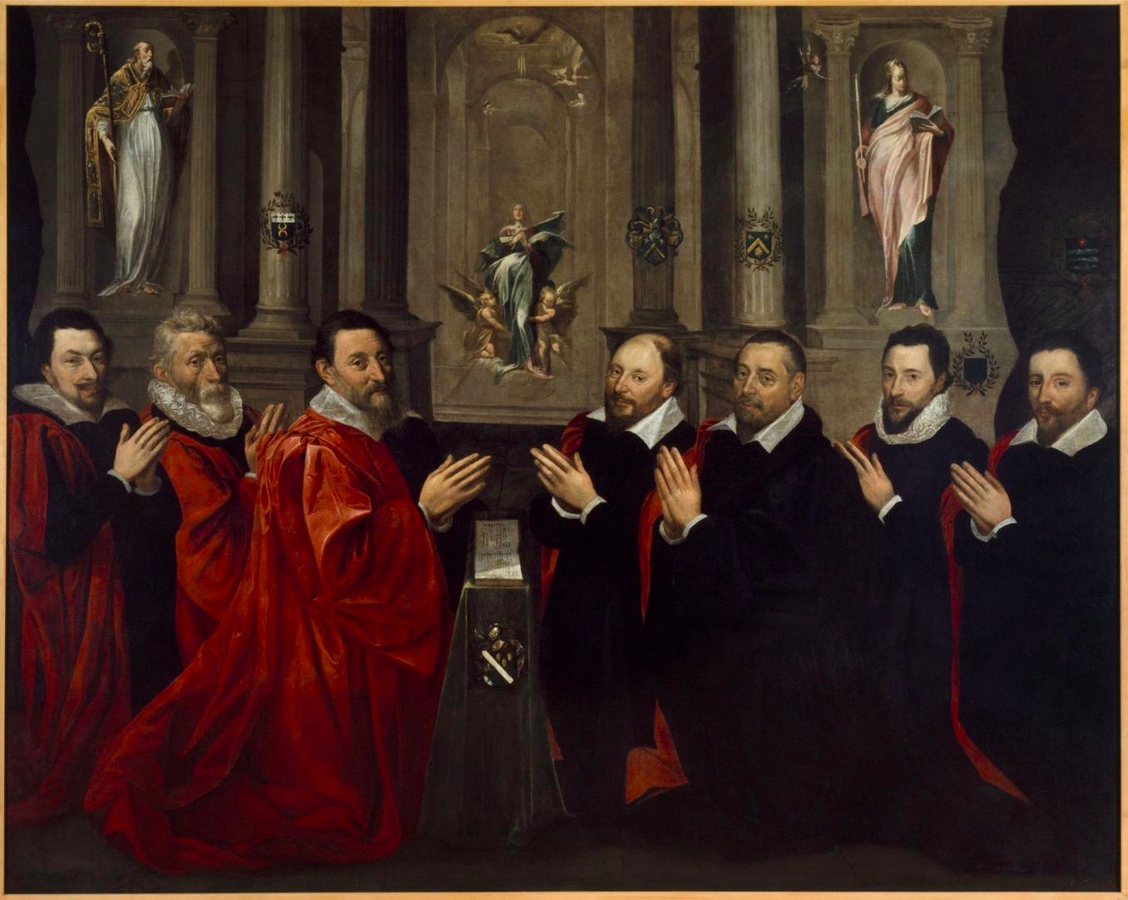
Городские старейшины Парижа и прево города в 1611 году
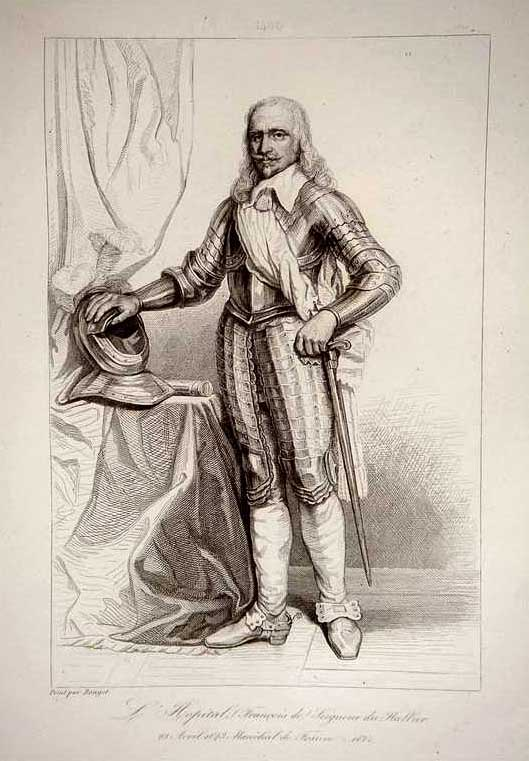
Дюалье
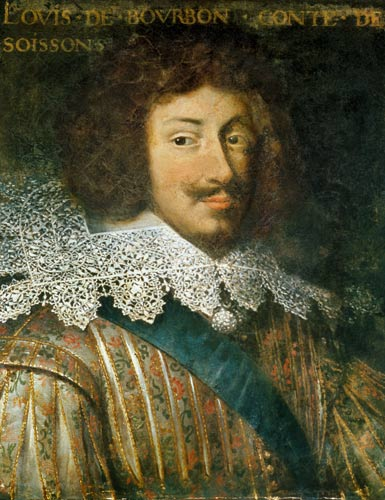
Суассон
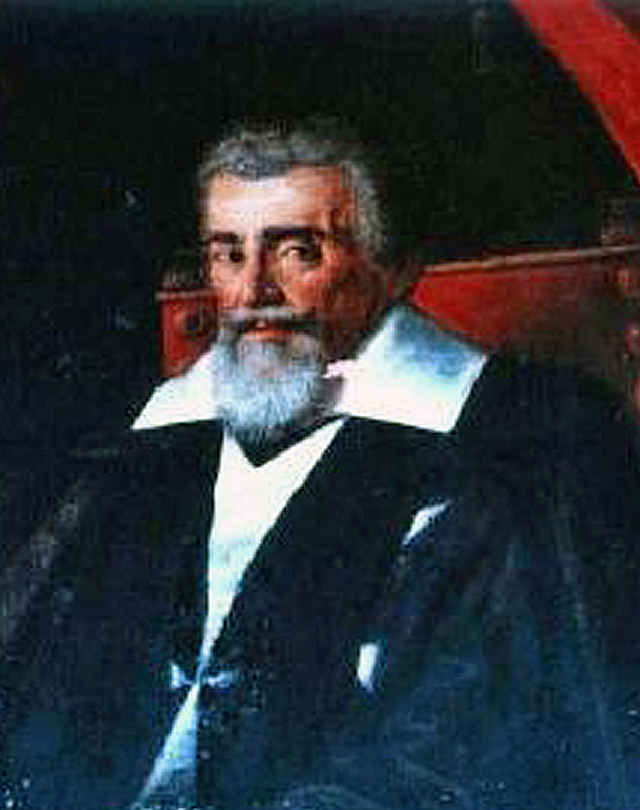
Великий приор
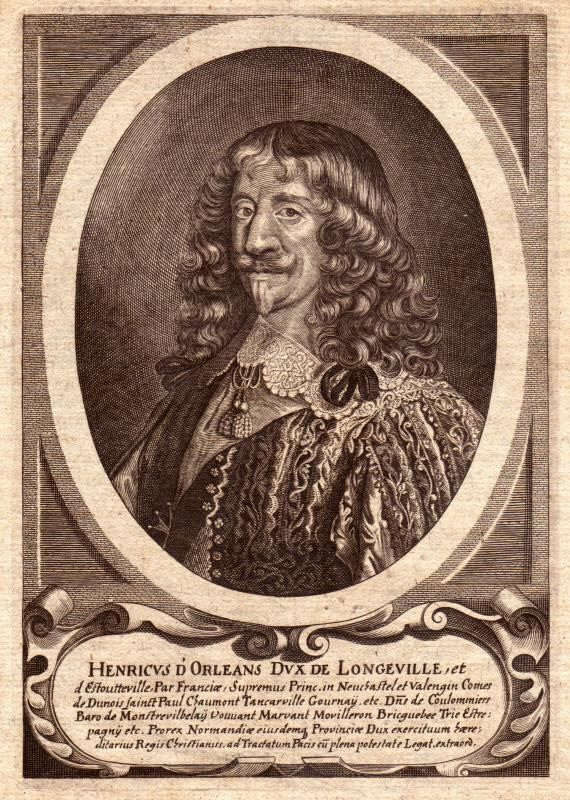
Лонгвиль
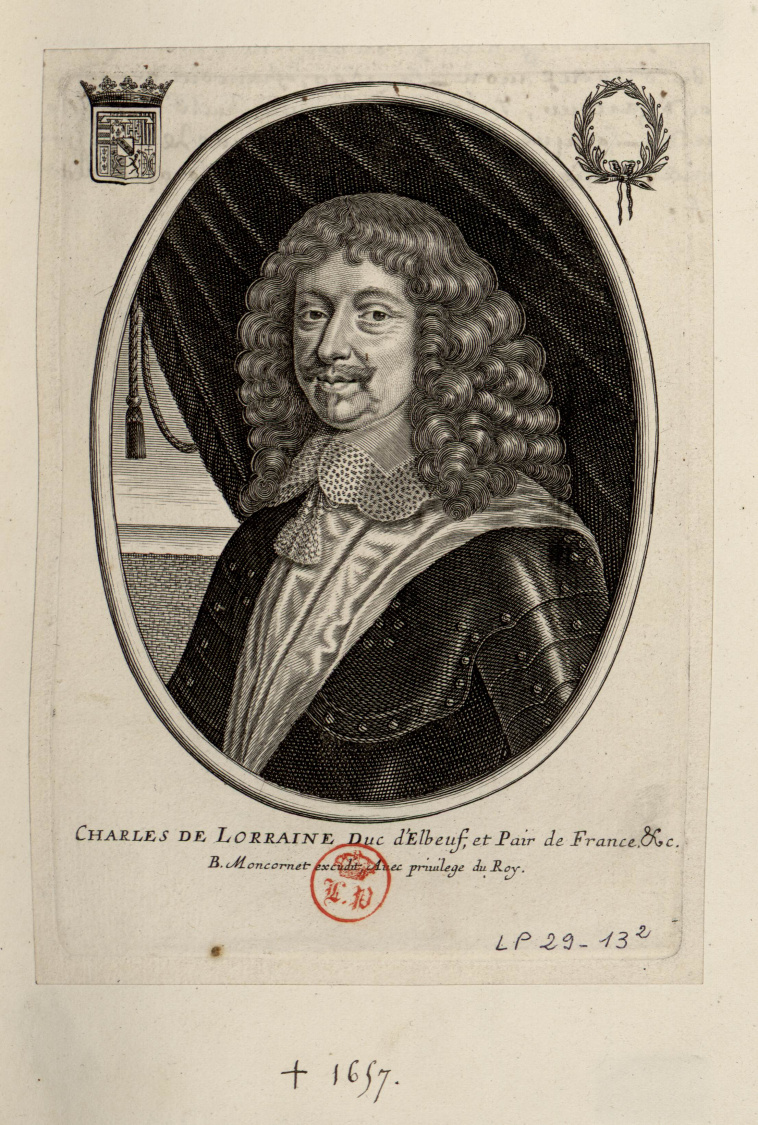
д'Эльбёф

- См. Мерлезонский балет. По сюжету, мог происходить 3 октября 1625/1627 года. Балеты Людовика со свитой в парижской ратуше действительно имели место в истории — это были «Великий бал богатой вдовушки из Бильбао» (фр. Le Grand Bal de la Douairière de Billebahaut), исполненный 24 февраля 1626 года[43], и «Всерьёз и гротескно» (фр. Le Sérieux et le Grotesque, также Du Sérieux et du Grotesque), исполненный 16 февраля 1627 года[44].

### XXIII. Свидание
| - новых нет | - г-н д’Эстре (M. d’Estrees) — Франсуа Аннибал д'Эстре, маршал Франции, брат фаворитки Генриха Наваррского Габриэль д’Эстре. - господин де Бенсерад — Исаак де Бенсерад, известный поэт того времени. - Далила — персонаж Библии, коварная красавица, погубившая Самсона. |

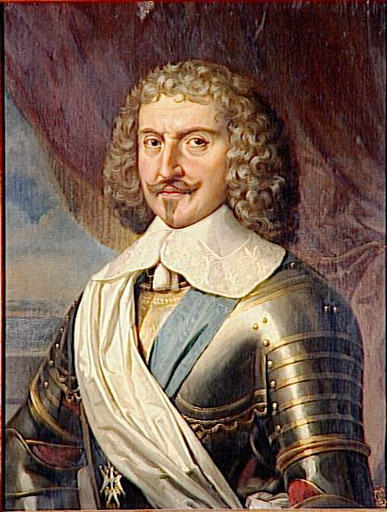
д'Эстре
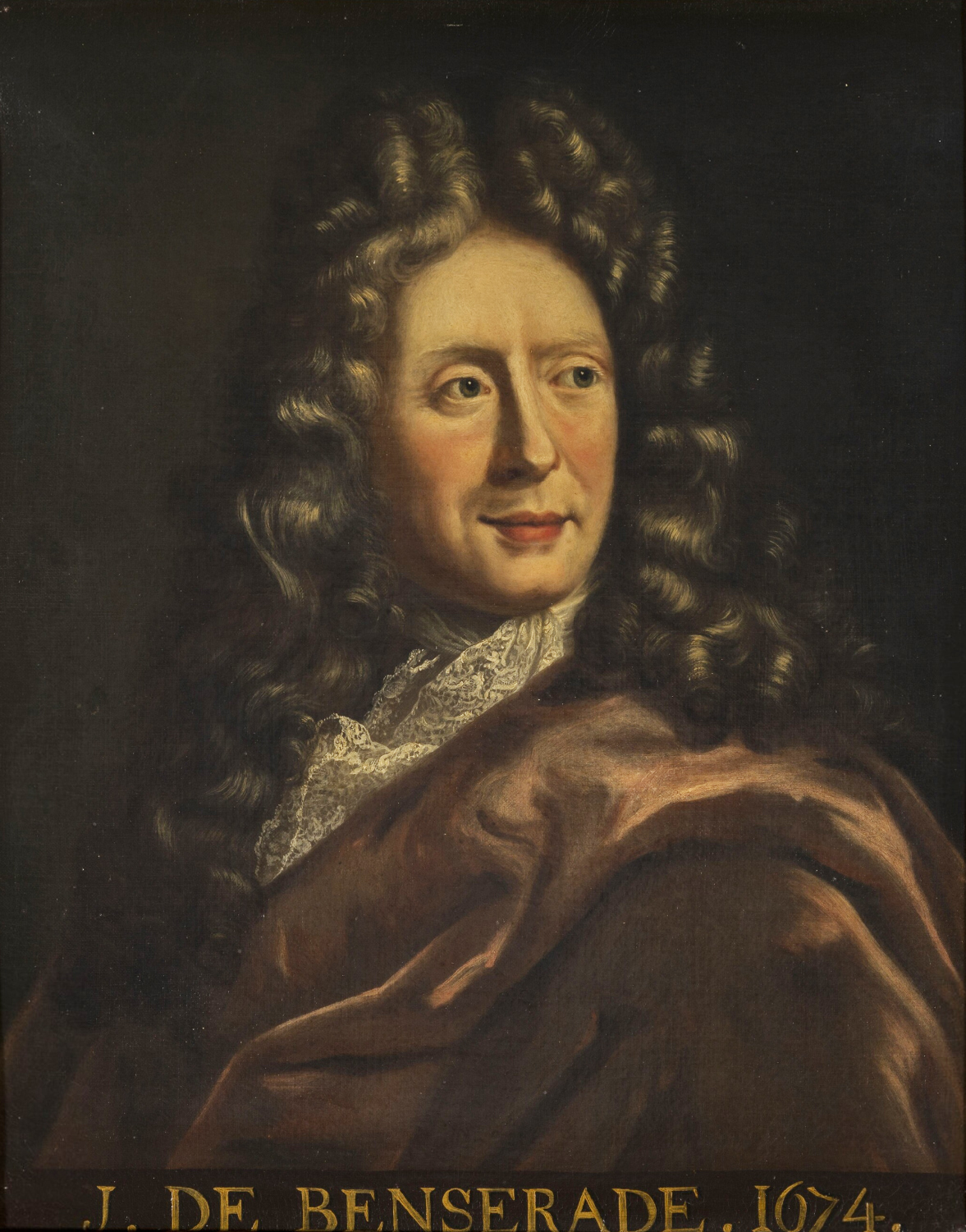
Бенсерад
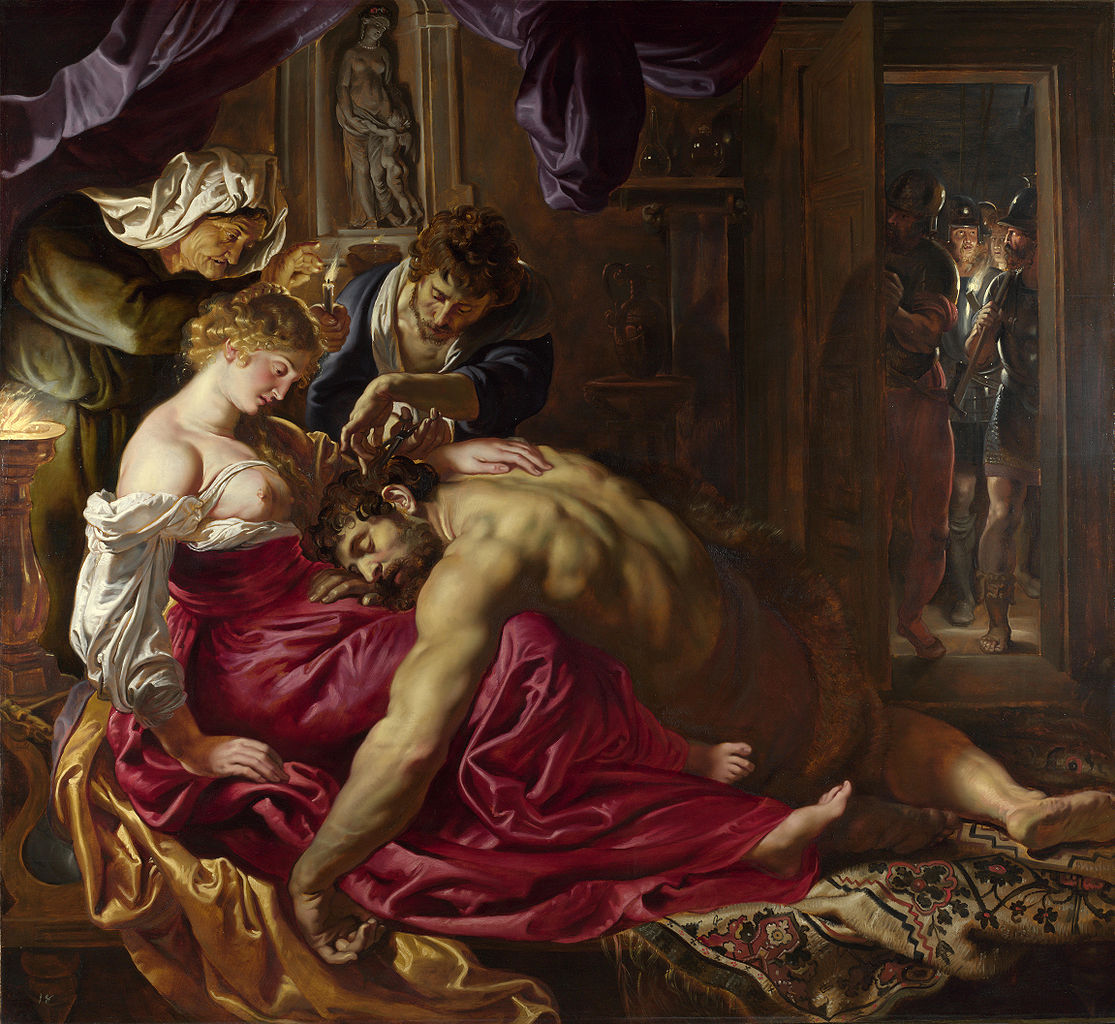
Далила на картине XVII века

### XXIV. Павильон
| - перевозчик на паромной переправе в Сен-Клу - старик в лачуге, свидетель похищения | - нет новых |

### XXV. Портос
| - Хозяин гостиницы «Гран-Сен-Мартен» в Шантильи - госпожа Кокнар (Coquenard), старая прокурорша из Шатле — вымышленный персонаж | - Господин де Кавуа, капитан гвардии кардинала — Франсуа д’Оже, сеньор де Кавуа (Francois d’Oger/Dauger, sieur de Cavois/Cavouet/Cavoye). Один из его сыновей — Луи (fr:Louis Oger de Cavoye) станет маршалом, другой — Эсташ (Eustache Dauger de Cavoye) — известный развратник и одна из кандидатур на личность Железной маски. |

### XXVI. Диссертация Арамиса
| - хозяйка гостиницы в Кревкере (Crèvecœur) - Священник из Мондидье - настоятель Амьенского монастыря иезуитов (supérieur des jésuites d’Amiens) — ? | - Армида — героиня поэмы «Освобождённый Иерусалим» Тассо, персонаж, созданный на основе образа Цирцеи Гомера. - Моисей — библейский персонаж - Святой Пётр — апостол от 12-ти - Ересиарх Янсений — Корнелий Янсений, богослов XVII века, основатель янсенизма - Вуатюр — французский поэт XVII века - Патрю — Оливье Патрю (fr:Olivier Patru), знаменитый французский юрист того времени - Юдифь — библейская героиня |

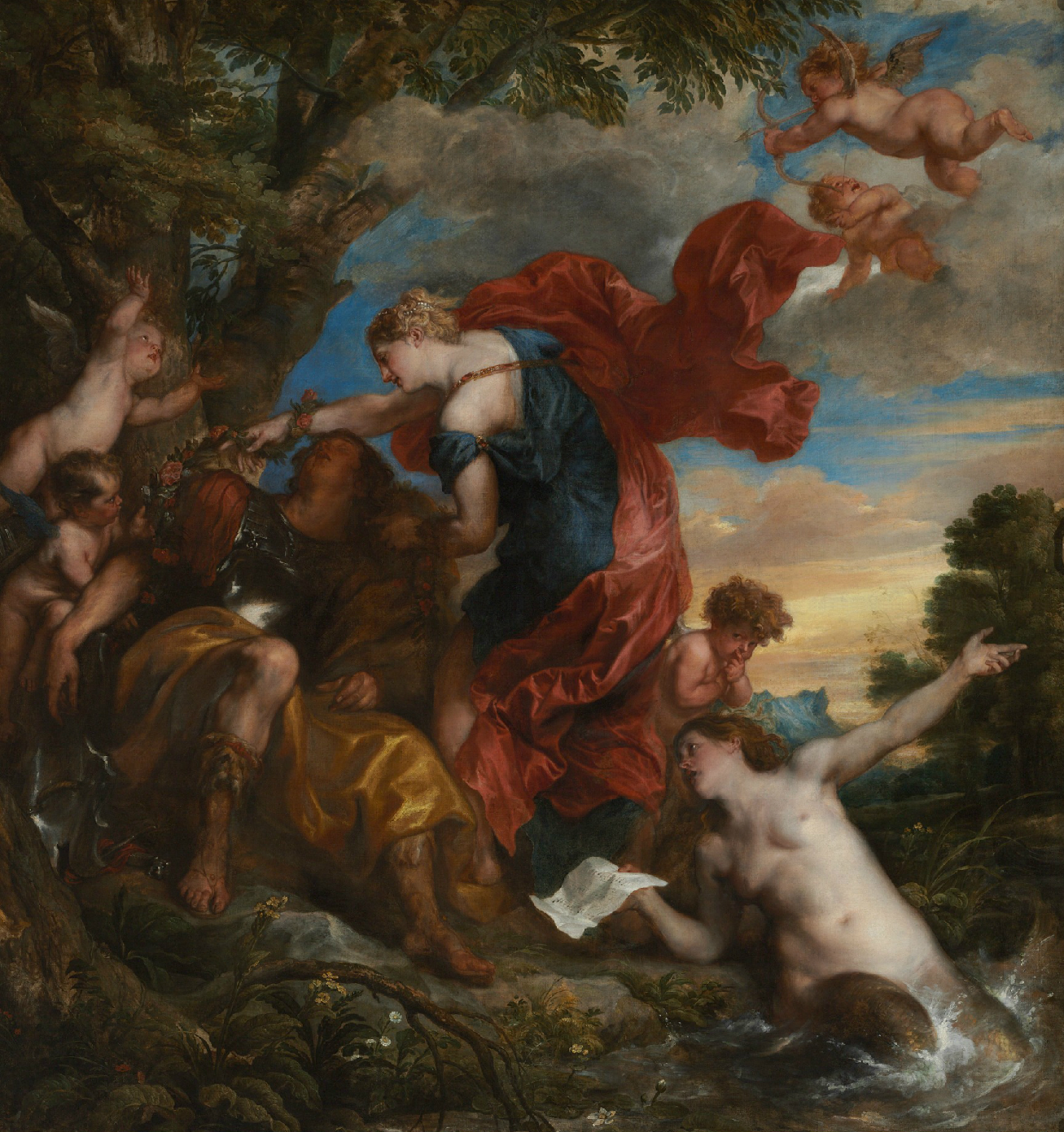
Армида на картине XVII века
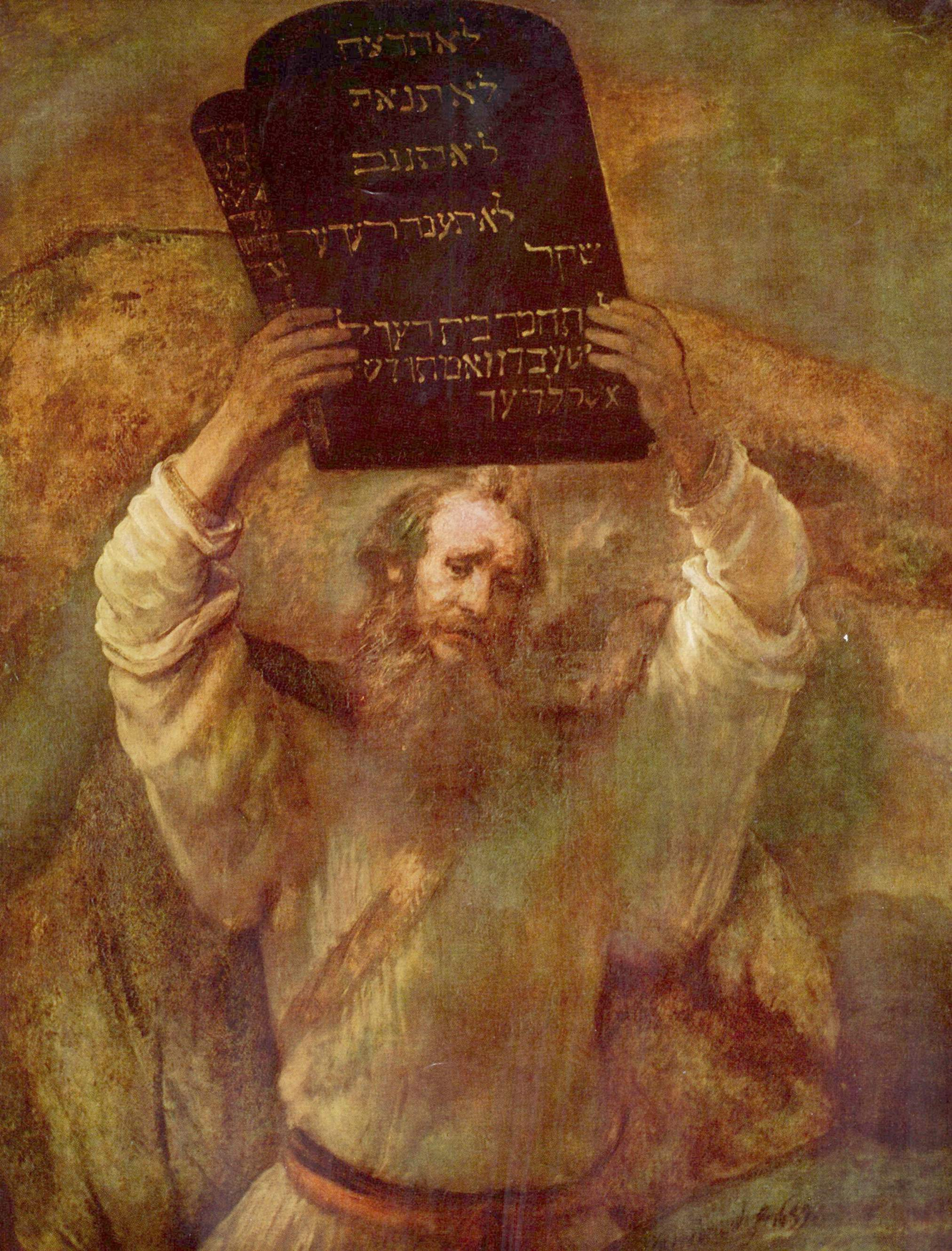
Моисей на картине XVII века
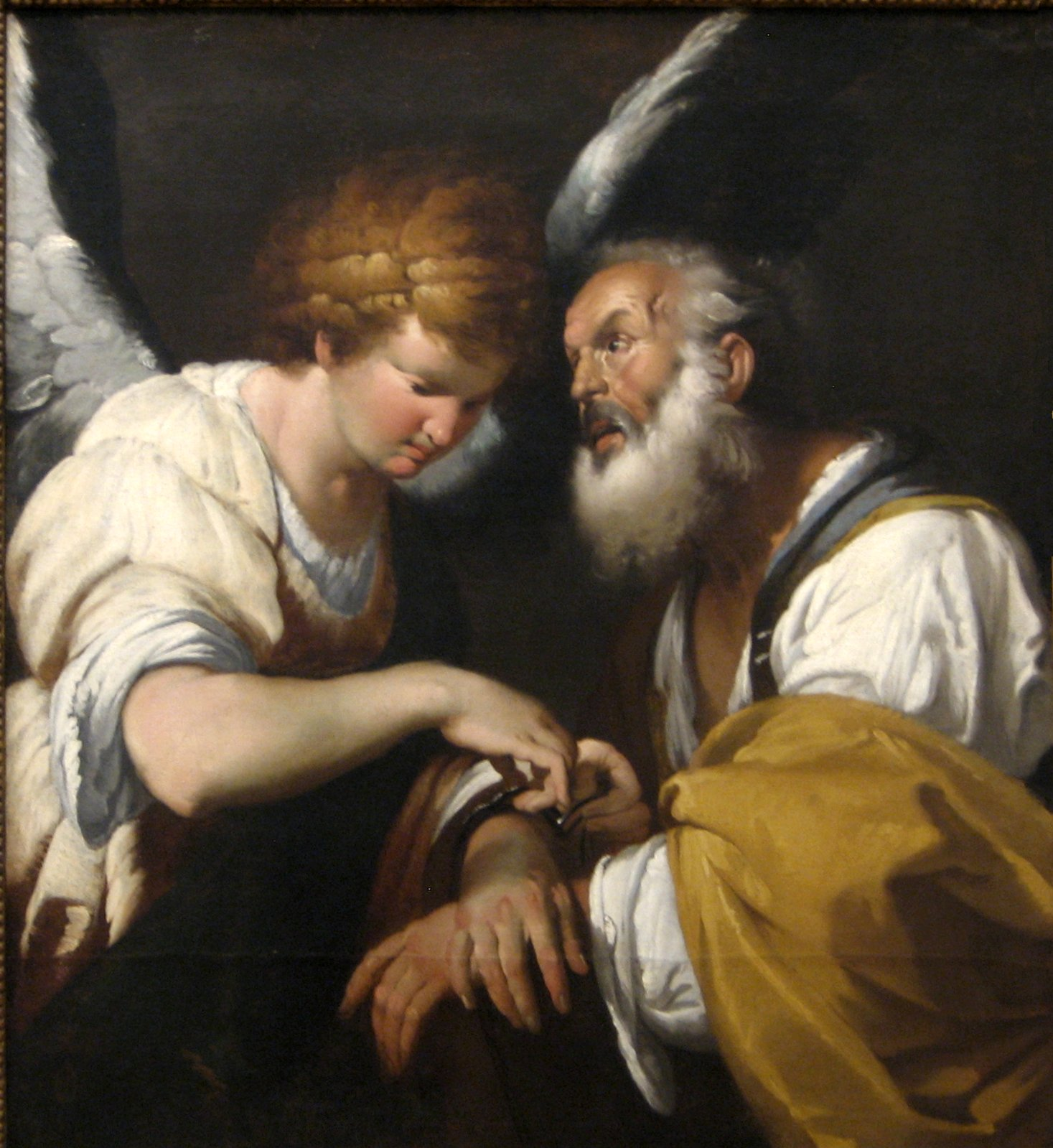
Святой Пётр  на картине XVII века
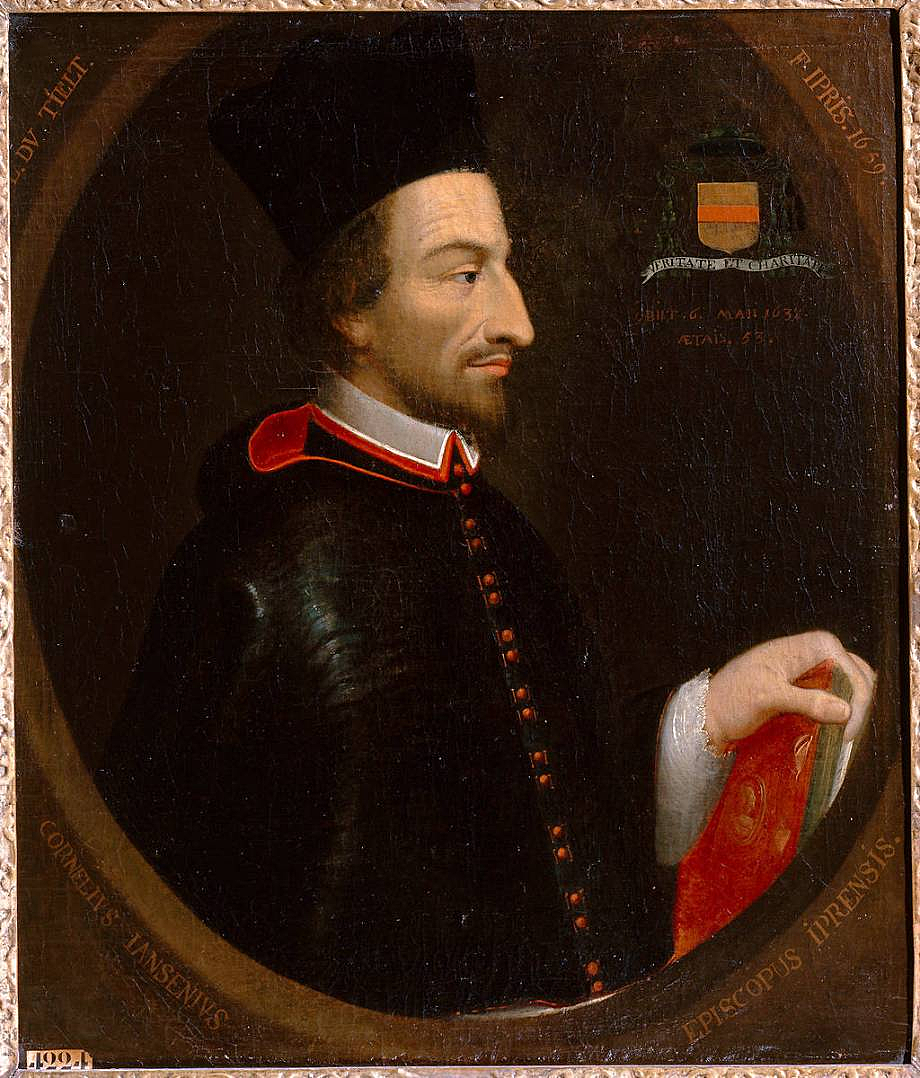
Янсений
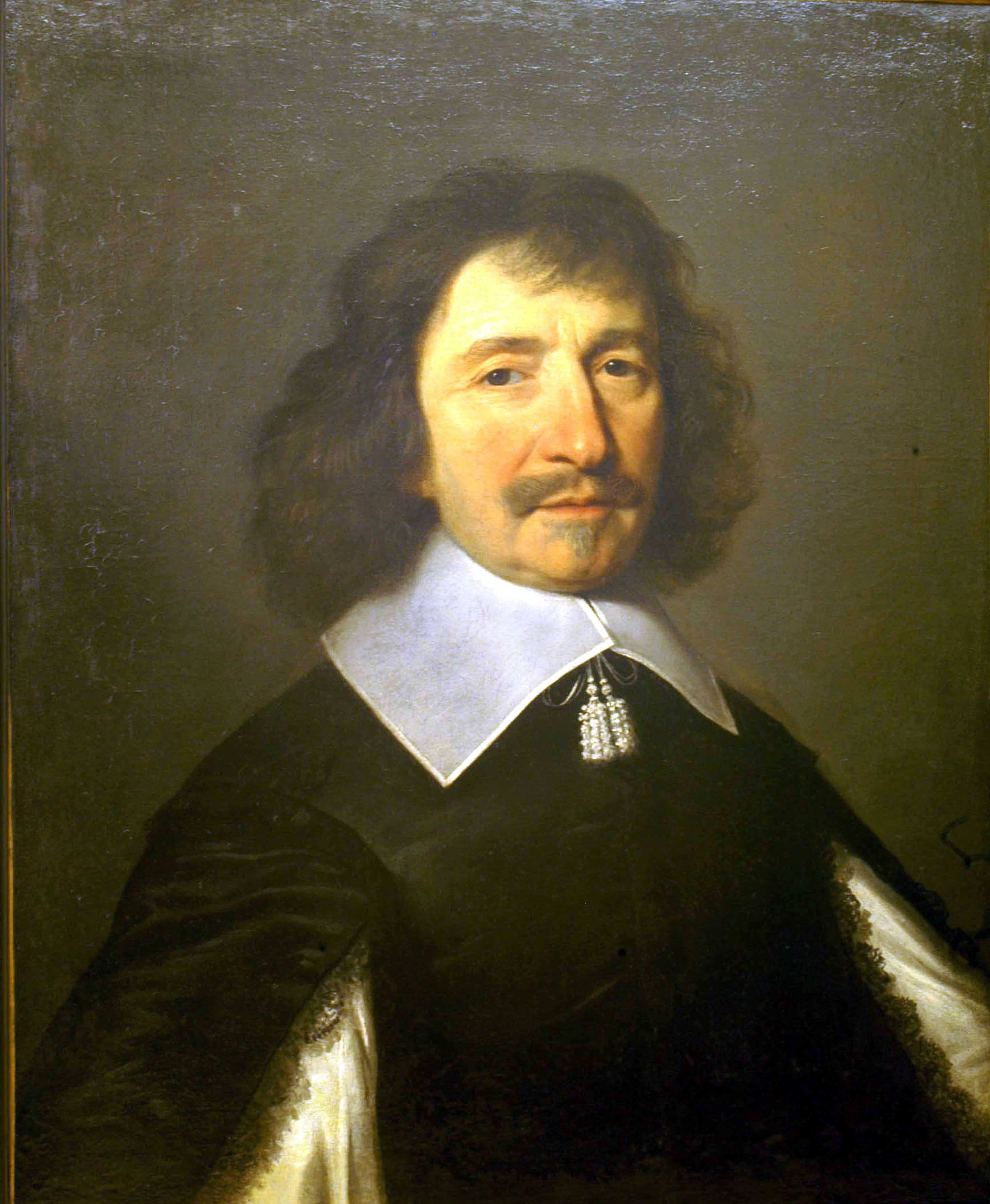
Вуатюр
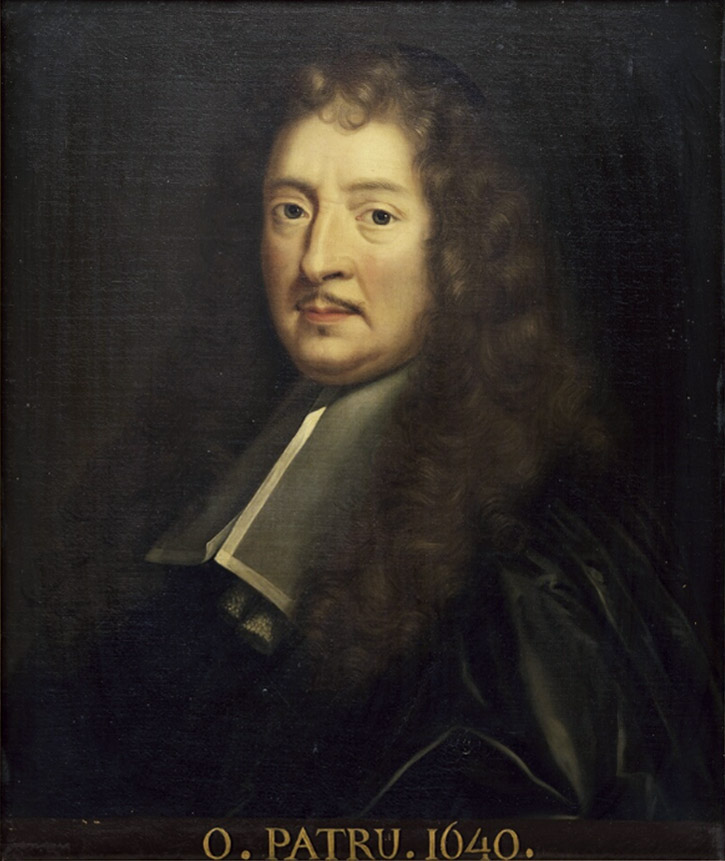
Патрю
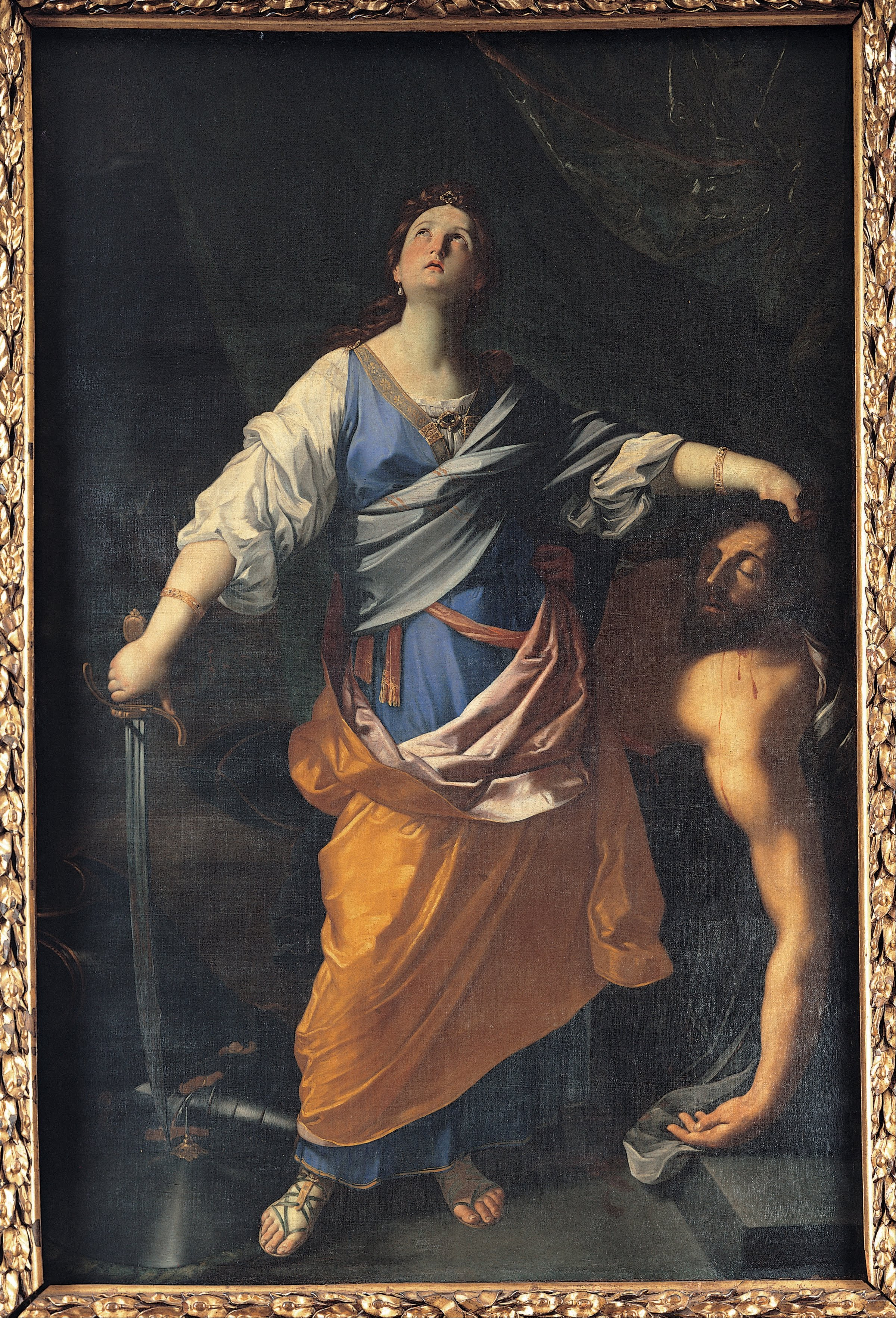
Юдифь на картине XVII века

### XXVII. Жена Атоса
| - лорд Винтер, барон Шеффилд. Такое баронство действительно существовало в Англии (в тот момент им был Эдмунд, 1-й граф Мюльгрейв (en:Edmund Sheffield, 1st Earl of Mulgrave), но видимо, Дюма просто использует фамилию. Этой же семье принадлежал герцогский титул, не пересекающийся с тем, который носил упомянутый выше Бэкингем. - второй англичанин, его спутник в трактире в Амьене | - Кардинал Ногаре де Лавалет (fr:Louis de Nogaret de La Valette) — сын герцога д’Эпернона - Брут — имеется в виду не убийца Цезаря Марк Юний Брут, а его далекий предок Луций Юний Брут, один из создателей Республики. - Губернатор Амьена — в те годы видамом Амьена был Оноре д’Эльбре (фр. Honoré d’Albert; 1581—1649)), пасынок герцогини де Шеврез - Рубенс — художник, работавший, в частности, при дворе Марии Медичи и Людовика XIII - Дандоло — итальянский знатный род - Монморанси — французский знатный род - священник, «брат» миледи во время её замужества за Атосом — брат лилльского палача |

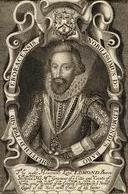
Эдмунд Шеффилд
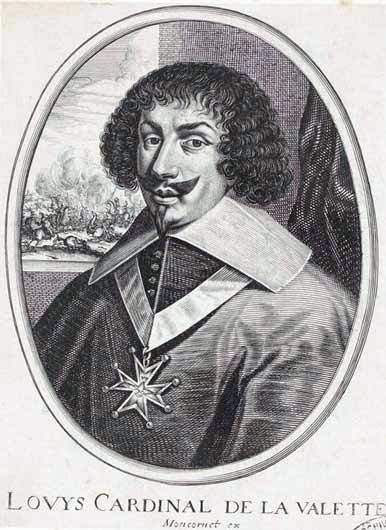
Ногаре де Лавалет
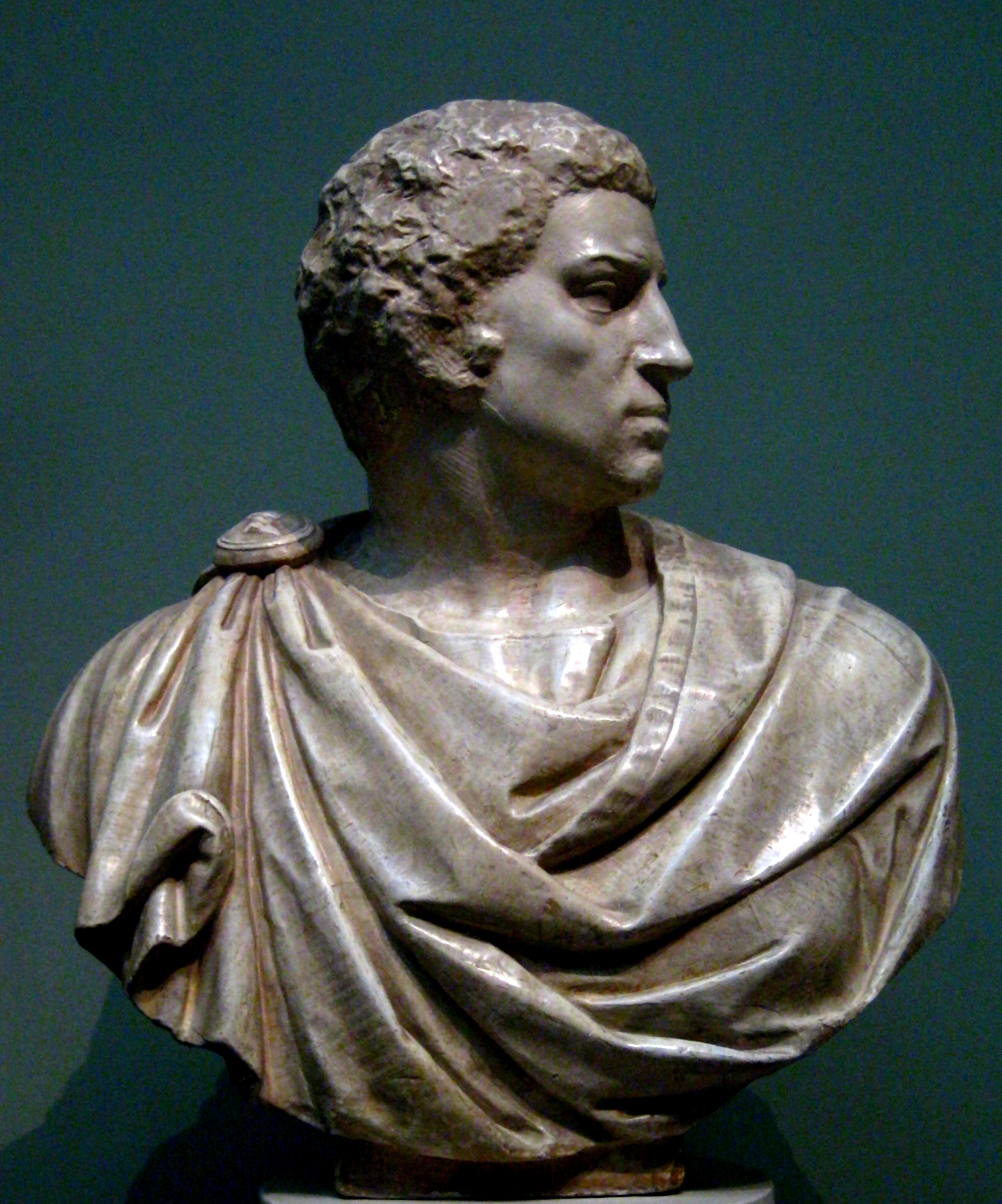
«Брут» работы Микеланджело
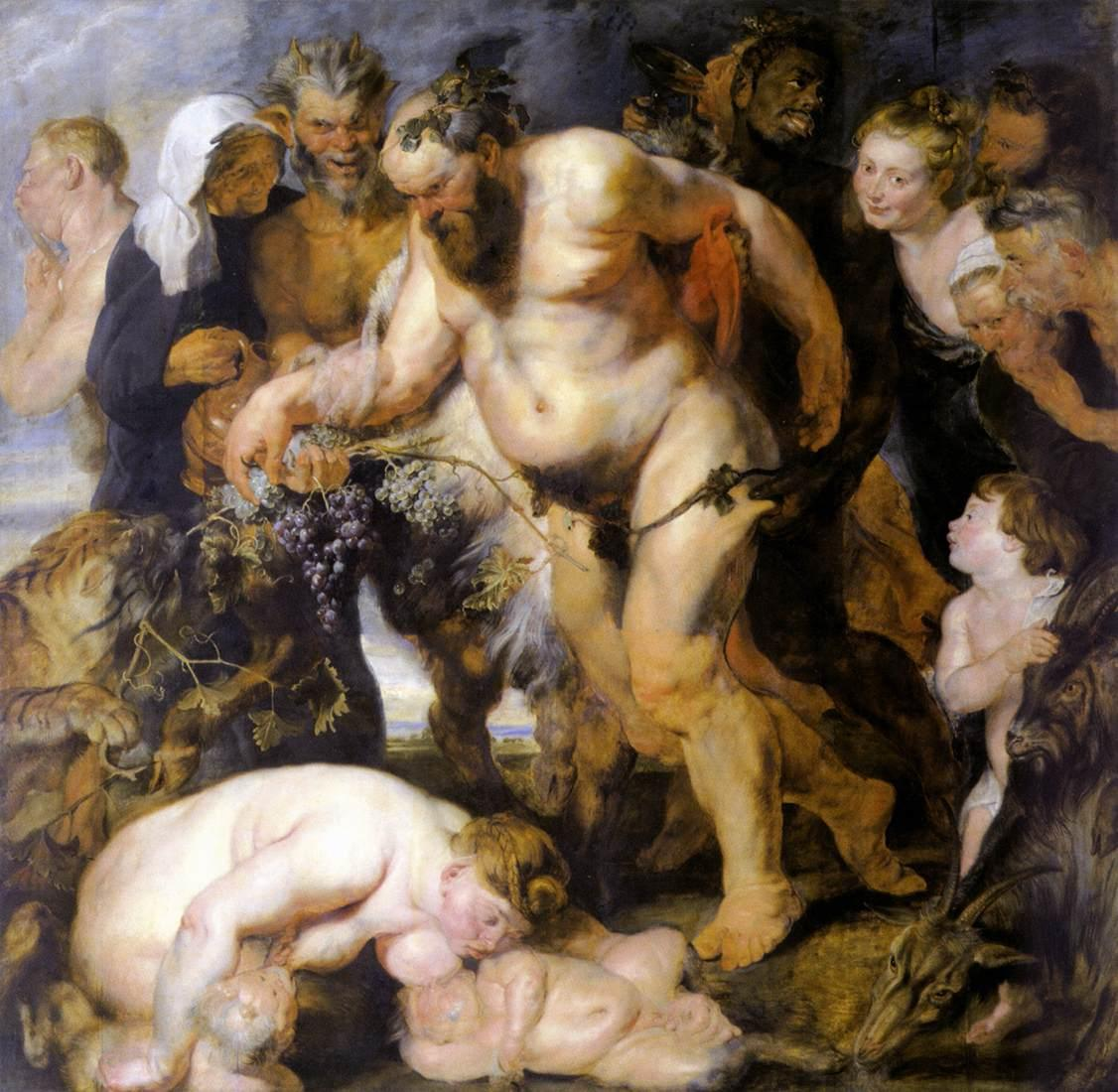
Пьяный Силен и фавны на картине Рубенса

### XXVIII. Возвращение
| - нет новых | - господин де Креки — возможно, Шарль де Бланшфор, маркиз де Креки - Эймон — персонаж средневековой легенды, см. Четыре сына Эмона - Сестрица Анна — персонаж сказки «Синяя борода», сестра любопытной жены, которую она посылает в башню, смотреть, не приближаются ли спасители-братья - Великий Могол — тогда им был Шах-Джахан - Губернатор провинции — в тот момент губернатором Пикардии и Нормандии, где находится Шантильи, был, видимо, либо герцог Генрих II де Лонгвиль, либо Шарль II д'Эльбёф (оба были на Марлезонском балете) (см. fr:Liste des gouverneurs de Normandie), но скорее всего, Портос врёт, что продал лошадь ему, либо имеется в виду другое должностное лицо - Буцефал — конь Александра Македонского |

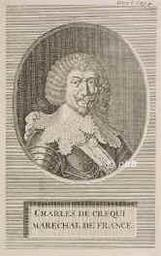
Шарль де Бланшфор
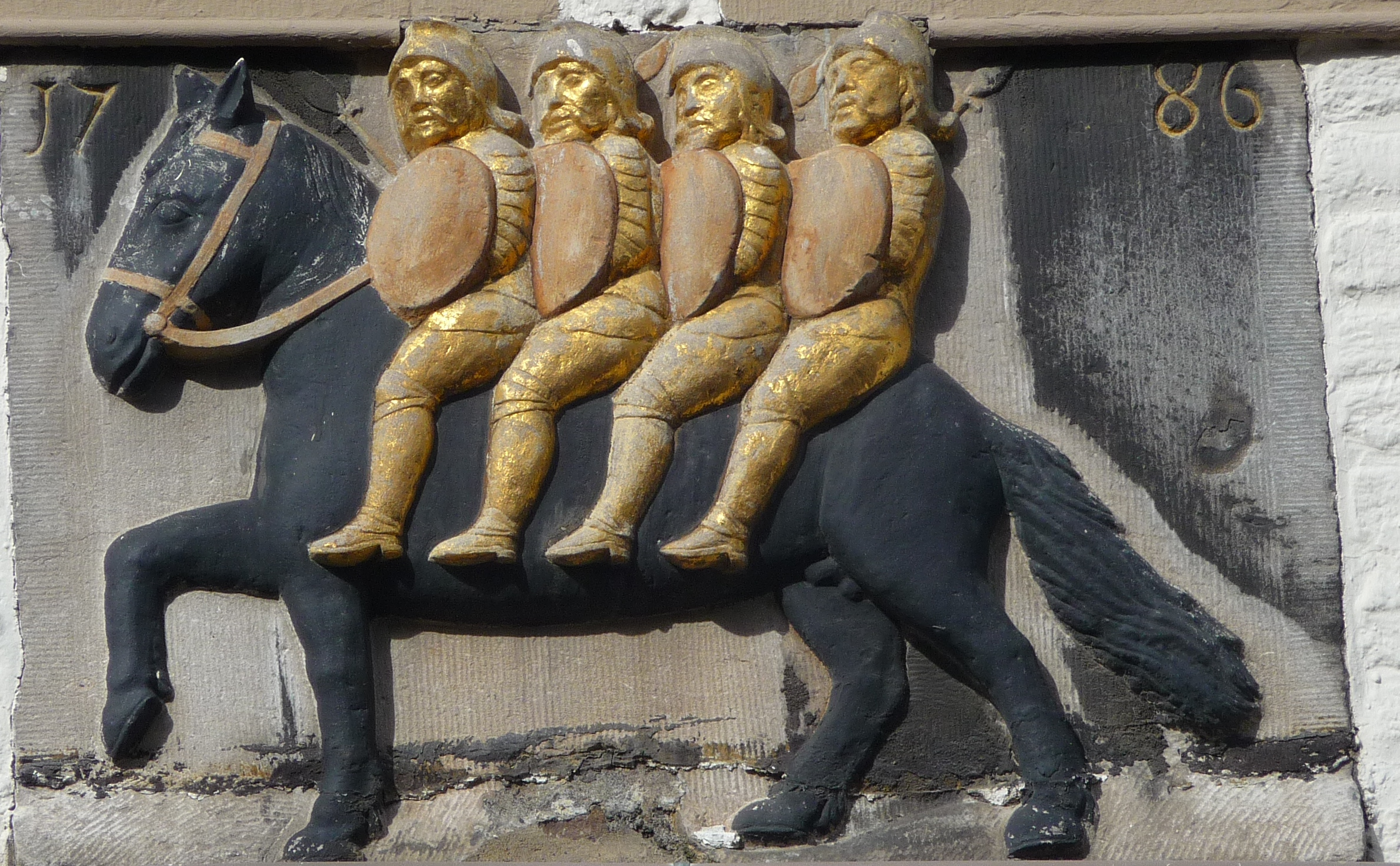
4 сына Эмона на одной лошади
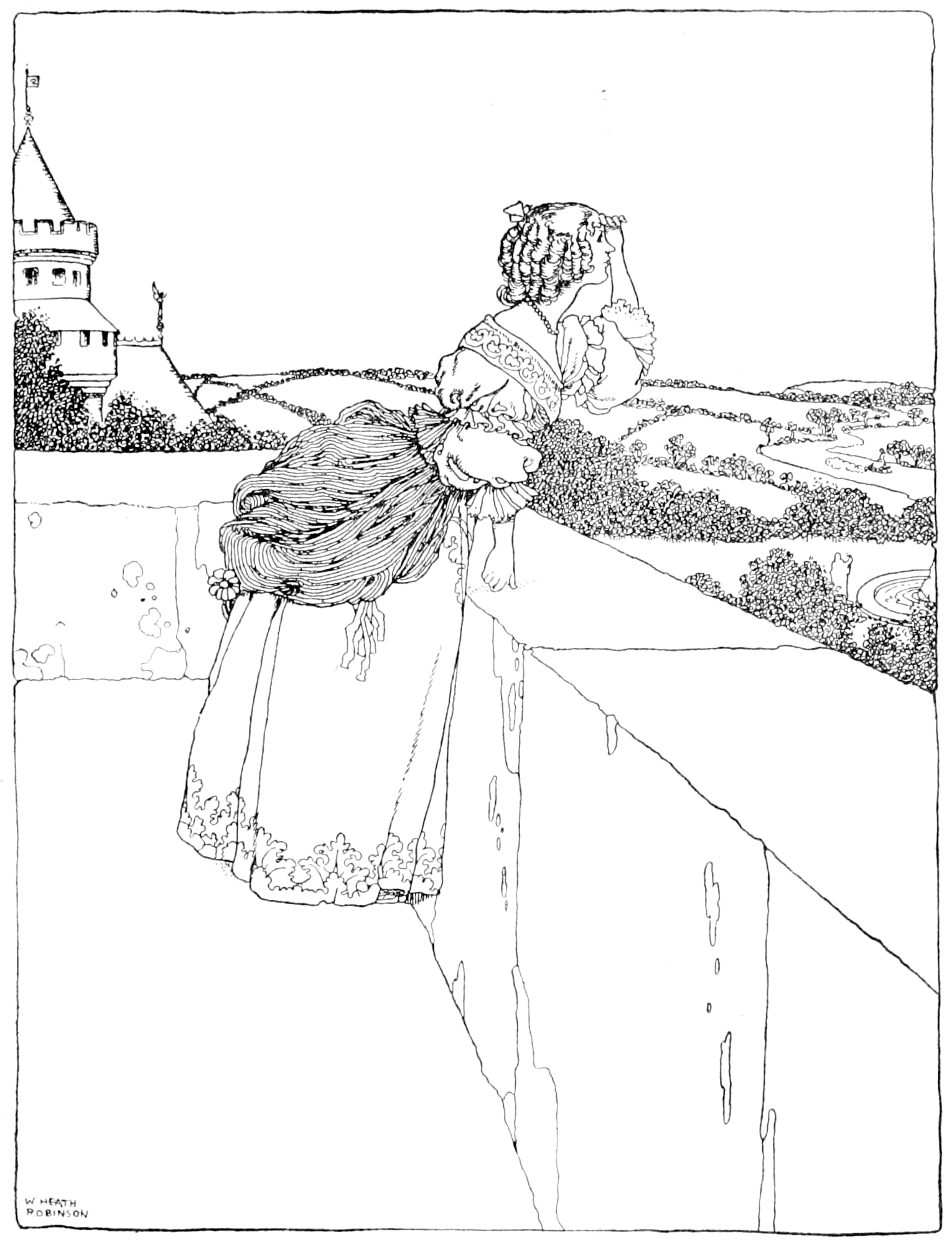
Сестрица Анна, иллюстрация XX века
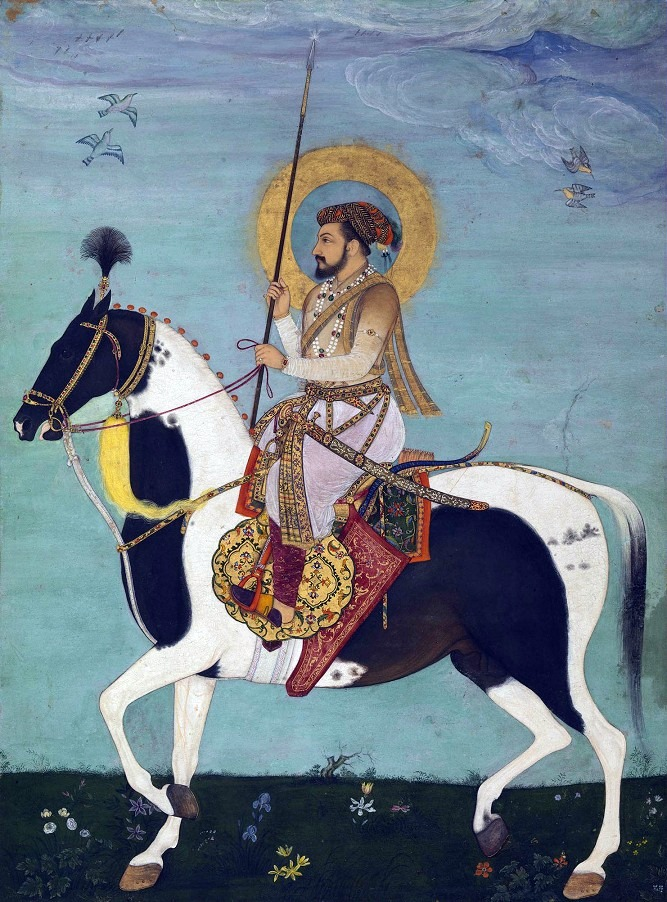
Шах-Джахан на индийской миниатюре XVII века
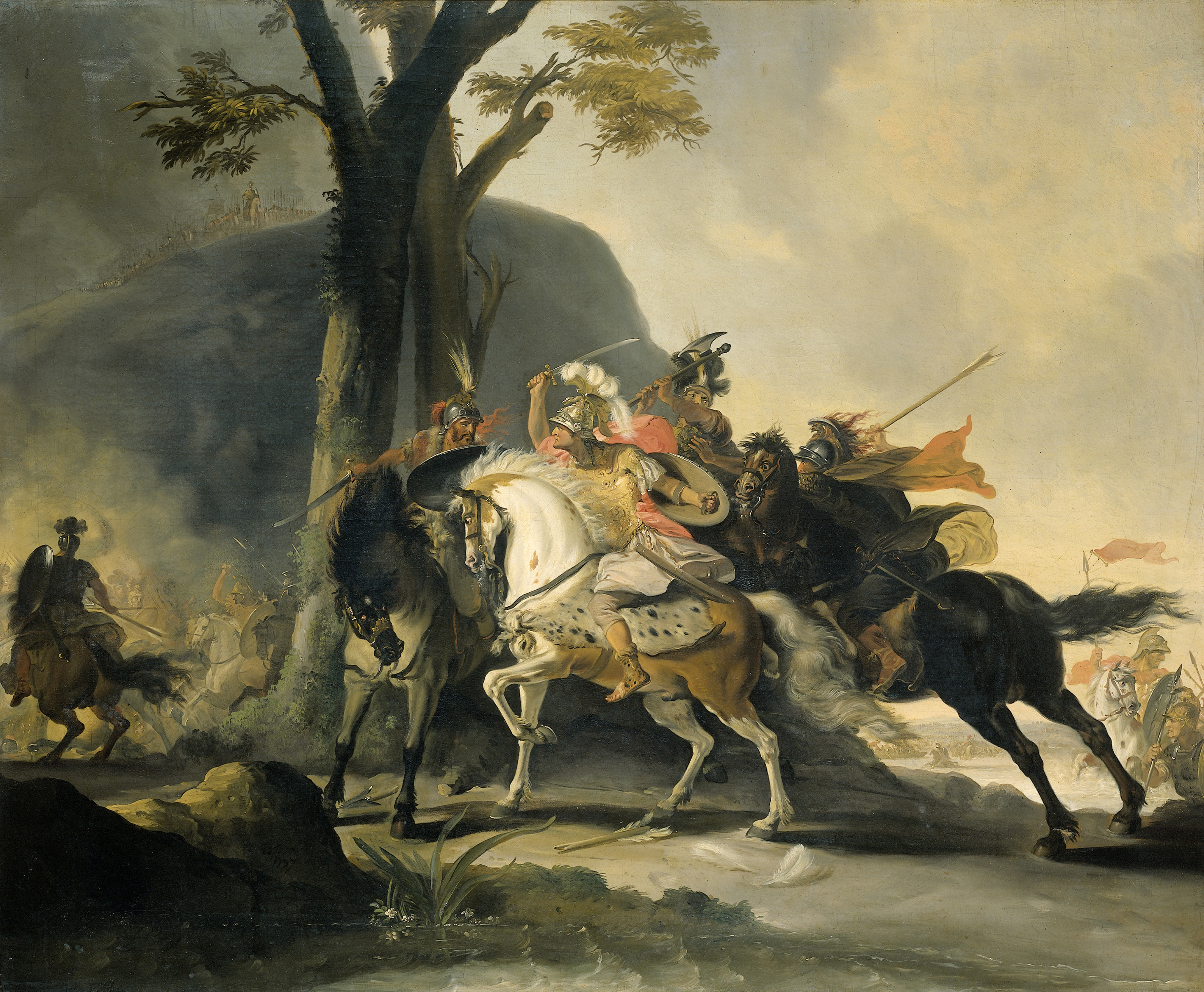
Александр Македонский на Буцефале на картине XVIII века

### XXIX. Погоня за снаряжением
| - Кэтти, горничная миледи (субретка) - Господин Кокнар, прокурор | - Ипполит — сын греческого мифического героя Тезея. Погиб из-за понесших лошадей. |

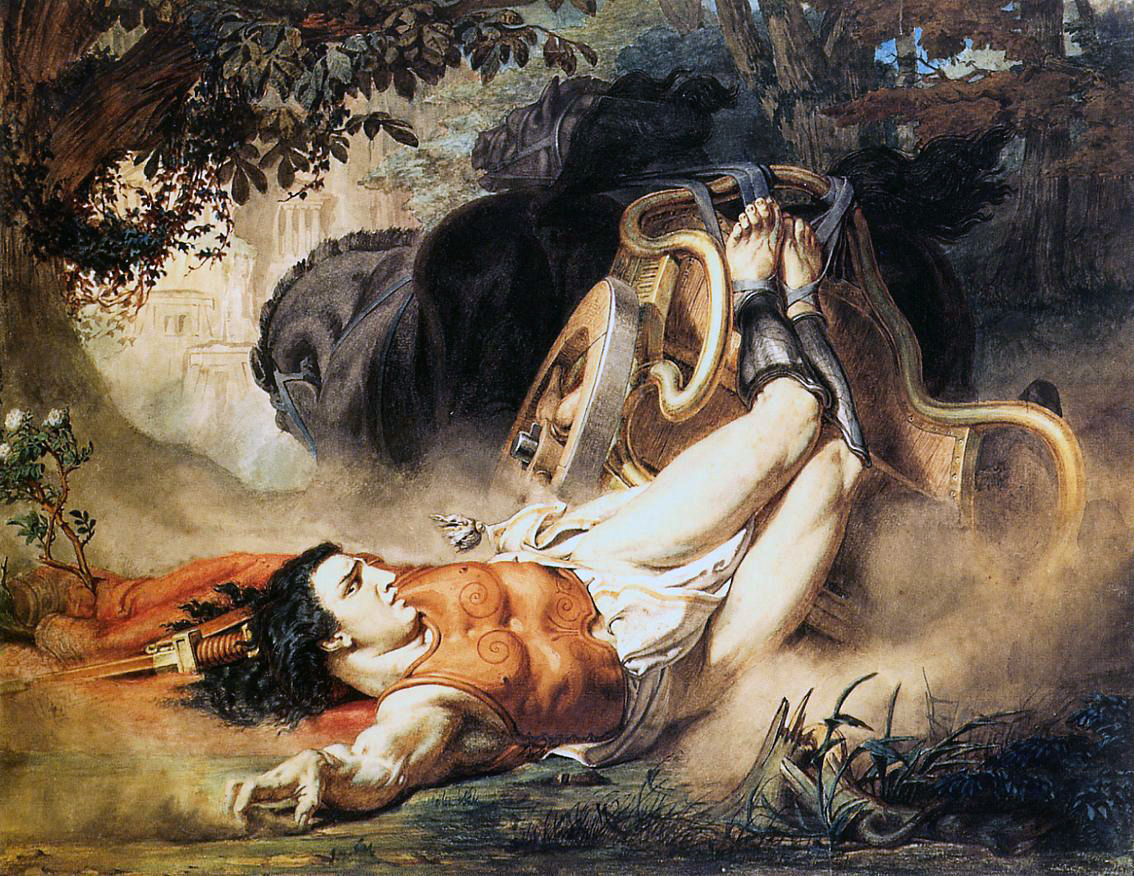
Смерть Ипполита, картина XIX века

### XXX. Миледи
| - нет новых | - нет новых |

## Часть вторая

### I. Англичане и французы
| - три секунданта лорда Винтера — возможно, один из них сопровождал его в гостинице | - сын миледи и покойного лорда Винтера — Джон Френсис Винтер (Мордаунт), важный персонаж второй части трилогии |

### II. Обед у прокурора
| - Высокий бледный писец с целой копной растрёпанных волос - Второй писец, пониже ростом - Третий писец, несколько повыше - Писец-подросток | - Лукулл — древнеримский гурман - Мольер - Гарпагон — персонаж пьесы Мольера «Скупой» |

### III. Субретка и госпожа
| - нет новых | - Госпожа де Гиз (Mme. de Guise) — в тот момент существовало несколько дам этой семьи, у Дюма, видимо, имеется в виду Генриетта Екатерина де Жуайез |

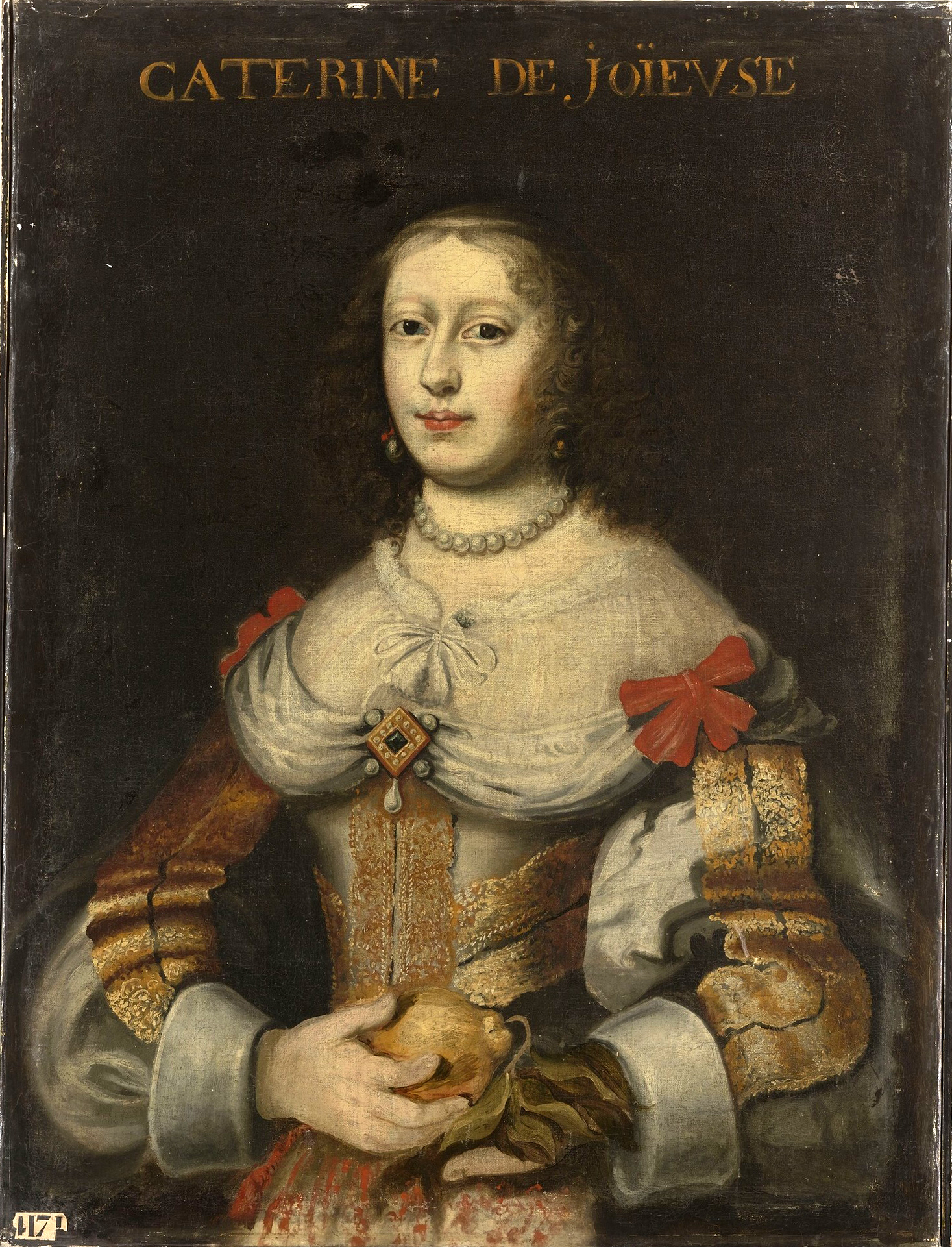
Генриетта Екатерина де Жуайез

### IV. В которой говорится об экипировке Арамиса и Портоса
| - Посланник герцогини де Шеврез из Тура («нищий») — граф и испанский гранд. То, что Шеврез помогают испанские дворяне — враги Франции, подтверждает её измену государственным интересам Франции и оправдывает сильный антагонизм, который к ней питал Ришельё. | - Герцог де Шон — в те годы им был Оноре д’Эльбре (1581—1649), брат герцога де Люиня, первого мужа герцогини де Шеврез. Видам Амьена, упомянутый выше в гл. XXVII. «Жена Атоса». |

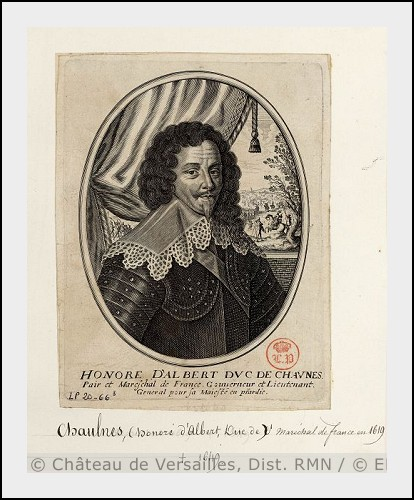
Оноре д’Эльбре

### V. Ночью все кошки серы
| - нет новых | - отец Атоса — граф де Ла Фер - мать Атоса — графиня де Ла Фер |

### VI. Мечта о мщении
| - нет новых | - Цирцея — персонаж греческой мифологии, колдунья, очаровавшая Одиссея |

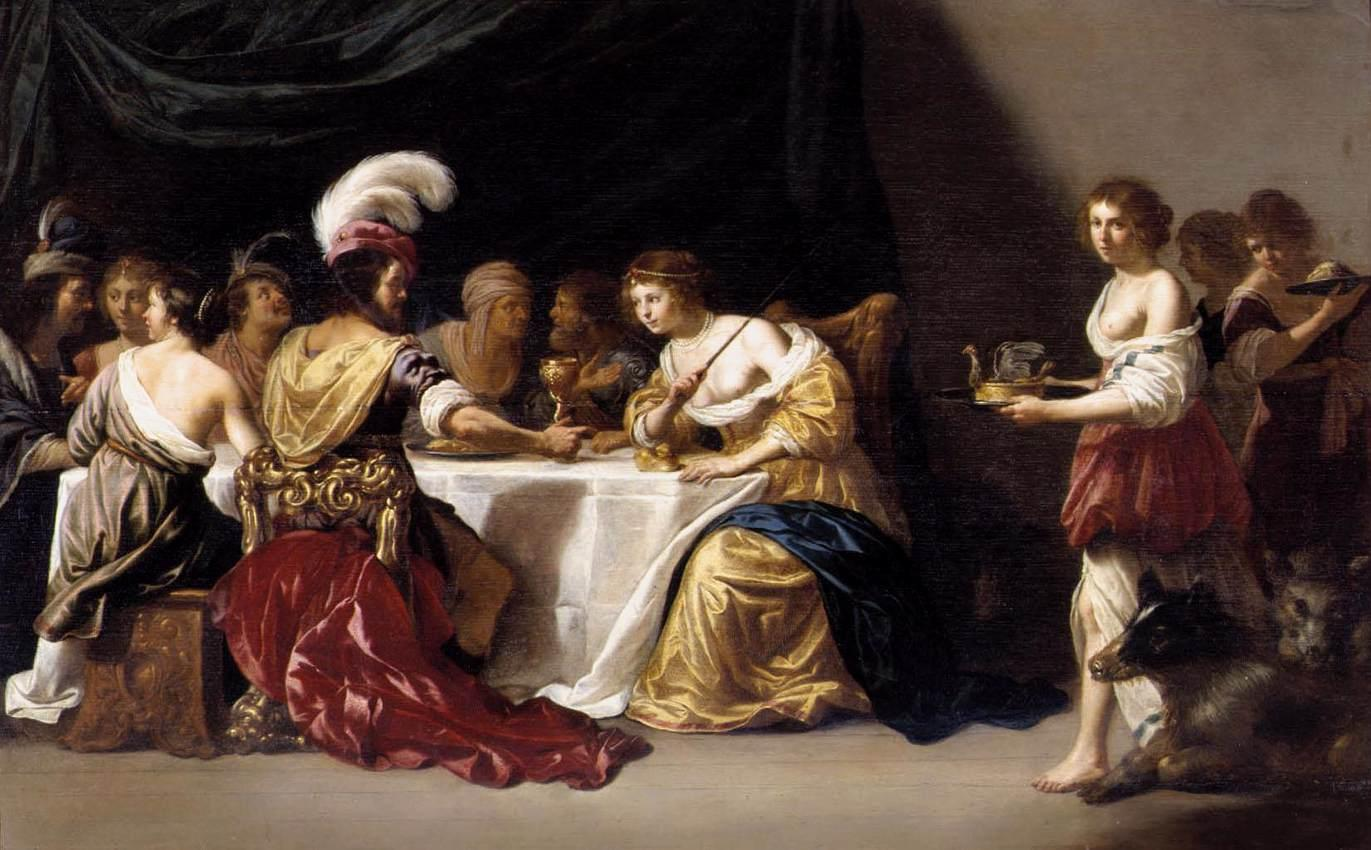
Цирцея на картине XVII века

### VII. Тайна миледи
| - нет новых | - нет новых |

### VIII. Каким образом Атос без всяких хлопот нашёл своё снаряжение
| - нет новых | - Поликрат — древнегреческий властитель, известный своей удачливостью. Боясь больших несчастий в будущем, решил откупиться от судьбы и бросил в море драгоценное кольцо. Однако вскоре ему была принесена рыба, которая, как оказалось, проглотила это кольцо. Через некоторое время Самос был захвачен врагами, а Поликрат убит. |

### IX. Видение
| - Ла Удиньер, капитан гвардии кардинала (La Houdinière) — Клод де Гойон дю Плесси-Ренар де ла Удиньер (Claude de Goyon du Plessis-Renard de la Houdinière) | - Крёз — древний царь, символ богатства |

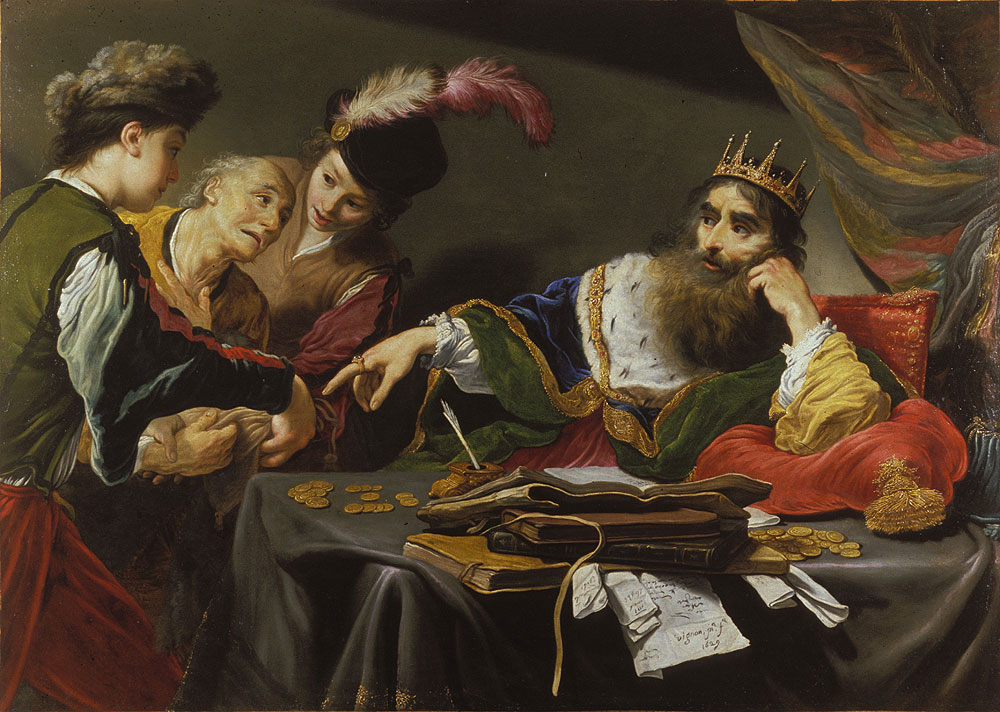
Крез на картине XVII века

### X. Грозный призрак
| - двое убийц, нанятых миледи. Имя одного из них — Бризмон (Brisemont), отравлен. | - нет новых |

### XI. Осада Ла-Рошели
| - два гвардейца, товарищи д’Артаньяна | - Жанна д'Арк - Герцог де Гиз — имеется в виду герцог Франсуа де Гиз, который отнял в 1558 году у англичан Кале после их двухсотлетнего владычества над этим городом. - Граф де Туарак — Жан де Сен-Бонне де Туара - Барон де Шанталь — Сельс-Бенинь де Рабютен-Шанталь (fr:Celse-Bénigne de Rabutin, baron de Chantal) - Госпожа де Севинье — знаменитая французская писательница, дочь предыдущего - Герцог Ангулемский — Шарль де Валуа (герцог Ангулемский). Внебрачный сын короля Карла XI и Мари Туше. Жил в царствование пяти французских королей. |

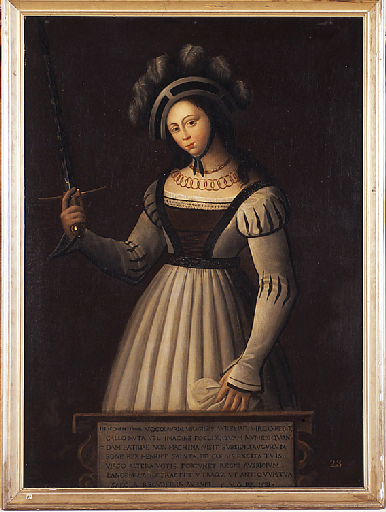
Жанна д'Арк
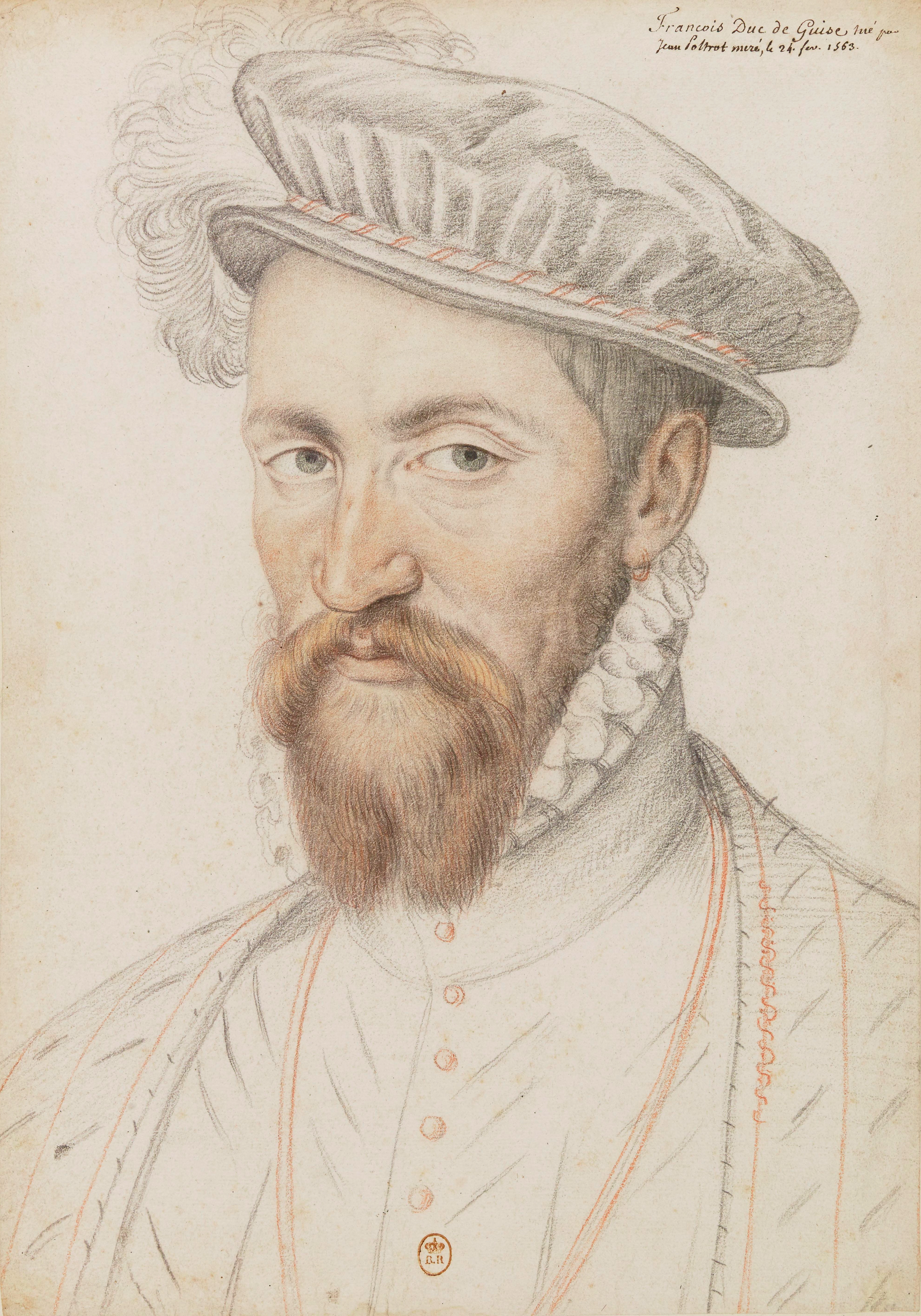
Франсуа де Гиз
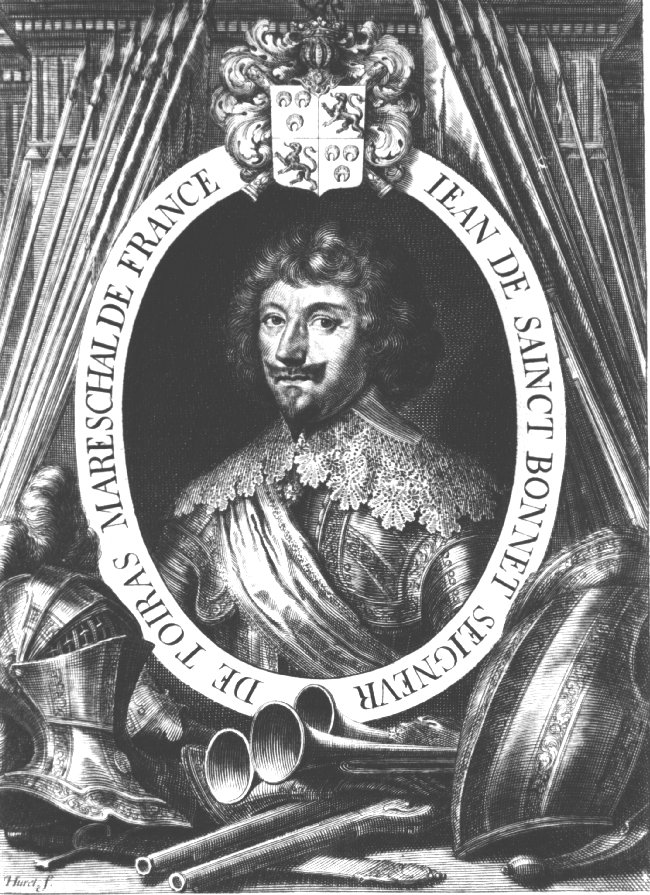
Туара
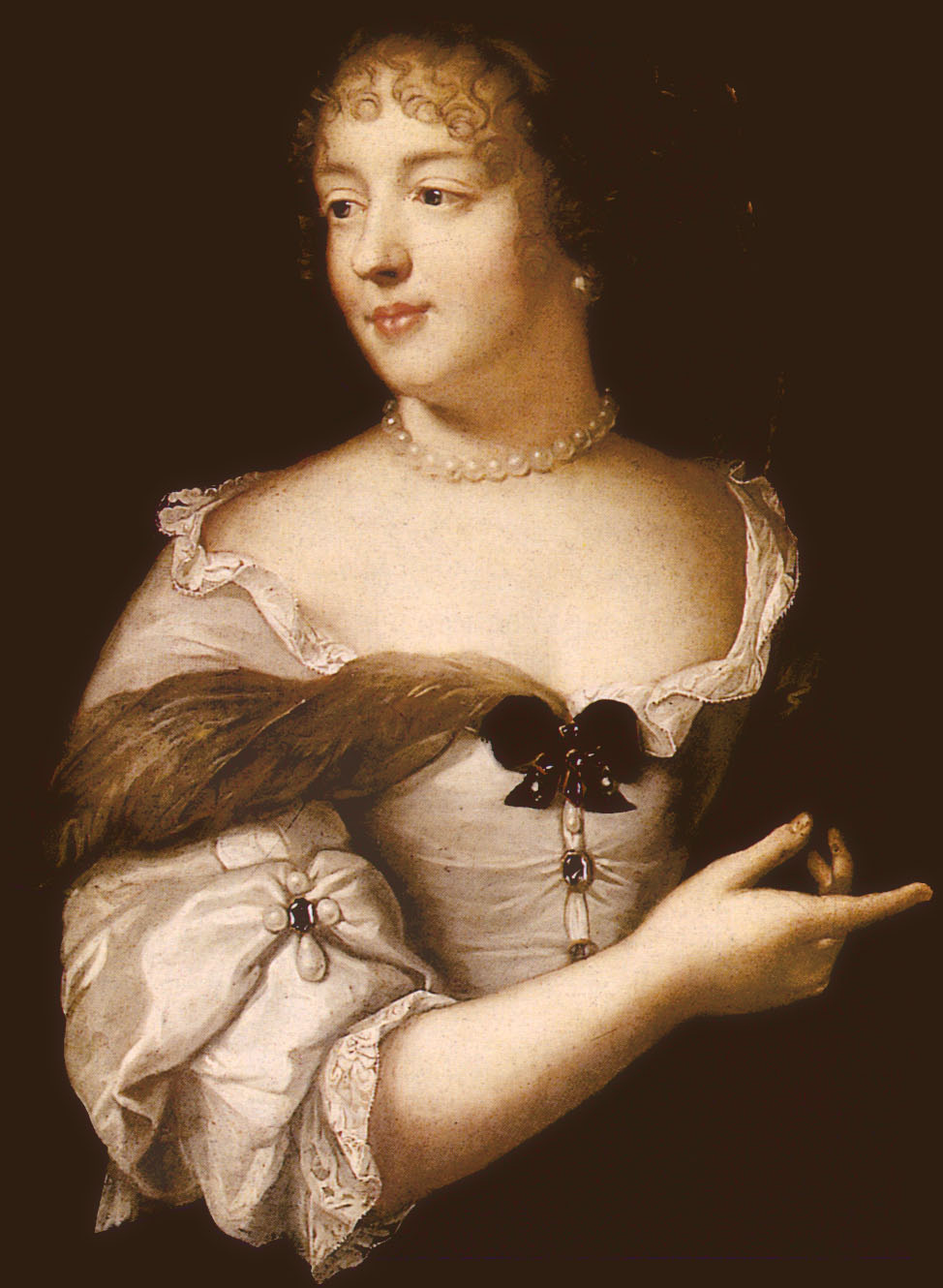
Мадам де Севинье
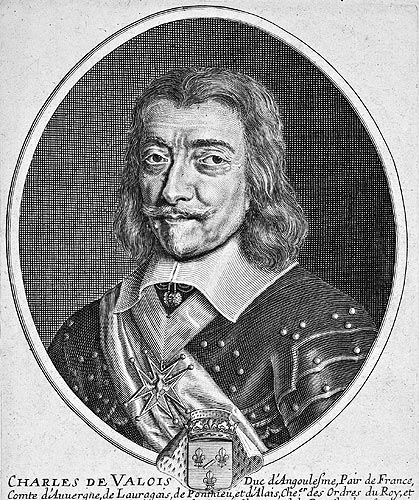
Герцог Ангулемский

- Севенские драгонады — жестокие военные экзекуции, устроенные Людовиком XIV над протестантами. Своё название они получили от того, что возлагались на драгун. В Севенне (Cévennes) это случилось в сентябре 1685 года.
- Нантский эдикт давал протестантам права во Франции.Отменён он был уже Людовиком XIV — 17 октября 1685 года Людовик XIV подписал в Фонтенбло эдикт об отмене Нантского эдикта. Документ этот был составлен канцлером Летеллье.

### XII. Анжуйское вино
| - два гвардейца, друзья д’Артаньяна, приглашённые им на пирушку - Фурро (Fourreau), слуга одного из гвардейцев | - Шомберг — Анри де Шомберг (fr:Henri de Schomberg) - Годо, трактирщик гг. мушкетёров (Godeau) - комендант Виллеруа — ? |

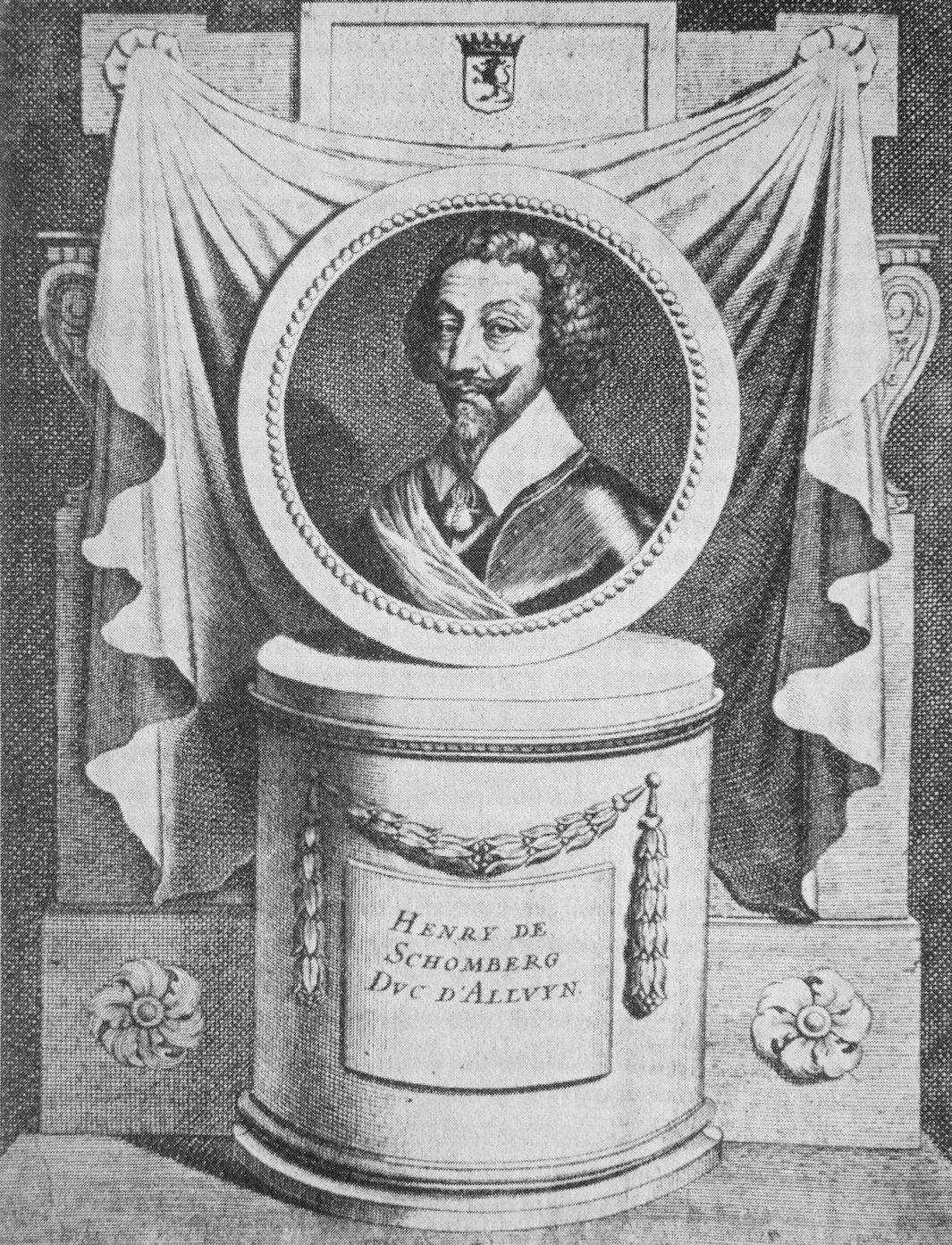
Анри де Шомберг

### XIII. Трактир «Красная Голубятня»
| - оруженосец кардинала - трактирщик | - Монтегю, курьер Бэкингема — видимо, Уолтер Монтегю (en:Walter Montagu), которого герцог действительно посылал в Ла-Рошель |

### XIV. О пользе печных труб
| - капитан корабля, на котором миледи отправилась в Англию | - Буа-Робер — Франсуа де Буаробер, прелат, известный писатель, кардиналист. - Маркиз де Ботрю — Гийом Ботрю, граф де Серран (fr:Guillaume Bautru, Comte de Serrant; 1588—1665) — поэт, агент Ришельё - Супруга коннетабля — последним коннетаблем Франции (должность упразднена с его смертью в 1626) был Франсуа де Бонн. Очевидно, имеется в виду Мари Виньон (fr:Marie Vignon), которая стала его женой после смерти его первой супруги. Сама же Мари до этого была женой трактирщика в Гренобле (убит), и многолетней любовницей коннетабля, прижившей с ним нескольких детей, позже узаконенных. Своих дочерей коннетабль поочерёдно выдавал за сеньора де Креки, упомянутого выше. - Кавалер де Гиз (встречается вариант перевода «герцог») — в докладе Ботрю и Буаробера написано «молодой герцог». В тот период (бал должен был прийтись на 1625 год) герцогом был Карл I де Гиз, однако он не был молод и будучи в изгнании, отсутствовал в Париже. Молод был его наследник, принц Франсуа де Жуанвиль (1612—1639), однако он не мог зваться «герцогом». «Шевалье де Гизом» звали младшего брата Карла I — Франсуа Александра, который, однако, погиб на дуэли ещё в 1614. Видимо, речь идет всё-таки о Жуанвиле, который не стал герцогом из-за того, что умер раньше отца. - Белая Дама (Dame blanche) — привидение в Лувре. - Равальяк — убийца короля Генриха IV. Жена короля Мария Медичи многими подозревалась в причастности к этому убийству. Дворец правосудия сгорел через 8 лет после убийства, в 1618 году. - Жак Клеман — убийца короля Генриха III. - Мадемуазель де Монпансье — имеется в виду Катрин де Гиз, герцогиня де Монпансье, дочь Франсуа де Гиза. Хвасталась своей причастностью к убийству Генриха III. |

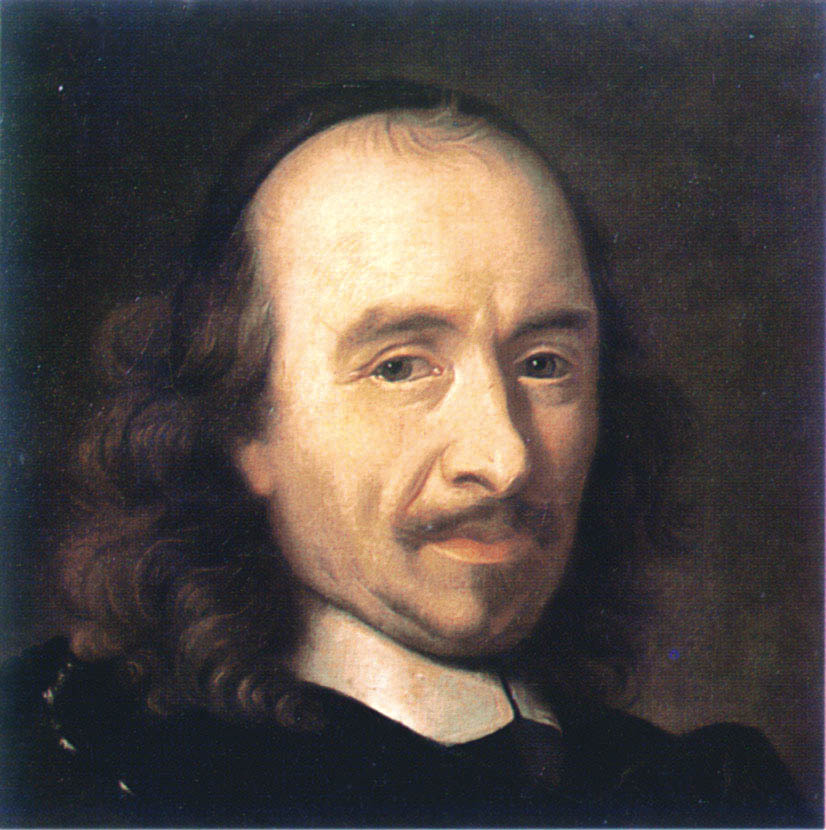
Буаробер
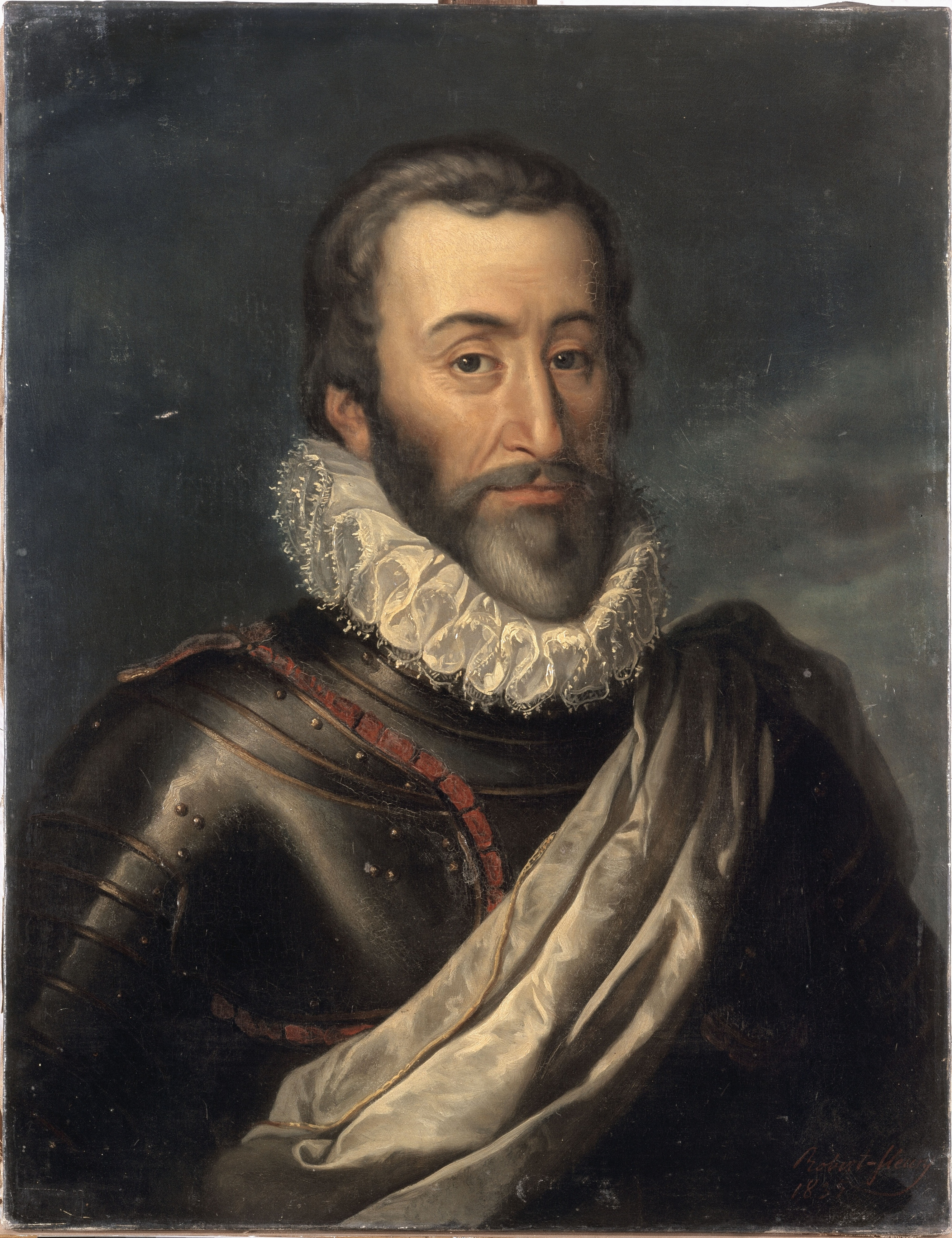
Франсуа де Бонн
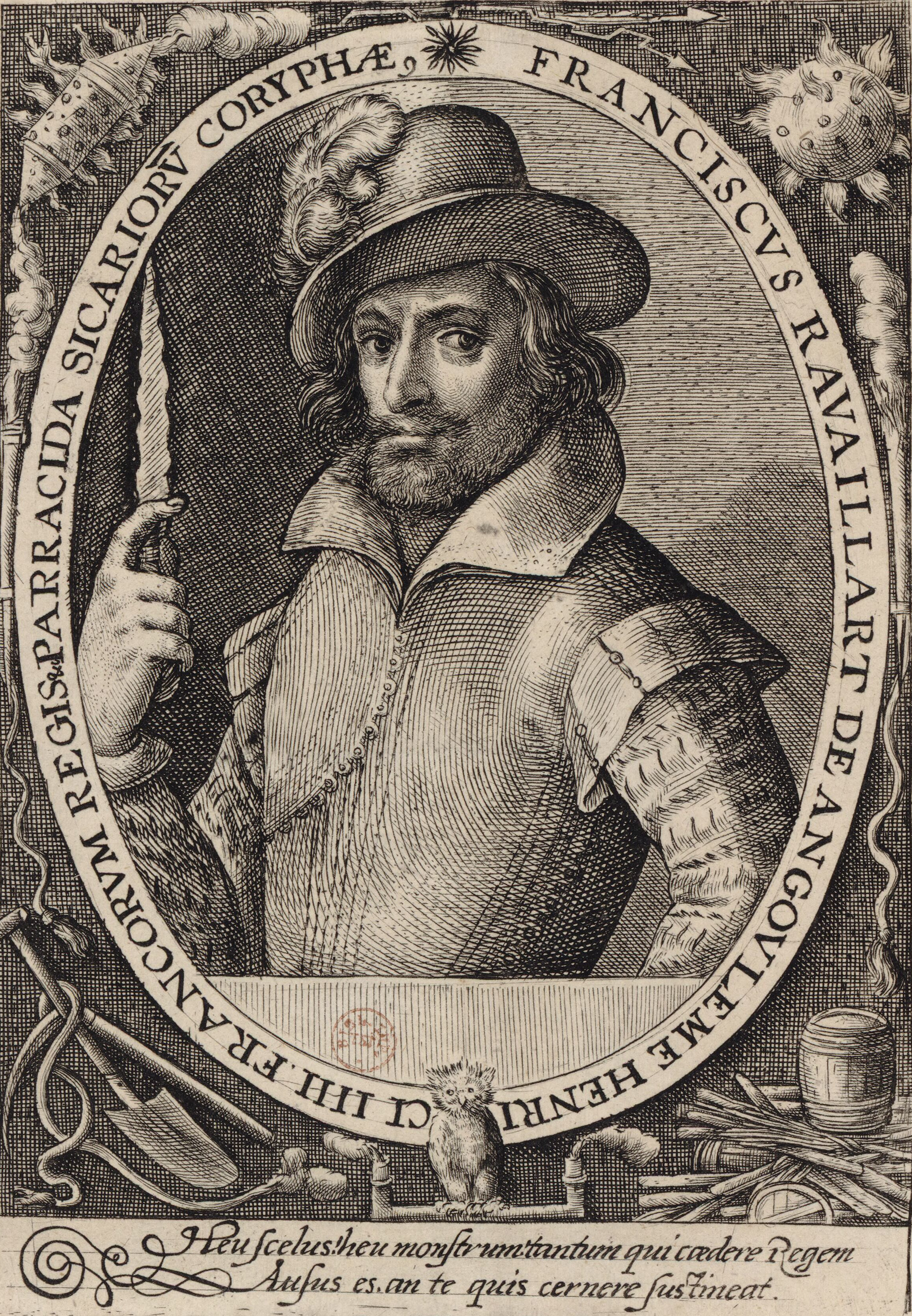
Равальяк
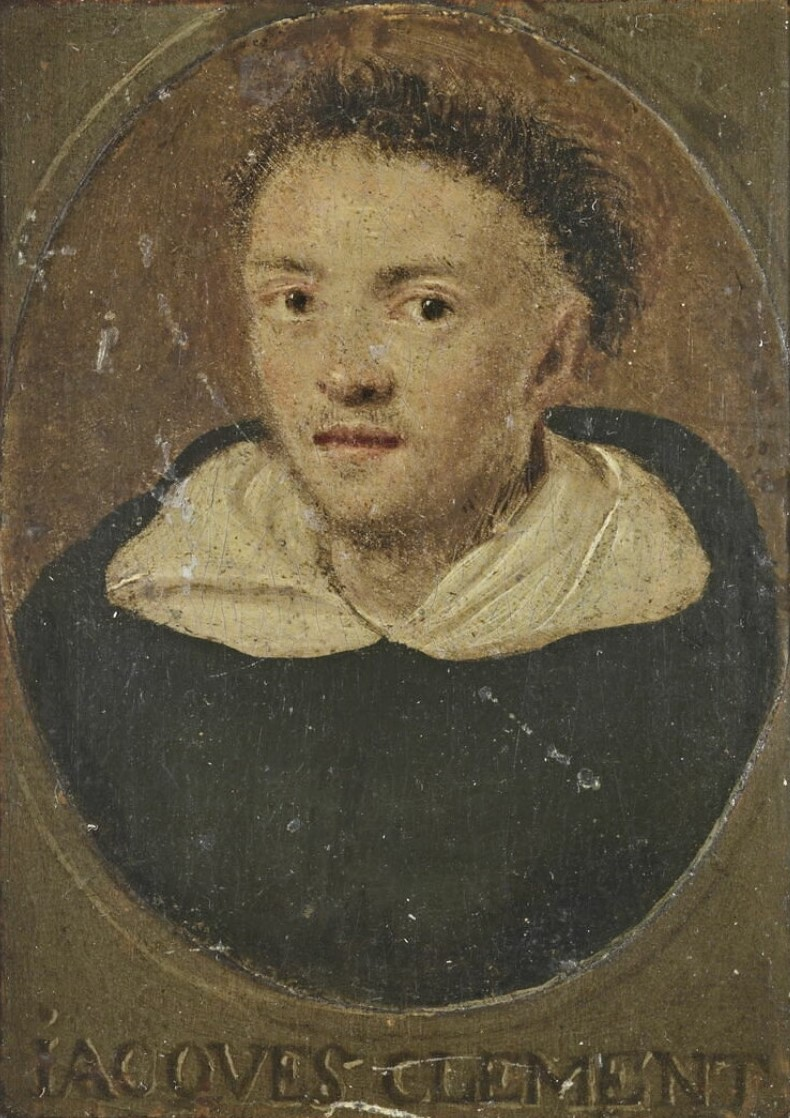
Жак Клеман

### XV. Супружеская сцена
| - нет новых | - нет новых |

### XVI. Бастион Сен-Жерве
| - Господин де Бюзиньи (Busigny) — кавалерист в таверне «Нечестивец», участник пари - Швейцарец, там же - Драгун, там же - Четвёртый участник, игравший во всей этой сцене немую роль - Трактирщик | - нет новых |

### XVII. Совет мушкетёров
| - нет новых | - Магомет — пророк Мухаммед |

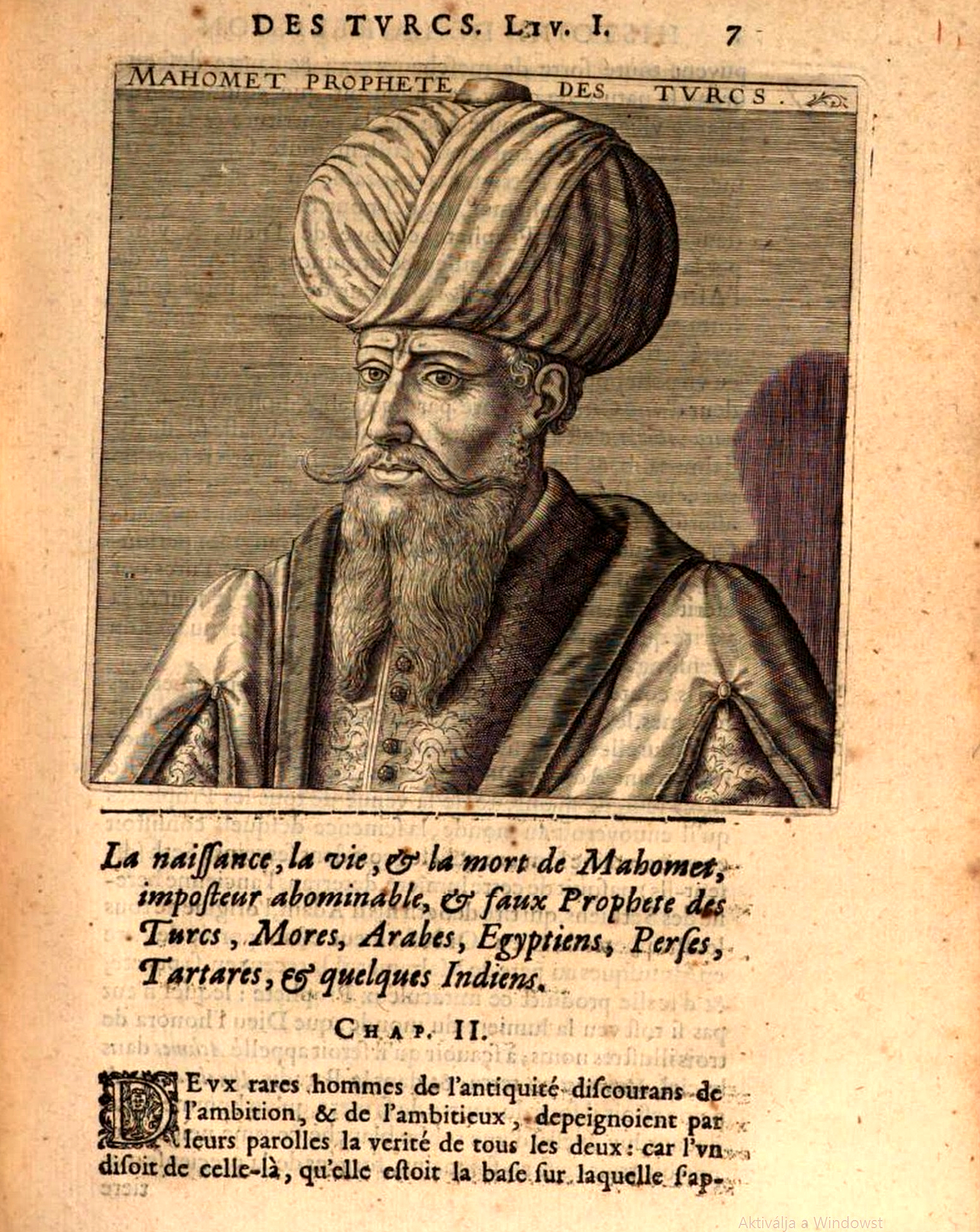
Пророк Магомет на французской гравюре XVII века

### XVIII. Семейное дело
| - нет новых | - Государственный секретарь — во Франции было 4-5 государственных секретарей различных департаментов одновременно - Сикст V — папа римский XVI века - Нестор — царь Пилоса, древнегреческий мифический мудрец |

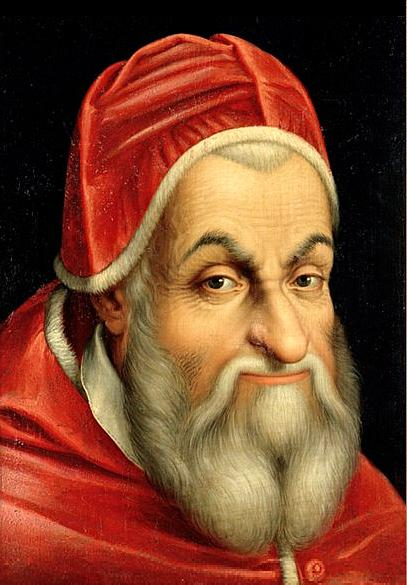
Сикст V
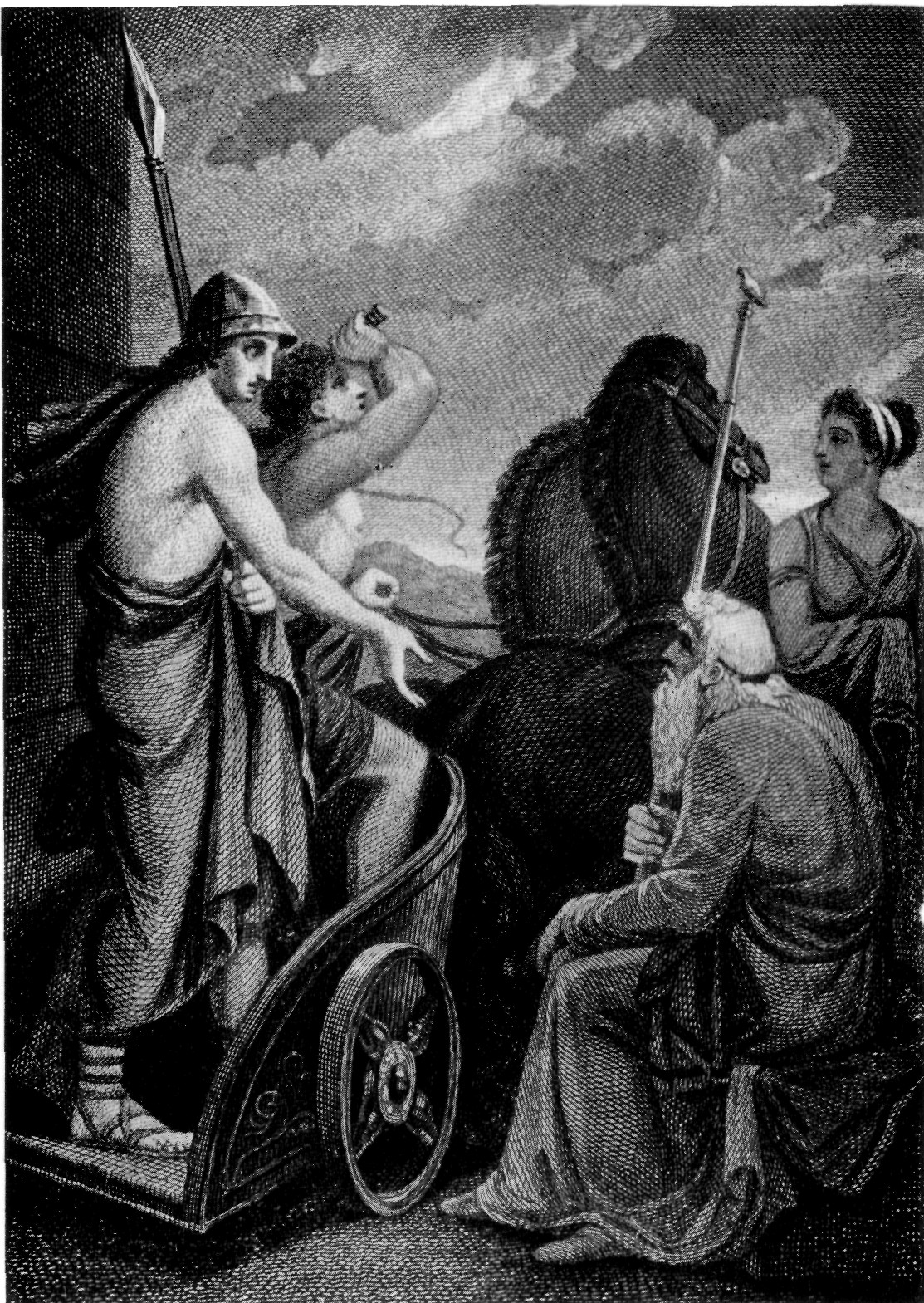
Нестор на гравюре XVIII века

### XIX. Злой рок
| - Джон Фельтон — убийца Бэкингема, реальное историческое лицо. Лорду Винтеру, разумеется, не служил. | - нет новых |

### XX. Беседа брата с сестрой
| - нет новых | - нет новых |

### XXI. Офицер
| - нет новых | - мэр Ла-Рошели — Жан Гитон - Робеспьер - Тристан — Луи Тристан Лермит (fr:Louis Tristan L'Hermite), старший прево Людовика XI - один из жителей Ла-Рошели, который сумел перейти линию королевских войск c письмом — ? - Марион Делорм — знаменитая куртизанка, любовница кардинала - Медуза — Горгона Медуза, мифическое чудовище |

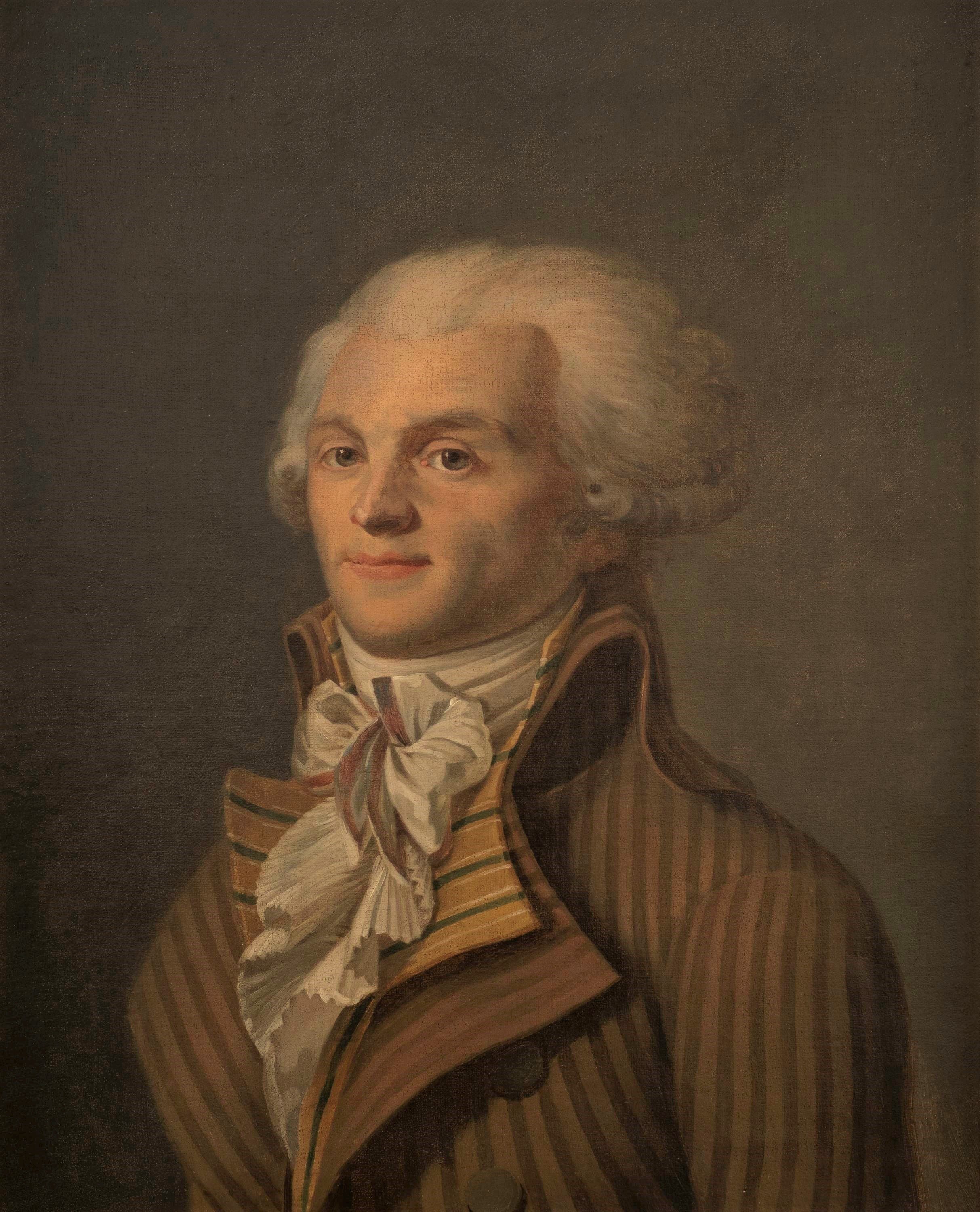
Робеспьер

### XXII. Первый день заключения
| - Солдат, охраняющий миледи | - нет новых |

### XXIII. Второй день заключения
| - Женщина, которую послали прислуживать миледи - Часовой у двери миледи | - Мессалина, римская императрица, синоним разврата - Леди Макбет, жена шотландского короля Макбета, выведенная у Шекспира, синоним женской злокозненности |

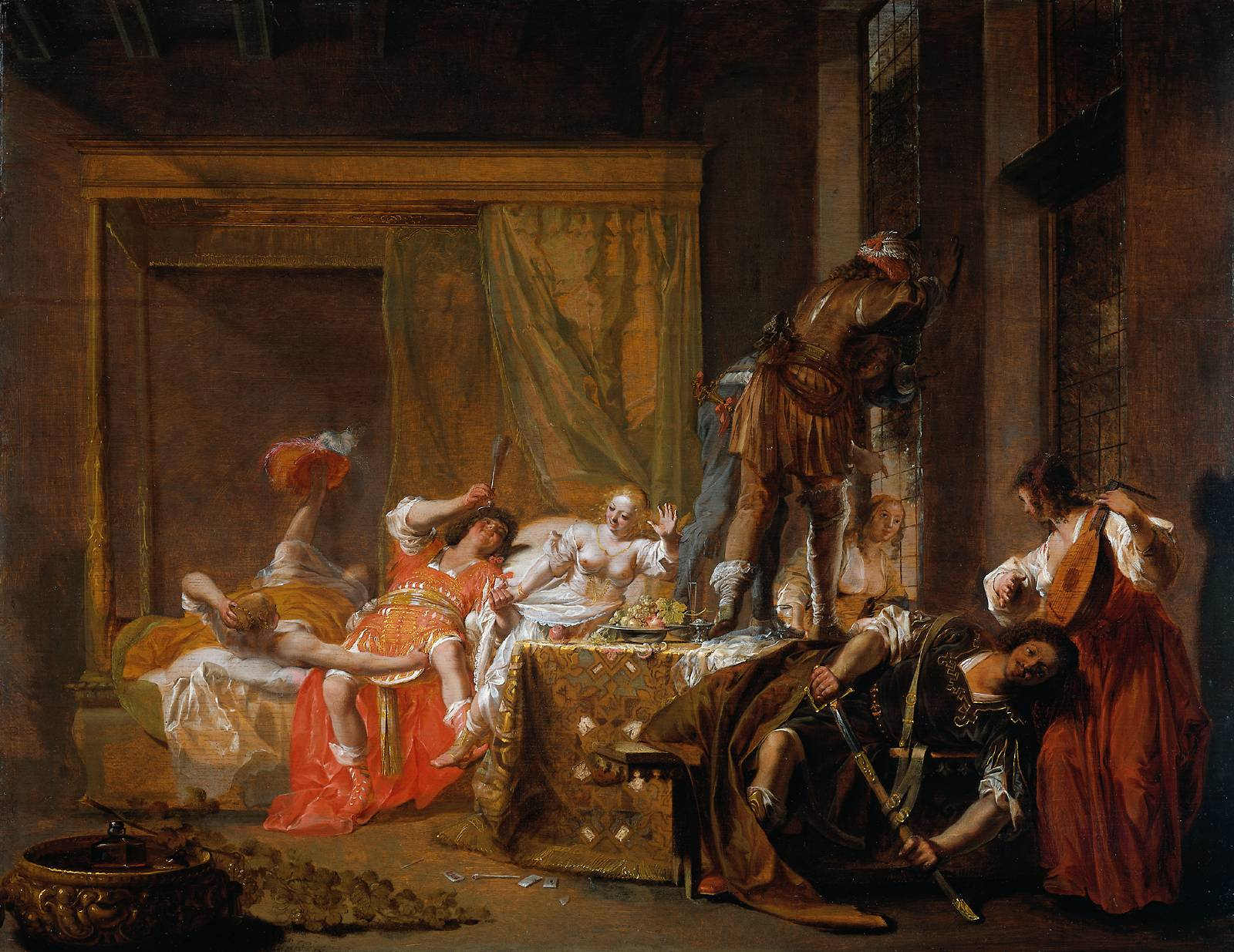
Мессалина в борделе на картине XVII века
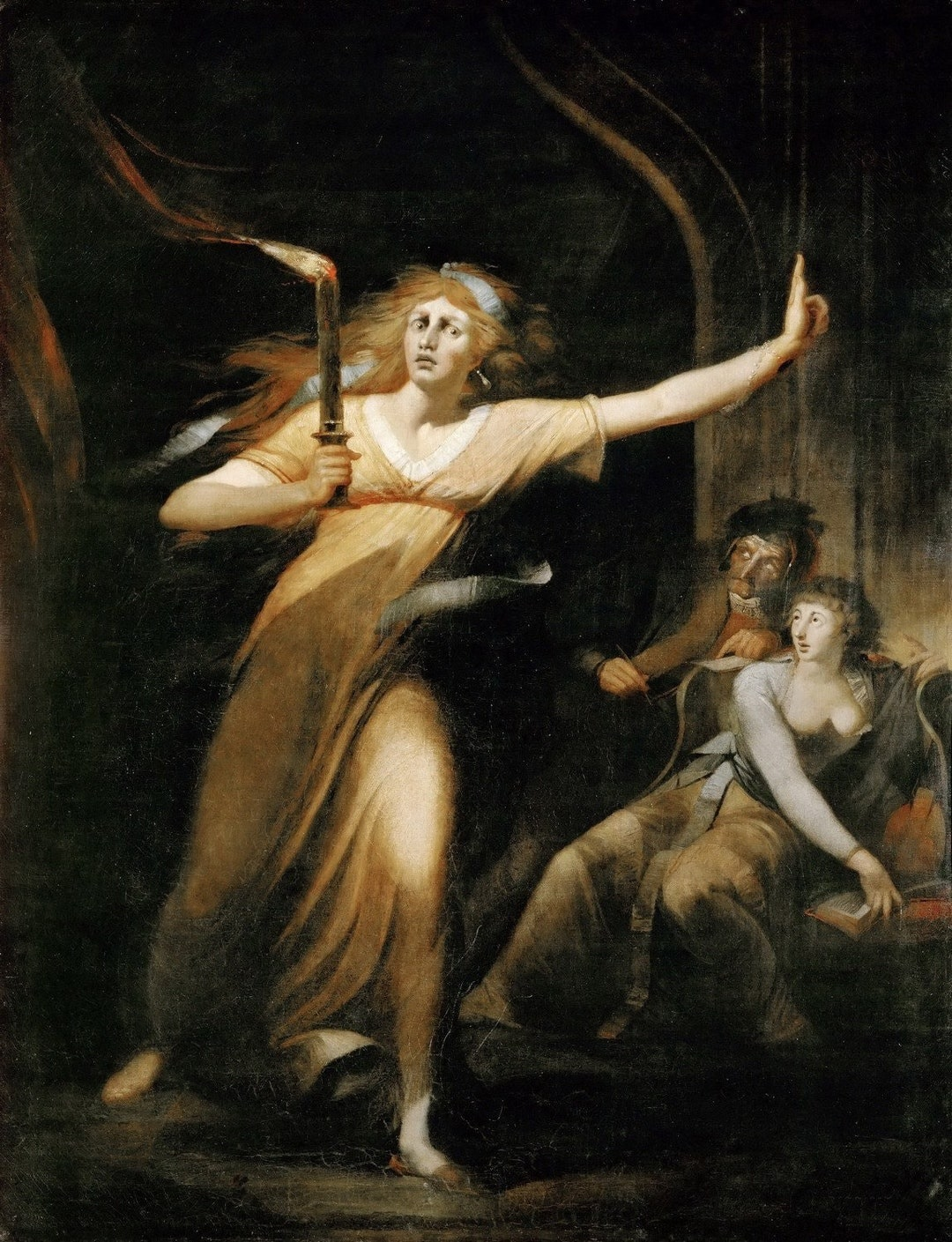
Леди Макбет на картине XVIII века

### XXIV. Третий день заключения
| - нет новых | - нет новых |

### XXV. Четвёртый день заключения
| - нет новых | - Ваал — языческое божество - Элоа — прекрасный ангел, родившийся из слезы Иисуса, упавшей у гробницы Лазаря. Выведен в сочинении Альфреда де Виньи «Элоа, или Сестра ангелов» («en:Éloa, ou La sœur des anges», 1824) о любви девы-ангела к Люциферу. Мольбой о сострадании падший ангел увлекает Элоа, соблазняет её и губит Указаний на то, откуда де Виньи взял этот образ — нет, так что вероятно, Фельтон не мог знать об Элоа. - Астарта — Иштар, языческая богиня любви - Велиал — демон - Сарданапал — древний царь, пример разврата - Олоферн — царь, враг иудеев, убитый Юдифью |

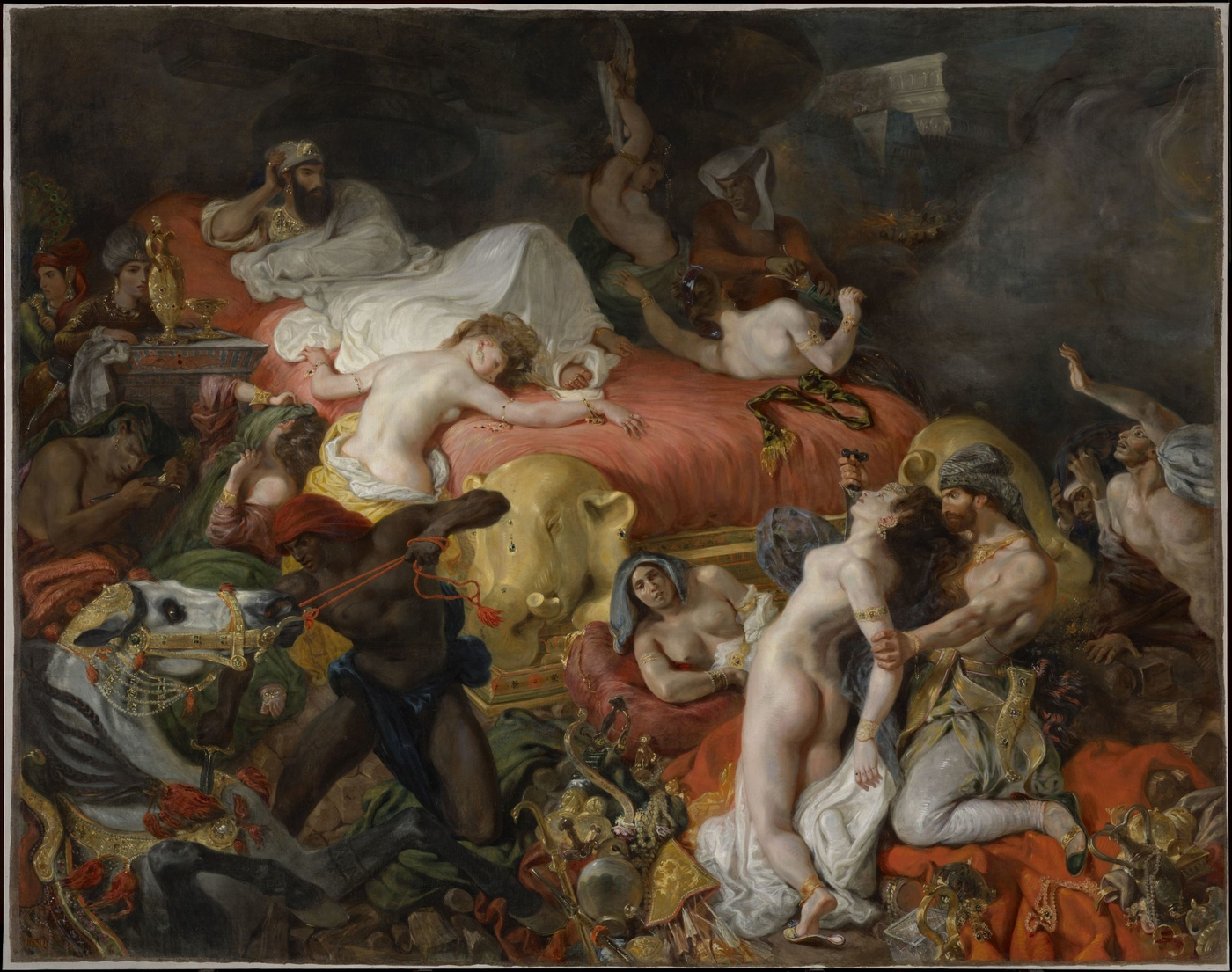
Сарданапал на картине XIX века
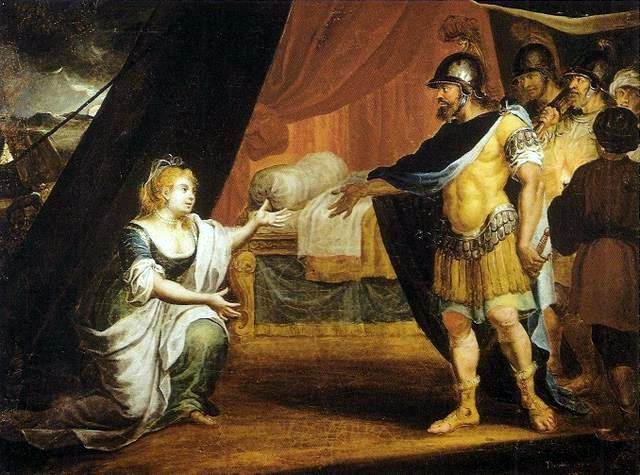
Встреча Юдифи и Олоферна, картина XIX века

### XXVI. Пятый день заключения
| - Часовой у дверей миледи | - Лукреция — добродетельная римлянка, которая была изнасилована сыном царя. Дождалась мужа, рассказала ему о своём бесчестье и покончила с собой. Её смерть привела к свержению монархии в Древнем Риме. - Секст — Секст Тарквиний, её насильник |

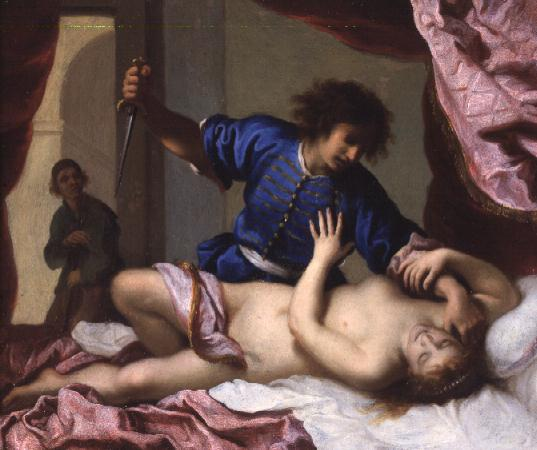
Изнасилование Лукреции Секстом

### XXVII. Испытанный приём классической трагедии
| - Сержант из дозора | - Испанская инфанта — Мария Анна Испанская, дочь испанского короля, сестра Анны Австрийской. Рассматривалась в качестве невесты Карла, принца Уэльского, но брак не состоялся из-за религиозных противоречий. Позже стала императрицей Священной Римской империи, а Карл женился на сестре Людовика XIII. |

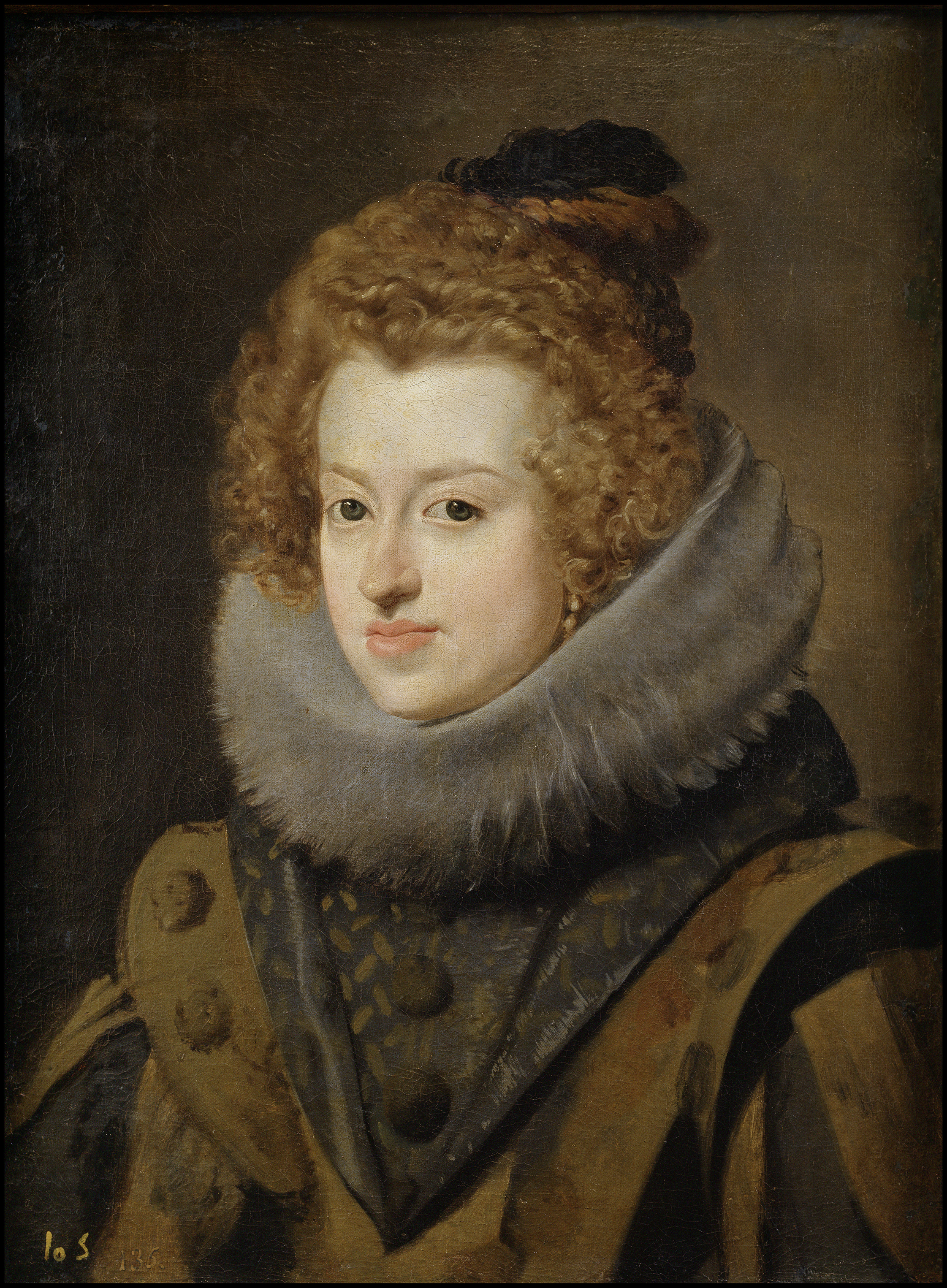
Мария Анна Испанская

### XXVIII. Побег
| - Капитан шхуны Джек Бутлер. | - Иуда Маккавей — древнееврейский борец за свободу |

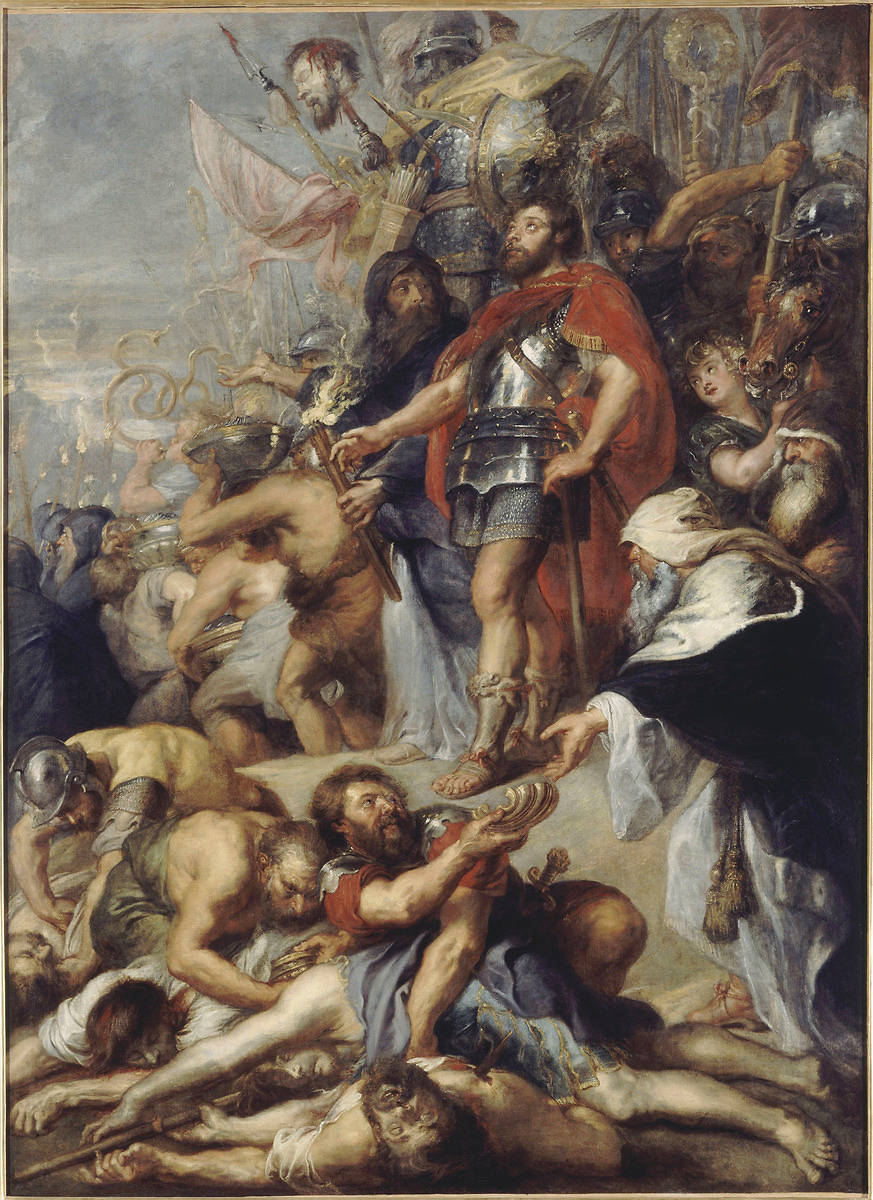
Иуда Маккавей на картине Рубенса

### XXIX. Что происходило в Портсмуте 23 августа 1628 года
| - Начальник караула - Принц де Субиз — Бенжамен де Роган, герцог де Субиз, один из лидеров гугенотов - Врач герцога Бэкингема | - нет новых |

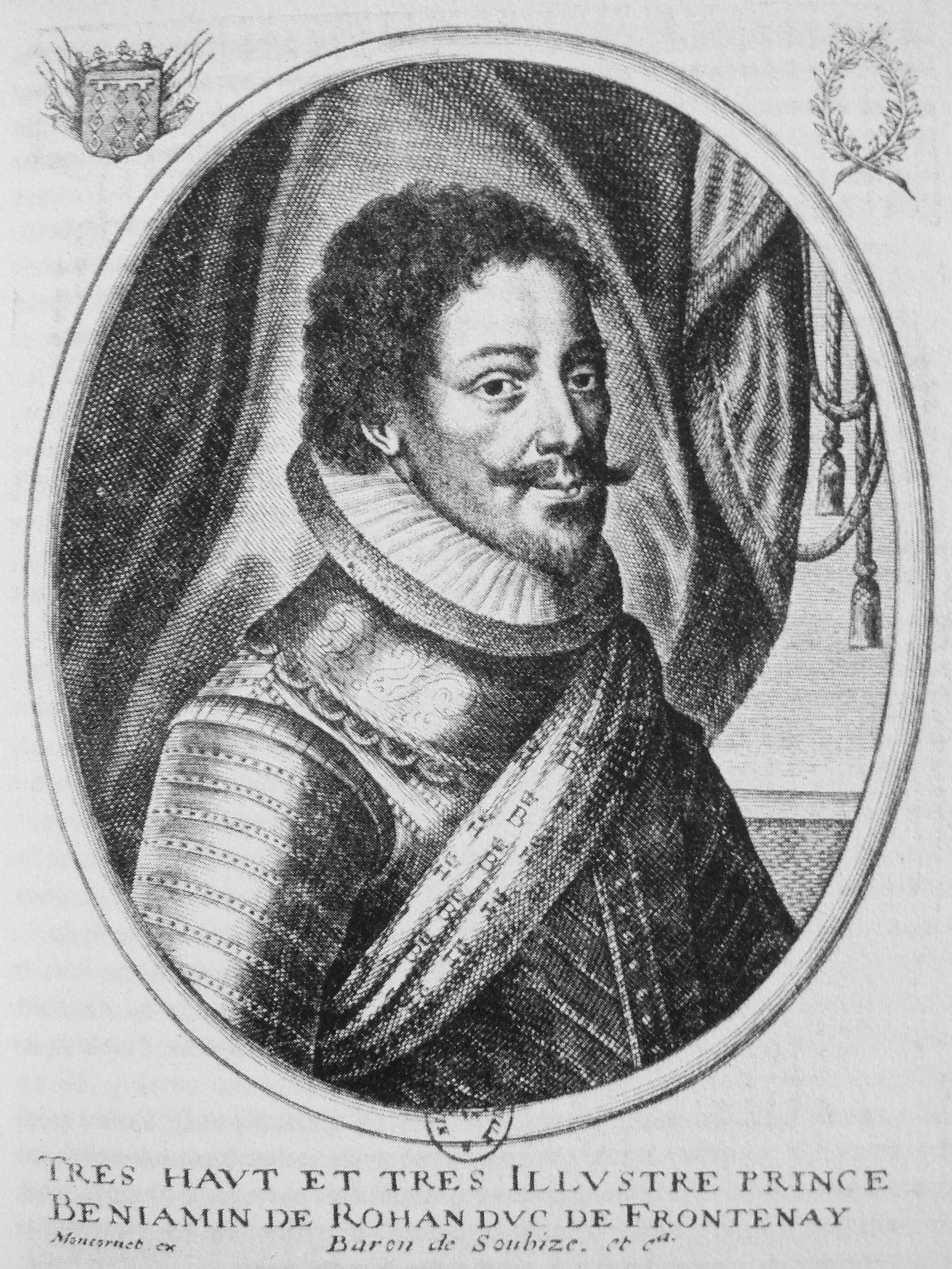
Субиз

### XXX. Во Франции
| - Настоятельница Бетюнского монастыря - Конюх в гостинице «Золотая Борона» в Аррасе | - Датские послы — ? - Голландский посол — ? - Святой Людовик — король Франции Людовик IX (13 век), покровитель одноименных французских королей, своих потомков. - Герцог де Люинь — Шарль д’Альбер Люинь, к тому времени уже покойный фаворит Людовика XIII — его «дядька»-воспитатель, обладавший над ним невероятной властью. Первый муж герцогини де Шеврез. |

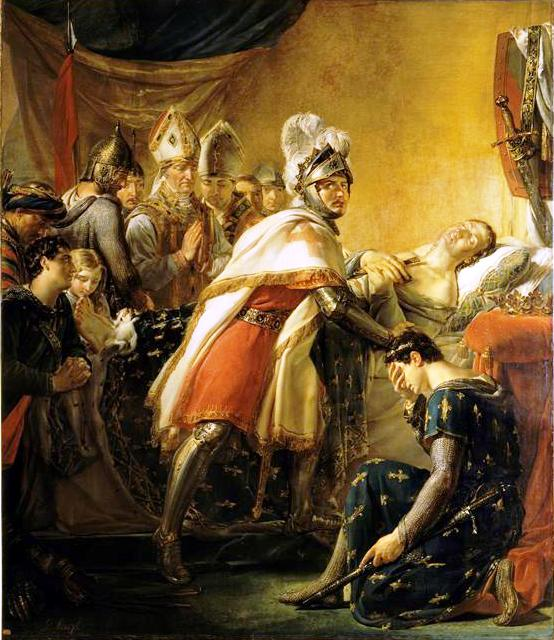
Людовик Святой на картине XIX века
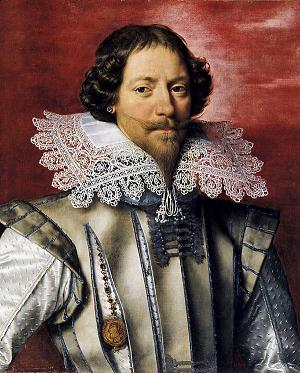
Герцог де Люинь

### XXXI. Монастырь кармелиток в Бетюне
| - Начальник порта в Булони — ? | - Господин Дюжар (Dujart) — Франсуа де Рошешуар (Francois de Rochechouart, Commandeur de Jars; ум. 1676). Противник Ришельё, был осуждён на смерть из-за участия в заговоре Шале, но помилован. Изгнан из Франции, обосновался в Англии. Третий сын Франсуа (François I de Rochechouart, seigneur de Jars, de la Brosse et de Breviande, ум. 1596) - Господин де Ловиньи (Louvigny — в русских изданиях встречается «Сувиньи») — мушкетёр. Свидетельств о существовании мушкетёра с таким именем нет. Был титул графов де Ловиньи (Comte de Louvigny), до 18 марта 1628/29 года им был Роже де Грамон (Roger de Gramont, comte de Louvigny), погибший на дуэли; титул, возможно, унаследовал его брат Антуан де Грамон (персонаж «20 лет спустя»), или следующий по очерёдности брат. - Господин де Куртиврон (Courtivron) — мушкетёр. То же. Титул маркизов де Куртиврон (Marquis de Courtivron; учреждён в 1698) принадлежал фамилии Креки. - Господин де Ферюссак (Férussac) — мушкетёр. То же. |

### XXXII. Две разновидности демонов
| - нет новых | - нет новых |

### XXXIII. Последняя капля
| - Слуга Рошфора | - нет новых |

### XXXIV. Человек в красном плаще
| - Лилльский палач (во второй части трилогии уточнено, что это палач г. Бетюн, в 10 км от Лилля) | - нет новых |

### XXXV. Суд
| - нет новых | - нет новых |

### XXXVI. Казнь
| - нет новых | - нет новых |

### Заключение
| - нет новых | - нет новых |

### Эпилог
| - нет новых | - нет новых |